# 日立鉱山
日立鉱山（ひたちこうざん）は、茨城県日立市にあった鉱山で、主に銅と硫化鉄鉱を産出した。1905年（明治38年）以前は赤沢銅山と呼ばれていた小鉱山であったが、同年久原房之助が経営に乗り出し、日立鉱山と改名され本格的な開発が開始された。久原の経営開始以後大きく発展し、1905年（明治38年）から閉山となった1981年（昭和56年）までの76年間に、約3000万トンの粗鉱を採掘し、約44万トンの銅を産出した日本を代表する銅鉱山の一つとなった。日立鉱山を母体として久原財閥が誕生し、久原財閥の流れを受けて日産コンツェルンが形成され、また日立鉱山で使用する機械の修理製造部門から日立製作所が誕生しており、日立鉱山は日本の近代産業史に大きな足跡を残している。
日立鉱山の南隣には硫化鉄鉱を主に産出した諏訪鉱山があり、1917年（大正6年）に久原鉱業によって買収された後は日立鉱山の支山となり、1965年（昭和40年）の閉山まで稼動が続けられた。ここでは日立鉱山とともに諏訪鉱山についても説明を行う。

## 位置と環境

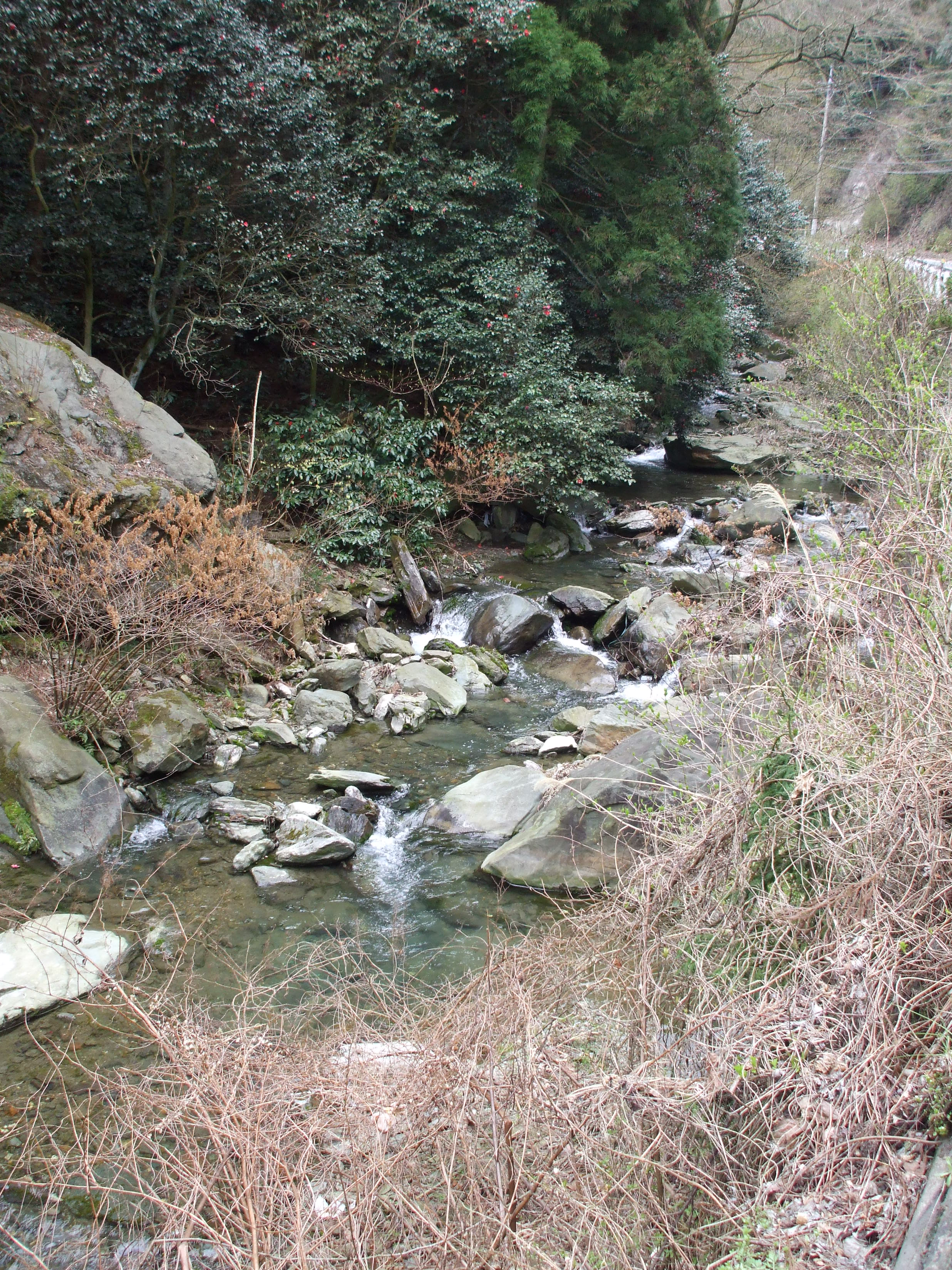
かつて精練所があった大雄院付近を流れる宮田川

日立鉱山は宮城県南部から福島県東部、そして茨城県の太平洋側に沿って広がる阿武隈山地の南端部に位置している。日立鉱山がある付近の阿武隈山地は、高いところでも標高600メートル程度のなだらかな山地である。鉱山は宮田川の上流部に当たる赤沢谷に沿って開発が開始され、1905年（明治38年）以前は赤沢銅山と呼ばれていた。
宮田川は源流から太平洋に注ぐ河口まで約8キロという短い河川で、日本の多くの鉱山が交通の不便な山地深くに位置しているのに比べて、日立鉱山は恵まれた場所に存在していた。事実、日立鉱山の開発が本格化する以前の1897年（明治30年）には、日本鉄道によって常磐線が水戸駅から平駅（現・いわき駅）まで延伸されており、また日立港も1967年（昭和42年）に重要港湾に指定されるなど鉱山に比較的近接した場所に整備され、交通の便の良さは日立鉱山の歴史に大きな影響を与えることになる。しかし鉱山の中心部は小河川である宮田川上流部の標高約300メートルの谷間にあり、精錬などの鉱山経営や鉱山で働く人々が使用する水の確保には苦労し、宮田川の支流などから貯水池に導水したり、鉱山内から湧出する水を浄化して用いるなどの対策を行った。

## 地質学的特徴
日立鉱山の鉱床はキースラーガー（層状含銅硫化鉄鉱床）で、日本国内のキースラーガーでは別子銅山、柵原鉱山とともに大規模な鉱床として知られている。キースラーガーとは、大陸縁海や背孤で熱水が海底に流出することにより、塩基性ないし中性の火山岩とともに層状ないしレンズ状の鉱床を形成するタイプの鉱床で、日立鉱山の場合、島孤の背孤海盆の拡大時に発生した珪長質ないし安山岩質の火山活動に伴う熱水溶液によって形成されたと考えられている。
鉱床は石炭紀からペルム紀にかけての化石を含む、日立変成岩の中に分布している。日立鉱山の鉱床形成時期については、後期石炭紀であるとの説と白亜紀との説があって確定していない。鉱床を構成するのは主に黄鉄鉱、黄銅鉱であり、閃亜鉛鉱や方鉛鉱なども産出したが、熱による変成作用を受けており、一般のキースラーガーには見られないスカルン鉱物を伴う部分もあった。キースラーガーの特徴として鉱床内に断層が存在することが多く、日本の多くのキースラーガーでは鉱床内の断層によって、断層の先の鉱床が深部に存在したり鉱床の状況が悪化するなどの理由で、経済的に鉱山の経営が困難になった例が多く見られるが、日立鉱山でも1905年（明治38年）の創業直後、鉱床内の断層が鉱山経営の障害となった。
日立鉱山は10以上の鉱床から構成されており、地層の層位的に新しい赤沢層上部から大雄院層にかけて分布する不動滝鉱床群と、層位的に古い赤沢層中部に分布する藤見鉱床群に大別される。日立変成岩は地殻変動の影響で古い地層は西側に、新しい地層は東側に分布しており、不動滝鉱床群は日立鉱山全体の東側、藤見鉱床群は西側に分布している。不動滝鉱床群には大雄、不動滝、諏訪などの鉱床がある。主な鉱床は藤見鉱床群に属しており、延長3000メートル以上の長さにわたって、褶曲構造に沿って北西から南東方向に向かって、入四間（いりしけん）、藤見、笹目、中盛、神峰（かみね）、本坑、赤沢、高鈴の8つの鉱床が島状に分布している。鉱床は厚い場所では80メートルに達し、傾斜延長は長い場所で1000メートルを超える。鉱床全体の埋蔵量は3480万トンであり、銅の品位は平均1.35パーセントであった。
その他、日立鉱山から採掘される主要鉱石である含銅硫化鉄鉱は、日本の主要銅鉱山の中で最も塩基性が高いという特徴を持っていた、また他の主要銅鉱山よりも銅鉱石の品位が低かった。これらの特徴は日立鉱山の歴史に少なからぬ影響を与えることになる。

## 明治以前の歴史

### 佐竹氏と鉱山開発
常陸の戦国大名であった佐竹氏は、16世紀末には常陸の統一をほぼ成し遂げ、領内の鉱山開発を進めた。1592年（文禄元年）の文書には、現日立市内の大久保で金を採掘した記録が残っている。大久保の金山は佐竹領内でも主要金山であったと考えられており、日立鉱山の前身に当たる赤沢鉱山でも16世紀末から金の採掘を開始したとの説がある。これは日立鉱山の赤沢鉱床に佐竹坑と呼ばれる坑道が残っていることや、大久保という地名は16世紀の末頃、かなりの広さを持った地域を指していたと推定されることなどから唱えられている説である。しかし資料の上からは16世紀末に日立鉱山の操業が開始されたことは確認されていない。
佐竹氏は領内の鉱山開発に積極的であったが、関ヶ原の戦いの結果、1602年（慶長7年）に秋田へ転封となった。その結果、常陸から鉱山の経営主体であった佐竹氏がいなくなったのみならず、鉱山開発と経営を担っていた技術者たちも移動してしまった。後述のように水戸藩が領内の鉱山経営に積極的に乗り出すのは1620年代の寛永年間以降であり、佐竹氏の転封から寛永年間までの間に鉱山は衰えていたと考えられる。

### 水戸徳川家時代の赤沢銅山

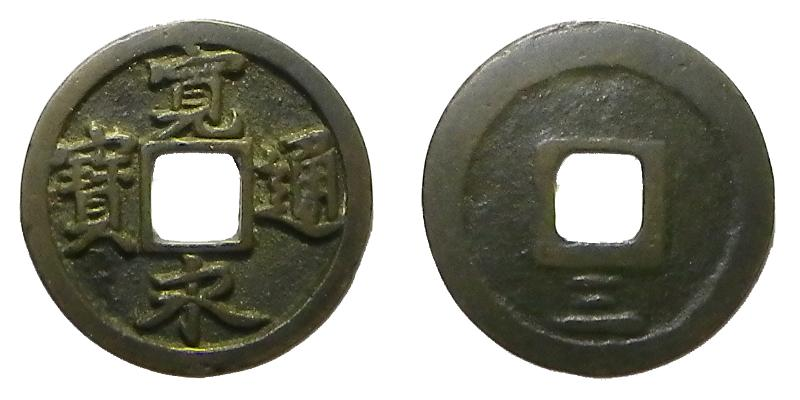
赤沢銅山で産出された銅で鋳造されたとの説がある、1626年（寛永3年）水戸で鋳造が開始された二水永タイプの寛永通宝

1609年（慶長14年）からは水戸徳川家（水戸藩）の統治が始まった。現在の日立市内では水戸藩時代も金山の採掘は断続的に続けられたが、18世紀末にはほぼ休止状態となった。
それまでの間、1620年代の寛永年間には水戸藩は領内の鉱山開発に積極性を見せるようになってはいた。これは寛永年間には水戸藩の領国支配も安定し、1625年（寛永2年）には水戸城の修築と拡張を始めるなど、領国経営に本格的に乗り出せる状況が整ったことによる。そのような中、1625年（寛永2年）頃から赤沢銅山で銅の採掘が行われるようになった。1626年（寛永3年）には水戸で寛永通宝の鋳造が開始されるが、赤沢銅山で採掘された銅が寛永通宝の鋳造に用いられたとの説もある。1639年（寛永16年）には赤沢銅山に銅山奉行が設置されるが、その後まもなく銅の採掘は中止に追い込まれる。また寛永年間からの赤沢銅山の稼動によって、近隣の農村は鉱毒水による大きな被害を受けたものと考えられる。このことは江戸時代の赤沢銅山の稼動が困難となる要因となった。
1640年（寛永17年）、戦国時代に甲斐の黒川金山（甲州市塩山）の採掘に従事した金山衆の子孫である永田氏の当主である永田茂衛門が水戸藩に来て、治水や鉱山の開発に従事するようになった。永田茂衛門とその息子である永田勘衛門は17世紀後半、水戸藩内で鉱山開発を盛んに行うことになる。17世紀後半に入ると水戸藩は財政的に苦しくなってきており、鉱山開発を行うことにより藩の財政を好転させるもくろみがあった。1692年（元禄5年）に永田勘衛門が水戸藩内の鉱山の調査結果と開発策をまとめた「御領内御金山一巻」という文書によれば、永田茂衛門と永田勘衛門は3度に渡って赤沢銅山の開発に乗り出したことがわかる。しかし赤沢銅山には銅の鉱脈が豊富に存在するものの、採掘によって発生した鉱毒によって再び周辺の水田に被害が発生したことに加えて、銅の価格の低下と精錬用の炭の価格が高騰して採算が取れないため、最終的に開発は断念された。
18世紀に入り、宝永年間に赤沢銅山の再開発を行い、赤沢銅山で産出された銅で貨幣の鋳造を行う計画が立てられた。この計画は江戸幕府の認可を受けることに成功し、江戸の商人から資金の提供を受けて事業が開始された。豪商であった紀伊國屋文左衛門もこの事業に参画したと考えられるが、やはり鉱害が発生して周辺の水田に害をもたらしたことと、利益を挙げることが出来なかったために短期間のうちに事業中止に追い込まれた。また当時農村地帯であった赤沢銅山周辺に生活習慣の異なる鉱山労働者たちが集まったことによって、住民と鉱山労働者との間に摩擦も発生した。その後18世紀後半に2回、赤沢銅山の採掘が計画されたが、いずれも鉱害問題から許可を受けられなかった。またやや確実性に欠ける資料であるが、1773年（安永2年）に幕府の許可を受けて赤沢銅山の採掘を再開したが、鉱石の質が悪くて採算が取れず、4年で中止となったとの記録も残っている。いずれにしても赤沢銅山が江戸時代には採算が取れなかったことと、鉱山操業時に発生した鉱毒被害のために開発が規制される傾向にあったことが、赤沢銅山が江戸時代に大きく発展することがなかった理由と考えられる。
幕末の1861年（文久元年）、多賀郡の大塚源吾衛門が水戸藩に赤沢銅山の開発許可を申請した。1858年（安政5年）には日米修好通商条約が締結され、銅は日本からの主要輸出品の一つとなっていた当時の状況から、水戸藩は大塚の申請を許可した。この時も鉱害被害の発生を懸念した近隣住民から鉱山再開発に反対する声が上がったが、水戸藩は以前よりも技術が進歩していることを説明し、更に鉱害が発生した場合には大塚源吾衛門に補償させるとして住民を説得した。大塚の赤沢銅山の経営は比較的順調で、「銅山会所」「大塚会所」などと呼ばれるようになった。これは赤沢銅山で産出される銅を水戸藩の専売品とするばかりではなく、銅の生産そのものを藩の統制下に置くために会所という組織を取らせることになったものと考えられる。しかし1864年（元治元年）に発生した水戸藩内の内紛である天狗党の乱の際、天狗党の田中愿蔵が逃亡途中に赤沢銅山会所に食料の援助を要請したところ大塚源吾衛門がそれを拒否し、それに対して田中愿蔵は鉱山の生産設備を破壊した上に火を放ったため、赤沢銅山の経営は中断された。

## 明治の赤沢銅山

### 停滞する鉱山開発

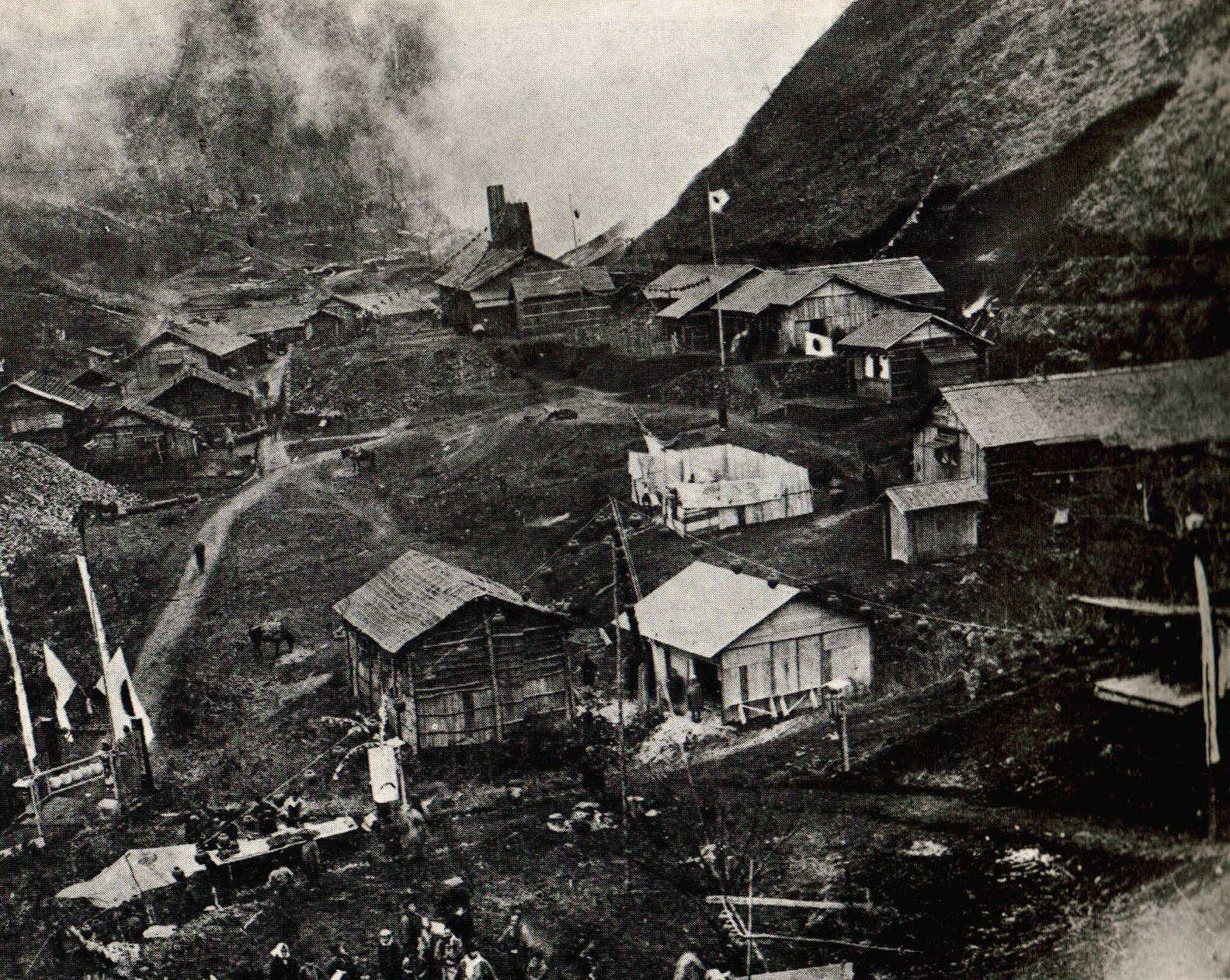
1905年頃の赤沢銅山

明治時代に入り、赤沢銅山の経営に最初に乗り出したのは佐賀県出身の副田欣一であった。副田は1873年（明治6年）に太政官布告によって公布された日本坑法に基づき赤沢銅山の鉱業権を取得し、赤沢銅山の経営に乗り出した。1874年（明治7年）には、茨城県庁に赤沢の立ち木を坑内の支柱や銅の精錬用の薪炭とするために払い下げをするよう申請するが、水源林であることを理由に申請は却下された。そのためもあって1875年（明治8年）には銅山の経営は行き詰まり、休業に追い込まれた。なお、副田は赤沢銅山の他に足尾銅山の経営権も取得したことで知られている。
続いて赤沢から峠を越えた場所にある入四間村で、1879年（明治12年）から銅の採掘が開始された。しかし経営は上手くいかず大幅な赤字を計上する状態であり、まもなく休山になったものと考えられる。1882年（明治15年）には副田欣一から長山万之助が赤沢銅山の経営権の譲渡を受ける。しかし長山は鉱山の経営に乗り出すことなく1884年（明治17年）、荒井常蔵に経営権を売却する。荒井もまた鉱山経営を行わずして1886年（明治19年）に経営権を中山芳兵衛に譲渡したが、中山芳兵衛も鉱業権を所持するのみで鉱山経営は行わなかった。1892年（明治25年）になると、平野良三が中山が持つ鉱区の隣に新たな鉱区を申請し、許可を得た。平野は実際に鉱山の経営を行う意欲を見せ、地元の日立村との間に銅山経営に関する取り決めを結んだ。しかし平野もやはり鉱山経営に乗り出すことが出来ず、結局1894年（明治27年）に、中山芳兵衛が持つ鉱区と平野良三が持つ鉱区は、ともに高橋元永と城野琢磨の両名が入手することになった。

### 赤沢銅山の再開
1894年（明治27年）に赤沢銅山の鉱業権を入手した高橋元永と城野琢磨は、副田欣一以来久しぶりに実際の鉱山経営に乗り出した。時代はちょうど日清戦争の最中であり、銅の需要が高まりつつあって高橋と城野の赤沢銅山経営は順調に進展した。そこで1896年（明治29年）に鉱区の増区を申請したところ、鉱害被害の拡大を恐れる地元住民の強硬な反対に直面することになる。まず計画を知った日立村は反対を表明。すると東京鉱山監督署の監督官が現地調査を行い、「鉱区を増区しても鉱害問題は発生しない」との復命書を提出した。しかし日立村はその復命書に対して極めて厳しい内容の反駁を行い、増区の計画は全く進展しなかった。結局1898年（明治31年）に、高橋と城野は14ヵ条の鉱毒予防策を盛り込んだ計画書を提出した。日立村は、宮田川を飲料水として用いている地区に井戸を新設すること、水田に被害が発生した場合には地主に損害賠償を行うことを条件に新たな計画を認め、最初の鉱区増区の出願から2年半を経過した1899年（明治32年）に増区はようやく認められた。しかし14ヵ条の鉱害防止策を実行に移す資金力がなかった高橋と城野は、1900年（明治33年）には赤沢銅山の経営を断念して松村常蔵と小林啓助の二名に鉱業権を譲渡した。しかし松村と小林ともやはり資金不足のために赤沢銅山を積極的に開発することが出来ず、横浜在住のドイツ人、リヒャルト・ボイエスが経営するボイエス商会が1901年（明治34年）に鉱業権を取得した。ボイエス商会は赤沢鉱業合資会社を設立し、初めて本格的かつ近代的な鉱山経営が行われることになった。

### 赤沢鉱業合資会社時代

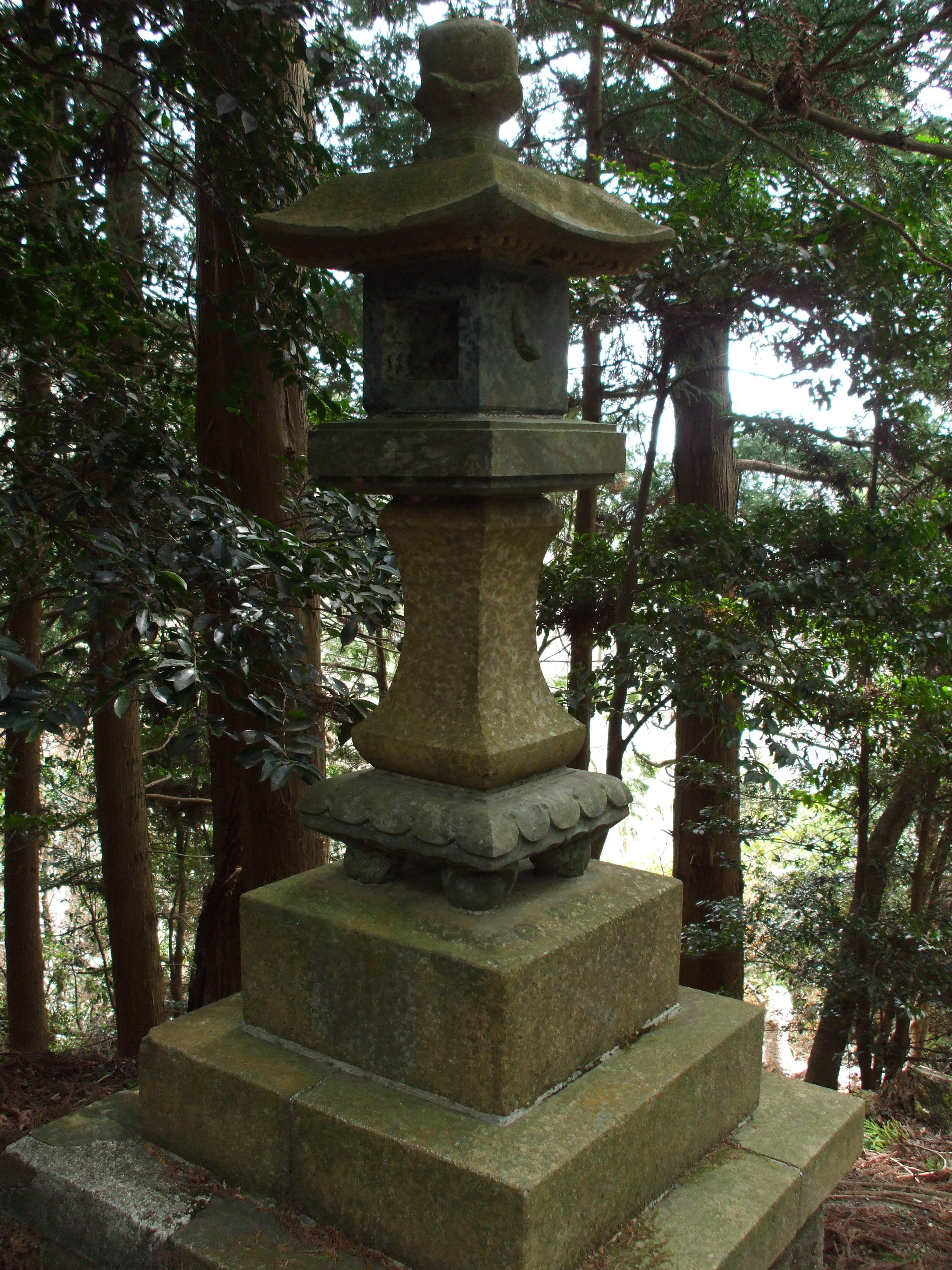
赤沢鉱業合資会社時代、鉱山の現場責任者であったノルウェー人技術者シー・オルセンが鉱山の山神社に奉納した灯篭。日立鉱山山神社にて撮影。

1900年（明治33年）に鉱業条例が一部改正され、外国人でも法律に従って設立された法人ならば日本国内で鉱業権を取得し、鉱山経営が可能となった。条例改正後早々に外国資本によって経営されるようになった鉱山があったが、赤沢銅山も1901年（明治34年）からボイエス商会が経営を担い、現場責任者としてノルウェー人技術者であるシー・オルセンが任命され、オルセンは精力的に鉱山開発に取り組んだ。しかし明治36（1903）年度の記録では、赤沢鉱業合資会社は従業員163名を数え、年間約78.5トンの銅を生産したが、経営は3500円の赤字となっており、鉱山経営は依然厳しいものがあった。
そのような中、赤沢銅山の経営に大橋真六と松村清吉、松村常二の親子が参画するようになる。1904年（明治37年）の文書には大橋が鉱山の総代理人と記されており、また後述の鉱毒防止命令が1904年（明治37年）に7月に、鉱業人の変更を理由の一つとして再度の命令が下された経緯から、同年に大橋と松村が赤沢銅山の経営を担うようになったと考えられ、1905年（明治38年）12月の久原房之助の鉱山買収時には、赤沢銅山は資金の出資者である松村親子と鉱山経営者の大橋真二によって経営されていた。
大橋真六は古河市兵衛のもと長年足尾銅山で鉱山開発に従事した経験があり、鉱山経営に精通した人物であった。ボイエス商会とそれに続く大橋の手によって、赤沢銅山は初めて本格的かつ近代的な開発、経営がなされるようになった。まず常磐線の助川駅から鉱山までの道路の修繕が行われ、1904年（明治37年）には鉱山事務所など3ヵ所への電話敷設を行った。また同年には水力発電所である陰作発電所の使用認可を受け、運輸、通信、電力といった近代的な鉱山経営に欠かすことが出来ないインフラ整備が行われた。その結果、赤沢銅山の生産量は増加し、1905年（明治38年）には251.2トンの銅の生産を挙げるに至った。しかし経営規模の拡張に伴い経営内容が悪化し、採掘される銅鉱石の品位も低下していた。また後述する鉱害問題や鉱山周辺の立ち木の伐採問題で近隣住民との対立は激化しており、大橋真六と松村清吉、常二親子は赤沢銅山の経営に意欲を失っていき、1905年（明治38年）12月に久原房之助に鉱山を売却することになる。
鉱山開発の進展に伴い、鉱害の発生が深刻化していた。高橋元永と城野琢磨が1898年（明治31年）に立案した14ヵ条の鉱害防止案は実現されることなく、鉱山の規模のみが拡大していた。そのため地元住民は鉱山の操業停止要求を掲げ、1904年（明治37年）7月には赤沢鉱業合資会社の事務所に押しかけるに至った。地元住民から操業停止要求が出される前の1903年（明治36年）、赤沢鉱業合資会社に対して鉱害予防命令が出されていたが、地元住民が鉱山事務所に押しかけた直後、鉱業人の変更と鉱毒防止設備の不備を理由として再度の予防命令が出された。そして1905年（明治38年）1月には鉱毒予防設備が完成したが、内容的に不十分なもので鉱害防止にはほとんど役に立たなかった。また赤沢銅山時代、銅の精錬は旧来の吹床製錬法を用いていた。吹床製錬法では製錬時に大量の薪炭が必要であり、また鉱山の経営規模拡大のためにも赤沢鉱業合資会社は鉱山周辺の立ち木を購入して伐採することを計画した。地元住民は伐採計画の中止を求めて各所に請願を繰り返し、一方、鉱山側も立ち木の伐採実現のために陳情を行った。結局1905年（明治38年）12月、茨城県に設置された森林会は地元住民から出されていた赤沢銅山周辺の森林についての保安林指定申請を許可し、森林はいったん保全されることになった。

## 日立鉱山の誕生

### 久原房之助の登場

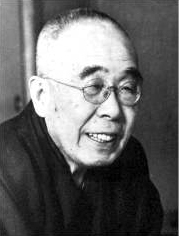
久原房之助

久原房之助は1869年（明治2年）山口県萩市に久原庄三郎の三男として生まれた。久原庄三郎は藤田組の創始者である藤田伝三郎の実兄で、藤田伝三郎と久原庄三郎、そして二人の実兄である藤田鹿太郎の兄弟3人が出費して1881年（明治14年）に設立された藤田組は、軍用物資の調達や土木建築業から1884年（明治17年）には小坂鉱山の払い下げを受け、その後鉱山業を中心として多角的な事業展開を行う財閥へと成長した。
久原房之助は1891年（明治24年）に小坂鉱山に赴任し、精鉱課長や坑業課長など主に採鉱や精錬の現場で実績を積み、1900年（明治33年）に小坂鉱山の所長に就任した。当時、小坂鉱山は日本有数の銀の産出量を挙げていた鉱山であったが、銀の価格の低落と生産コストの増大で次第に経営が困難になっていき、その上、1897年（明治30年）の金本位制の復帰によって銀の価格は更に低落し、小坂鉱山は閉山の危機を迎えていた。
久原は当時、組成が複雑であるために精錬が困難で利用されずに放置されていた黒鉱に着目した。後に日立鉱山でも久原を助けることになる竹内維彦を招聘し、黒鉱の精錬法の研究を重ねた結果、1900年（明治33年）黒鉱から銅を精錬することに成功し、小坂鉱山は銀山から日本有数の銅山として蘇った。なお久原房之助のもと、小坂鉱山で働いた人物としては、竹内以外にも後に日立製作所を創立する小平浪平などがおり、多くの有能な人材が日立鉱山の創成期に活躍することになる。
小坂鉱山の再建に成功した久原房之助は、1904年（明治37年）に小坂鉱山から大阪の藤田組本社に戻り、翌1905年（明治38年）3月には父、庄三郎が隠居をしたため久原家の家督を引き継ぎ、藤田組の取締に就任する。しかし叔父である藤田伝三郎と藤田組の後継問題を巡り対立し、もともと独立して事業を興す機会を窺っていた久原は分与金の配分を受けて藤田組を退社することになり、1905年（明治38年）12月10日、正式に退社した。
藤田組で働いている最中から久原房之助は独自の事業展開をもくろみ、国内の鉱物資源について広く調査を行わせていた。そんな久原が目をつけたのが赤沢銅山であった。当時赤沢銅山を経営していた大橋真六と松村清吉、常二の親子は経営難と鉱害問題での周辺住民とのトラブルなどで経営の意欲を失いつつあった。久原は赤沢銅山の売却希望を聞きつけると、ただちに竹内維彦らを調査のために派遣した。調査の結果、既知の鉱脈以外にも多くの鉱脈の露頭を発見し、推定埋蔵量約100万トンの有望な鉱山であることを予想した。調査に当たった竹内らは久原房之助に購入を進言し、その結果藤田組を退社した翌日である1905年(明治38年）12月11日、久原は赤沢鉱山を購入した。12月26日には赤沢銅山の名は鉱山の所在地である日立村にちなんで日立鉱山と改められた。竹内維彦らがその将来性を評価して久原房之助に購入を勧めた結果、日立鉱山は久原房之助が所有することになったが、実際の日立鉱山は閉山までに約3000万トンの鉱石を採掘しており、竹内らの予想を遥かに上回る規模の鉱山であった。

### 創業時の苦心

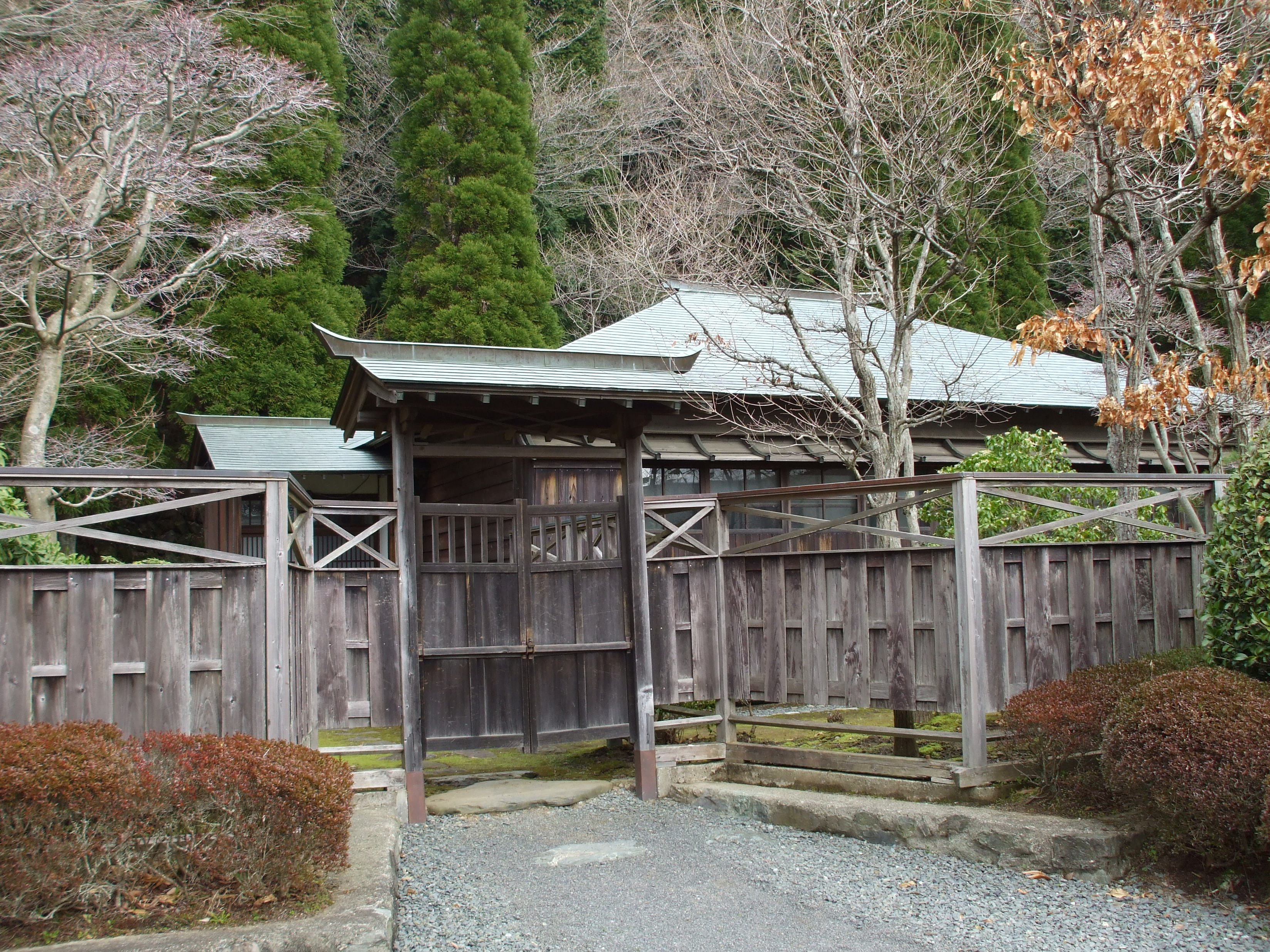
日立鉱山創業当初、久原房之助が起居した久原本部。現在、日鉱記念館敷地内に移築保存されている。

藤田組から独立して日立鉱山を購入した久原房之助は、まず1906年（明治39年）1月1日に鉱山事務所の規則や勤務心得を作成するなど鉱山の組織を整備し、続いて2月には第一立坑の開鑿を開始し、鉱山附属の診療所を開設した。続いて9月には里川の水利権を茨城電気会社より取得して、中里発電所の建設を開始するなど矢継ぎ早に鉱山の整備を進めた。また赤沢鉱山時代に地域住民との間でトラブルになった鉱山近隣の森林伐採問題についても、鉱山事業拡張のための用地確保と建築資材を入手するために森林伐採を行うことを計画した。久原は住民たちと交渉を積極的に進め、その結果森林の伐採を行う補償として毎年200円を支払うことと、15本の井戸を掘る代金として300円を支出することを条件に保安林の指定解除で合意し、保安林指定を申請した地元住民の名で指定解除の申請が茨城県知事に出され、1906年（明治39年）9月に県より保安林解除の告示がなされた。このように日立鉱山の創業直後から精力的な鉱山開発が行われていったが、当初、生産は上がらず、その上5月には赤沢銅山以来の従業員が久原の鉱山経営に反発し、同盟罷業を行う事態が発生した。
また藤田組から離れるにあたって久原が受け取ることになった分与金は470万円余りであったが、これは10年分割で支払われることになっていた。久原は赤沢銅山の購入に総計42万円余りを費やしており、創業直後の日立鉱山の経営や積極的な鉱山開発を進めていくためにはどうしても資金の調達が必要になった。しかし当時の財界は久原のことを重く見ていなかったため、資金調達にも悩まされることになった。小坂鉱山での実績があるといっても、久原はまだ独立して事業を開始したばかりの30代の青年であったわけで、これはやむを得ないところであった。そこで父、庄三郎以来の交流があり、久原房之助のことを高く評価していた長州閥の大物、井上馨の援助を仰ぐことになった。しかし井上も当初ものになるかどうかわからなかった日立鉱山に対して無条件で援助をするはずがなく、鉱山開発の具体的プランと将来性を証明する具体的な資料を求めてきた。久原の手によって開発が開始されたばかりの日立鉱山に、井上を納得させることが出来る開発の具体的プランや何といっても将来性を証明する具体的な資料があるわけはなく、久原は自ら採掘現場に出向き、坑夫らとともに採掘に従事して現場から井上が求める具体的な資料を入手しようとも試みたという。
そこで久原はやはり父の代から取引があった鴻池財閥の援助を求めることになった。鴻池は融資について承諾はしたが日立鉱山の経営の参画を強く求め、その結果1906年（明治39年）5月、毛利家の鉱山経営の実績があった神田礼治を日立鉱山の所長として送り込んできた。しかし積極的に日立鉱山を開発しようとする久原と堅実な開発を志向する神田は激しく対立するようになり、断層によって鉱脈が途切れ、日立鉱山には見込みがないと判断した神田は鉱山開発中止を久原に進言するに至り、結局1907年（明治40年）3月、一年足らずで神田は所長を辞任することになる。また神田とともに日立鉱山にやってきた中堅の技術者たちも全員辞職した。
窮地に陥った久原を救ったのが小坂鉱山で久原のもとで働いた人々であった。第二代所長として久原は小坂時代からの右腕である竹内維彦を任命するなど、多くの人材を小坂鉱山から引き抜いた。小坂鉱山では職員だけでも40名以上が日立鉱山に移り、「小坂勢」と呼ばれるようになった。社員のみならず多くの優秀な鉱夫も小坂鉱山から日立にやってきたと考えられている。そして1908年（明治41年）2月、井上馨が日立鉱山の視察に訪れることになった。井上の視察の直前に当時日立鉱山で最も期待をかけていた鉱脈が断層にぶつかり、途切れてしまうというハプニングが起こったが、優秀な鉱夫を2時間交代で24時間体制で採掘に当たらせ、断層の先に鉱脈を再び捉えることに成功した。視察を行った井上は日立鉱山を評価し、井上からの援助は実現することになった。

## 鉱山の建設と発展

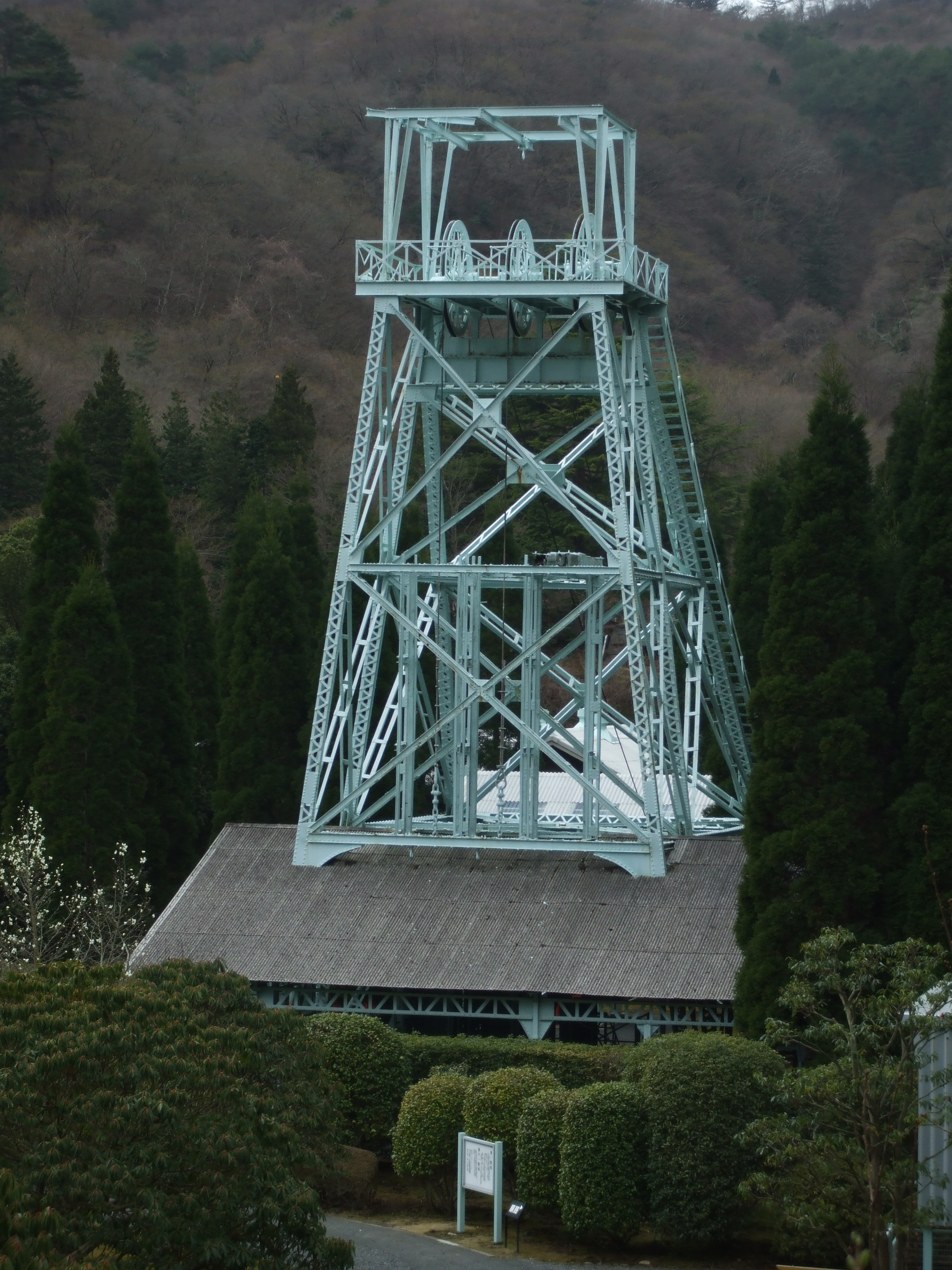
1906年2月に開鑿が開始された日立鉱山第一立坑。

操業開始してしばらくの間は躓きを見せた日立鉱山であったが、やがて急速な勢いで発展していくことになる。発展を支えたのはまず何よりも日立鉱山が足尾銅山、別子銅山、小坂鉱山といった日本を代表する銅山と肩を並べるほどの埋蔵量に恵まれた鉱山であったことが要因であるが、鉱山の経営を担った久原房之助らの努力や鉱山の発展をもたらした外的要因も見逃すことができない。
まず、日立鉱山の創業はちょうど日露戦争後の日本経済の発展期に当たった。この当時、鉱業や重工業は目覚しい発展を遂げており、鉱山の発展はこの時流に上手く乗った。また久原房之助は藩閥の代表格であった長州閥の山口県の出身であり、鉱山創業直後の久原の苦境を救ったのは長州出身である井上馨であった。しかも久原はかつて藤田組の一員として活躍していて、多額の分与金を受け取ることが出来た。つまり久原は近代的な鉱山建設に必要不可欠である大規模な設備投資を行うのに必要となる、多額の資金を調達可能な経済的に恵まれた境遇であった。
そしてそれらの恵まれた条件を存分に生かした、久原の積極的な鉱山に対する投資がなされたことが鉱山の急速な発展をもたらした。日立鉱山の発展に大きく寄与した投資を列挙すると、近代的な鉱山経営に必要不可欠である発電所の建設、探鉱に最新の技術を導入したこと、さく岩機を導入して採掘の機械化を図ったこと、進んだ精錬法を採用したこと、常磐線助川駅から鉱山までの日立鉱山専用電気鉄道や鉱石を運搬する索道を建設して輸送面の充実を図ったこと、そして日立鉱山で産出される鉱石ばかりではなく、他の鉱山で採掘された鉱石を購入して製錬を行う「買鉱」を積極的に進めたことなどが挙げられる。

### 新技術の積極的な導入

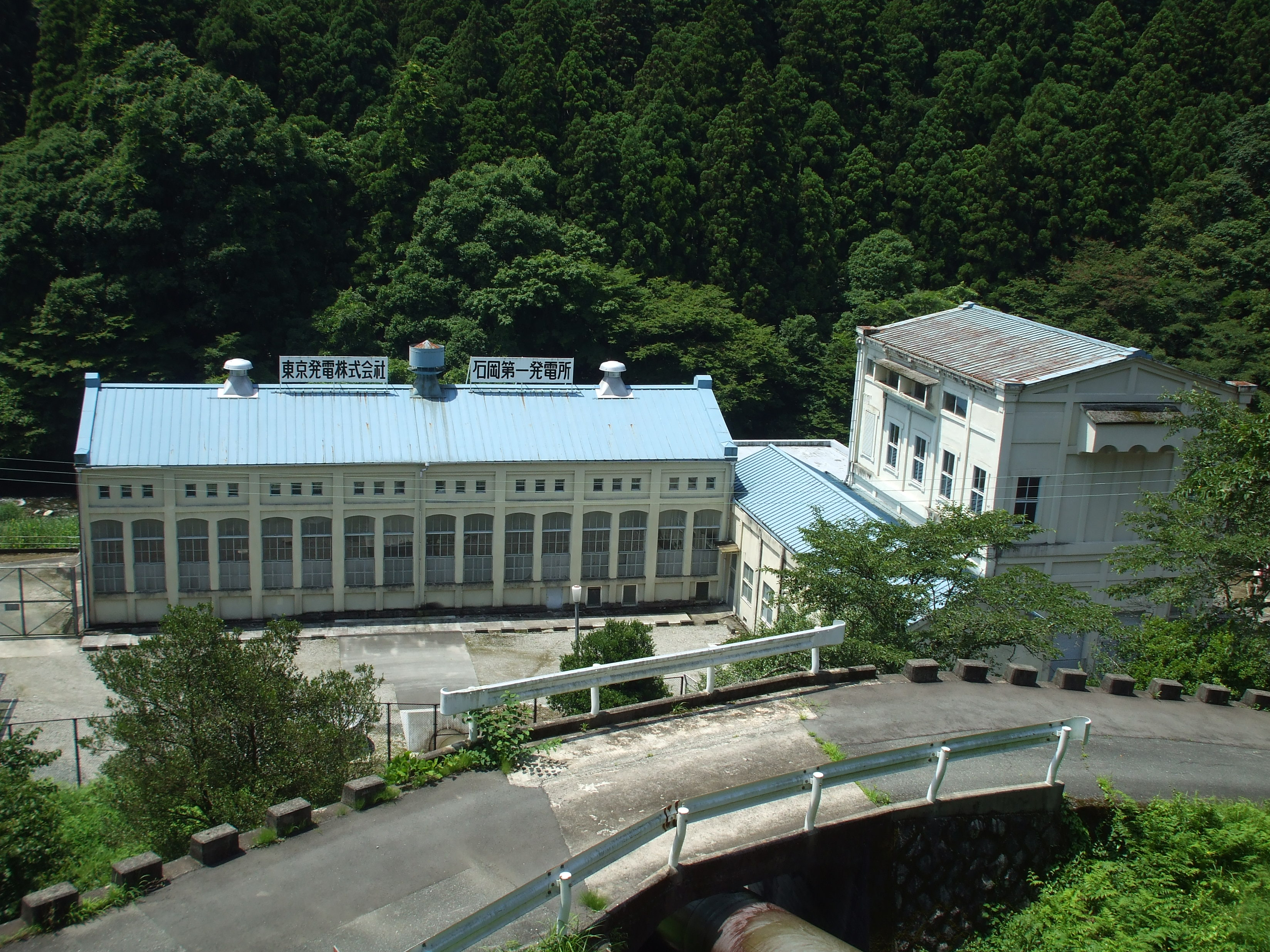
石岡第一発電所。日本で最も古い鉄筋コンクリート製の建造物の一つであることと、日本の近代産業史で大きな役割を果たした日立鉱山の代表的施設であることが評価され、2008年に重要文化財に指定されている。

鉱山の近代化、特に機械化を推進するために電力が不可欠と判断した久原は、既設の発電所では十分な電力供給が不可能であったため、日立鉱山の工作課長であった小平浪平や土木係長であった宮長平作らを中心に発電所建設を推し進めた。まず1906年（明治39年）に、久慈川の支流である里川の水利権を茨城電気株式会社より譲り受けると、翌年には中里第一発電所を、1908年（明治41年）には中里第二発電所を開設し、1909年（明治42年）、現常陸太田市の町屋に水力発電所を開設した。しかし鉱山の発展によりこれでも電力不足という事態が発生したので、新たに現北茨城市や高萩市を流れる大北川の水利権を獲得して、1911年（明治44年）に日本初の鉄筋コンクリート製の水路式水力発電所である石岡第一発電所を完成させた。石岡第一発電所は完成当時、日本で有数の水力発電所であった。そして日立鉱山の発展に伴う電力需要の増大によって更なる発電所の建設が必要となったため、石岡第一発電所の下流部に石岡第二発電所を建設し、1913年（大正2年）完成した。
探鉱を行って新たな鉱脈を発見することは鉱山の経営上重要である。久原は探鉱に大きな関心を持っており、1907年（明治40年）には日本で初めてのダイヤモンド試錐を導入した。その結果、1907年（明治40年）には中盛鉱床、1910年（明治43年）に高鈴鉱床、そして1912年（明治45年）には赤沢鉱床を発見するなど、短期間のうちに有望鉱脈を発見し、鉱脈の内容についても詳細に把握することが出来たため、探鉱結果を参考にしながら大規模な鉱山建設を進めることが可能になった。
採鉱に威力を発揮するようになったのがさく岩機であった。1907年（明治40年）、日立鉱山ではさく岩機が導入された。日立鉱山や別子銅山のようなキースラーガー型の鉱床は、鉱床が層状ないしレンズ状をしていて足尾銅山のような鉱脈型の鉱床と比べて鉱床に厚みがあって、機械化が容易であったという利点があったが、これまでの全面的に人力に頼った採鉱に比べて能率が大きく向上して生産力の急速な増大に貢献した。
日立鉱山の発足時、銅の精錬は旧来の吹床精錬法であった。1907年（明治40年）、鉱山の所長に就任した竹内維彦は、かつて小坂鉱山で黒鉱の精錬法を編み出した人物であり、日立でも当然最新の製錬法の導入を図ることになった。1908（明治41年）に操業を開始した大雄院精錬所では、採掘された日立鉱山の含銅硫化鉄鉱のうち、粉状をした粉鉱は製団機で団鉱にするか焼結炉で焼結させた上で、まず塊鉱とともに少量の石炭ないしコークスで溶解し、産出された銅鈹をベッセマー転炉で粗銅とするという生鉱吹法ないし半自溶法と呼ばれる方式を採用した。この方式は複雑な組成をした黒鉱の精錬を行うために開発されたため、多種多様の鉱石を一度に処理するのに向いていた。そこで銅の鉱石と金、銀を含有する鉱石を混合して製錬するようになり、買鉱といって他の鉱山から鉱石を購入するようになった。金、銀鉱石と一緒に銅を製錬するようになったため、粗銅中に金銀が含まれるようになり、純度が高い電気銅にするための電解精錬を行う必要性が高まったため、電錬工場も1911年（明治44年）に操業を開始した。
また採掘した鉱石の選鉱については、日立鉱山創業当初は鉱石の銅品位が高かったので手選鉱のみを行ってきたが、鉱山の大規模化に伴い低品位の鉱石の採掘量が増大したため、足尾銅山の選鉱所を視察した上で検討、研究を重ね、機械選鉱を行う選鉱所を建設するに至った。
このように日立鉱山は最新の技術を積極的に導入することによって急速な発展を遂げる。他の日本を代表する銅山よりも後発の鉱山であった日立鉱山は、選鉱所の建設に際して足尾銅山の選鉱所を視察をした上で研究、検討を重ねた上で選鉱所の建設を行うなど、導入が始まったばかりの各種の新技術を、日立鉱山の実情に合わせて研究や検討を加えた上で導入することが可能であったという利点があった。また日立鉱山の急速な発展をもたらした要因としては、近隣に常磐炭田があり、また製錬に必要な石灰石も鉱山周辺から入手が可能であったという利点も見逃すことが出来ない。

### 買鉱と輸送体制の強化

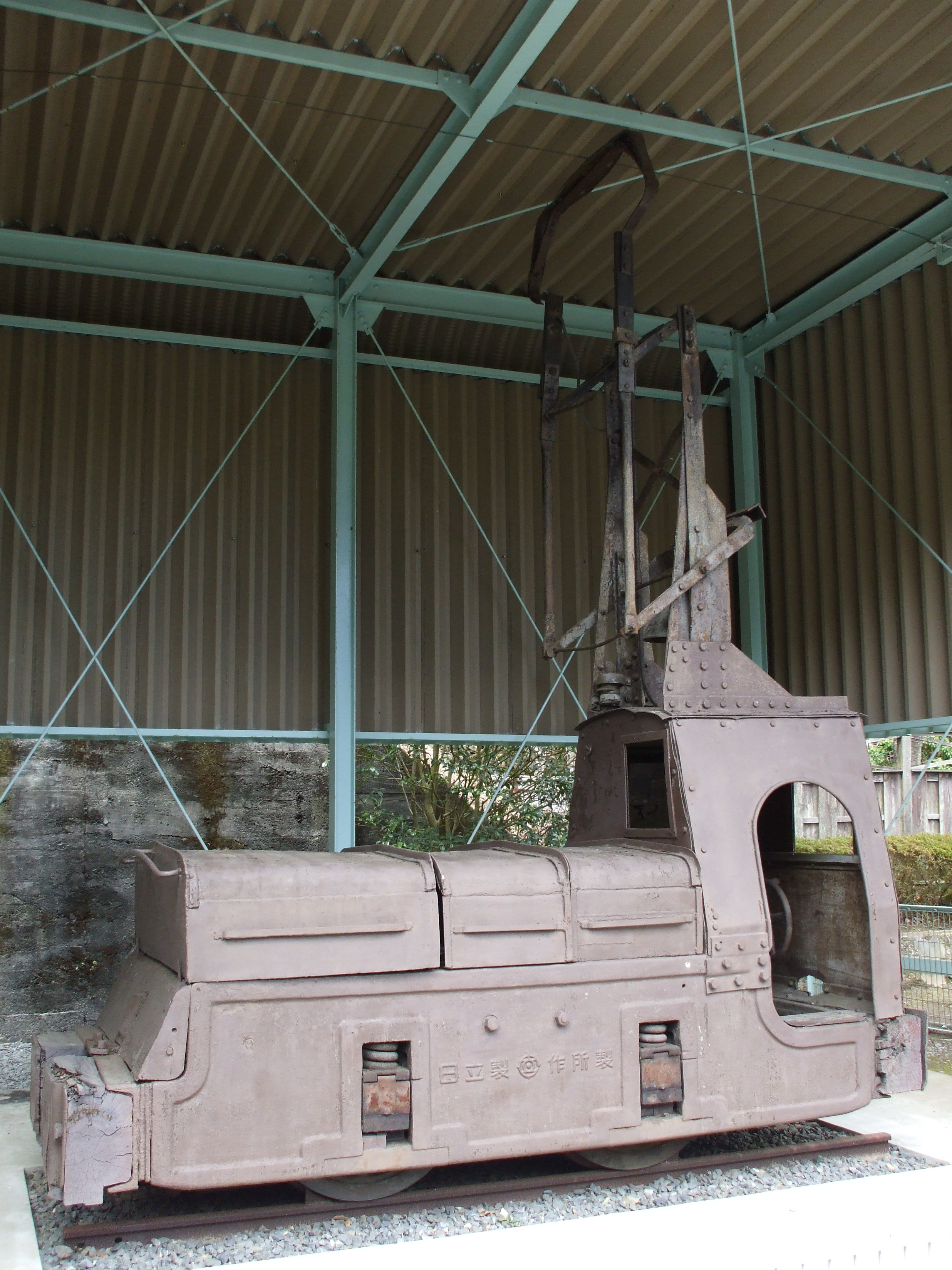
日立鉱山専用電気鉄道で使用された電気機関車。日鉱記念館敷地内で撮影。

久原房之助は日立鉱山の発展のために、他の鉱山で採掘される鉱石を購入して製錬を行う「買鉱」を積極的に推進することを決断した。当時、買鉱は小規模なものが行われていたのみであり、久原は他に先駆けて買鉱を推進した。これは日立鉱山で採掘される鉱石のみを精錬するよりも、他の鉱山の鉱石も購入する方が生産力の向上が図られることと、単一の鉱山の鉱石に頼るよりも多くの鉱山の鉱石を製錬する方が経営上のリスクが低下すると判断したことによる。
また日立鉱山の特性が買鉱を推進することになった。まず立地条件の良さである。日立鉱山は常磐線の助川駅から数キロの場所にあって、他の有力鉱山よりも交通の便が格段に良かった。しかも日立の地は関東地方にあって日本の国土のほぼ中心付近にある。これは他の鉱山で採掘された鉱石を購入する買鉱にとって大きなメリットであった。そして日立鉱山から産出される含銅硫化鉄鉱の性質も買鉱を推進した。日立銅山の鉱石は日本の有力銅鉱山の中で最も塩基性が高い鉱石であり、生鉱吹法での製錬時、溶剤として珪酸質の鉱石が必要であった。当初、日立鉱山の近隣で採掘される珪酸質の鉱石を溶剤として用いていたが、アルミニウム分が高いために溶剤として不向きであった。そこで各地で採掘される金や銀を含有した珪酸質の鉱石を購入し、銅の製錬とともに副産物として金、銀を生産する方法が採られるようになった。
買鉱を積極的に進めるためには、宮田川流域の最奥部にあたる鉱山の中心地の本山ではなく、もっと便利で広い場所に精錬所を建設する必要性があった。そこで鉱山の中心部と助川駅のほぼ中間付近にある、当時ほぼ廃寺同様になっていた大雄院という曹洞宗の寺の跡地に精錬所を建設することになった。1908年（明治41年）に大雄院精錬所が操業を開始した。
買鉱の推進と鉱山の中心部から離れた場所の製錬所建設は、必然的に輸送手段強化の必要性を招いた。これまで牛車や馬車に頼っていた輸送であったが、1908年（明治41年）5月に助川-大雄院間の専用電気鉄道の建設許可を申請した。鉄道の建設は小平浪平が当たったと考えられており、8月に認可が下りると10月末には試運転、11月には使用許可が下りている。そして日立鉱山の本山から大雄院までの鉱石輸送に用いられる索道も同年着工され、1909年（明治42年）1月に完成した。
このような新技術の導入や鉱山設備充実の成果によって、1908年（明治41年）に日立鉱山の銅生産量は1781トンとなり、早くも小坂鉱山、足尾銅山、別子銅山に次ぐ日本第四位の生産量を挙げる銅山となった。その後も生産量は増大し、1911年（明治44年）には銅生産量は5670トンとなり、短期間のうちに日本を代表する銅山の一つに成長した。

### 日立鉱山の発展と久原財閥の形成
1905年（明治38年）の創業後、わずか数年の間に日本有数の銅山へと成長した日立銅山は、大正時代に入っても規模の拡大を続けた。まず鉱山で産出される鉱石の運搬や物資や人員の移送に用いる竪坑は、1912年（大正元年）から1917年（大正6年）までの約5年間に第四、第五、第六、第七、第八、第九と6本の竪坑が新設された。そして坑内の輸送手段としては坑内電気軌道の建設を進め、1915年（大正4年）9月には3トントロリー機関車を用いた鉱石運搬での使用を開始した。そして採鉱量の増大は鉱石輸送力の増強の必要性を生み、1913年（大正2年）から1920年（大正9年）までの間に索道が更に整備されていった。
その他、坑内で湧出する排水を汲み上げる排水ポンプの増設、選鉱所の建設、精錬部門の増強などが進められた。精錬部門の中で純銅を精錬する電錬工場は、大正時代に入って大きく拡張された。先述の石岡第二発電所は電錬工場の拡張によって需要が急増した電気を賄うために建設されたものである。そして石岡第二発電所の建設をもってしても電力不足となったため、現いわき市の夏井川に夏井川第一発電所を建設するに至った。これは日本国内で造船関連や電機関連を中心に純銅の需要が増大していたことが一因であったが、1914年（大正3年）に開戦した第一次世界大戦に伴う大戦景気は、その傾向に拍車をかけることになった。特に電力事業や電線、電機関連産業の伸びは著しく、それら産業に必要不可欠である銅の需要は急増した。そのためこれまで多くが輸出されていた日本国内で産出される銅は、国内需要の急伸に伴い第一次世界大戦の間にほぼ国内で消費されるようになった。日立鉱山の粗鉱産出量は1918年（大正7年）には50万トンを突破し、銅の生産量は1万3000トンを超えた。銅価格の急騰もあって日立鉱山は巨額の利益を挙げるようになった。
久原房之助は1912年（大正元年）10月、これまでの久原鉱業所という個人経営の組織から久原鉱業株式会社に改組した。久原鉱業株式会社は日立鉱山を中核として大きな発展を見せ、まず日本各地の鉱山を買収し、秋田県、新潟県、北海道では油田開発に着手して、それから朝鮮半島各地の鉱山にも買収の手を伸ばした。また日立鉱山の銅製錬法が金や銀を含有した珪酸質鉱石を必要としたため、主に伊豆半島の金山の買収を進め、金銀を含有する珪酸質の鉱石確保に努めることになった。1916年（大正5年）には主に硫化鉄鉱を産出する、日立鉱山に隣接する諏訪鉱山を買収し、以後諏訪鉱山は日立鉱山の支山となった。
久原鉱業は第一次世界大戦の好景気の波に乗って拡大を続けた。久原房之助は中国、フィリピン、ボルネオなどに資源調査の手を伸ばし、積極的な海外進出をもくろんだ。久原の事業は鉱業以外にも拡大をしており、久原財閥が形成されていった。

### 日立製作所の誕生

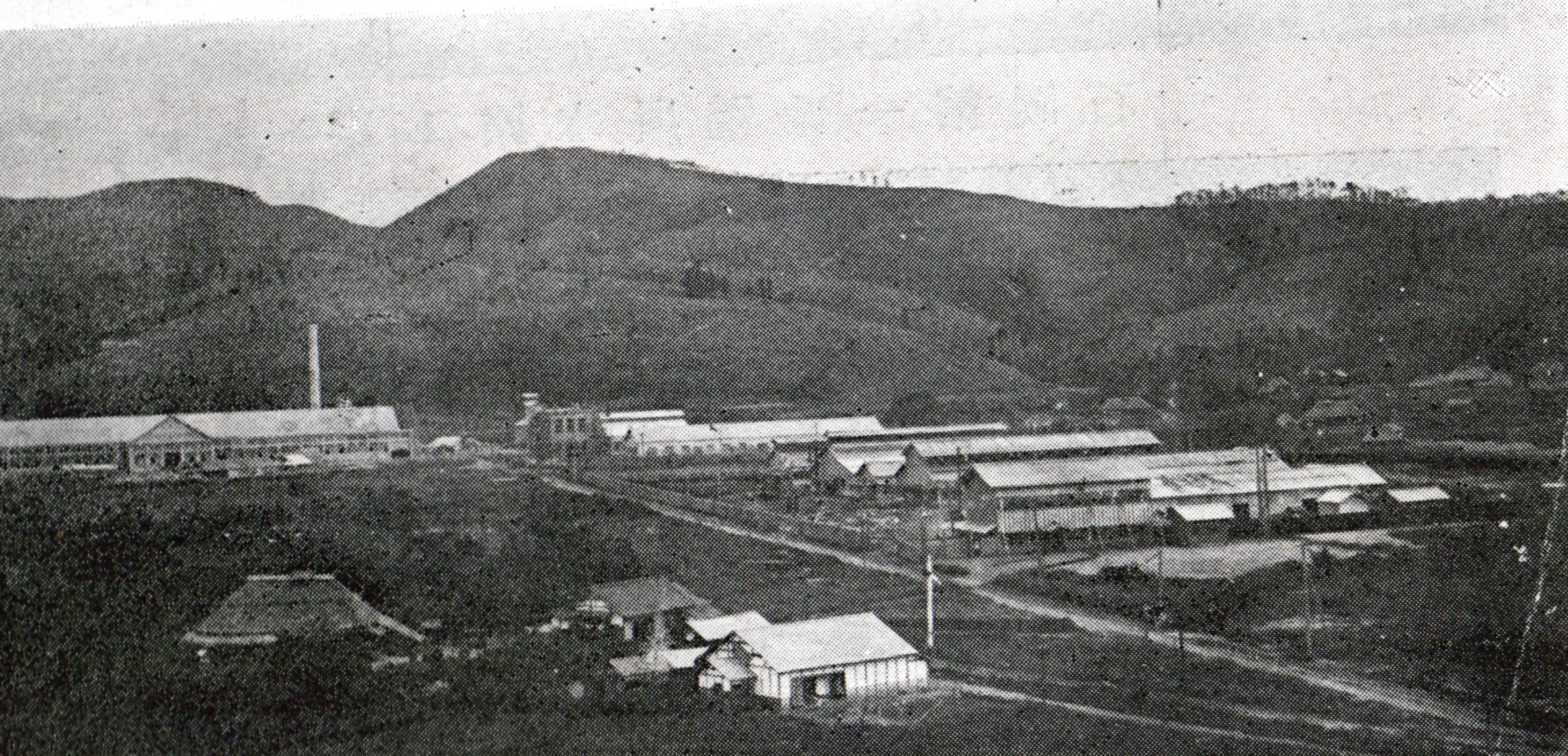
明治末期の久原鉱業所日立製作所と電練工場、向かって右が日立製作所、左が電練工場。

日立製作所を創設した小平浪平は、小坂時代から久原房之助の事業を助けていた。小平は1906年（明治39年）、日立鉱山で必要な電力確保のために計画した発電所建設を指揮する人物として久原から要請を受け、日立鉱山に赴任した。小平は鉱山の電力問題の解決のために石岡第一発電所などの建設を行い、また電気鉄道の建設に携わるなど、日立鉱山初期の設備の近代化に大きく貢献した。
小平は日立鉱山に赴任する直前に、知人に鉱山で電気機械の修理でノウハウを積み、やがては機械を自作する希望を語っていたといい、当初から独自の事業を展開する強い意欲を持っていた。そして小平は日立鉱山に勤務しながらも、鉱業以外の事業への拡大について強い関心を持っていた。これは鉱業のみでは事業の将来性に不安があると考えていて、事業の多角化を行って安定した経営を目指すことが必要と判断したためである。建設当時日本有数の規模であった石岡第一発電所は、当初日立鉱山で用いる電力以上の発電能力を持っていた。これは小平が余剰電力で化学工業を起こそうと考えたためで、実際事業化を目指したが、日立鉱山の拡張規模が小平の想定を遥かに上回り、石岡第一発電所の能力では日立鉱山の電力を賄い切れなくなって計画は頓挫した。
小平は日立鉱山で工作課長という役職に就いていた。これは鉱山で用いる土木、電気、機械の修理等を一切引き受ける部署であった。鉱山創業以来、当時としては最新の機械の導入を進めていた日立鉱山では、多くの機械類は電化されていた。そのため多くの電動機や変圧器などが使用されていたが、鉱山での機械使用はかなり乱暴なことが多く、アメリカ製の電動機はしばしば故障を繰り返した。ひどい故障がある場合も少なくなく、そうするともはや修理ではなく、ほぼ新造するのと同じことになってしまった。そのような状況の中で小平たちは電気機械製造についてのノウハウを身に付けていった。
鉱山機械の修理工場は、当初日立鉱山の本山付近にあったが、大雄院の精錬所が開設された1908年（明治41年）には精錬所構内に移転した。しかしわずか4ヶ月で移転させられ、更に翌1909年（明治42年）には電気鉄道の大雄院停留所隣への移転を命じられた。短期間での度重なる修理工場の移転は、当時、日立鉱山内で小平たちの機械修理部門が必ずしも重く見られていなかったことを示している。
しかし電気機械の修理の豊富な経験は、確実に小平たちの能力を高めていた。鋳物と絶縁の技術さえあれば電気機械製造が可能と判断した小平は、1910年（明治43年）にはイギリスから鉄板を加工する機械を購入し、独自の設計で5馬力の電動機3台を製作し、続いて200馬力の電動機を作成した。小平は本格的に電気機械製造に乗り出す決意を固め、久原に許可を求めた。久原は機械製造に関してはもともと関心が薄く、また当時の技術水準から見て欧米製に遥かに劣っていた電気機械の製造を行う必要性を認めていなかったため、当初、小平の計画を認めようとはしなかった。しかし日立鉱山の所長を務めていた久原の右腕である竹内維彦が小平の計画を支持したこともあって最終的に計画は承認され、日立鉱山の鉱毒のために荒れ果てていた日立村宮田字芝内に、当初芝内製作所と呼ばれた工場が建設された。
1911年（明治44年）からは変圧器、電動機、発電機、電気機関車といった電気機器の製造を本格的に開始した。当初、需要は日立鉱山内に限られていたが、早くも同年4月には茨城電気会社に変圧器を販売し、日立鉱山外に顧客を得るようになった。しかし同年11月に製作した日立鉱山での電解精錬で用いられる発電機は故障が頻発し、鉱山内から電気機械製作事業を放棄すべきとの声も挙がった。
1912年（明治45年）1月1日、日立鉱山では職制の変更が行われ、その中で日立製作所は日立鉱山工作課から独立し、久原鉱業所日立製作所となった。こうしてまだ久原鉱業所に所属していたが、鉱山業と並ぶ独自の事業として電気機械等の製作販売を行う日立製作所が設立された。

## 急拡大する鉱山と鉱山労働者

### 急増する鉱山労働者の統制策

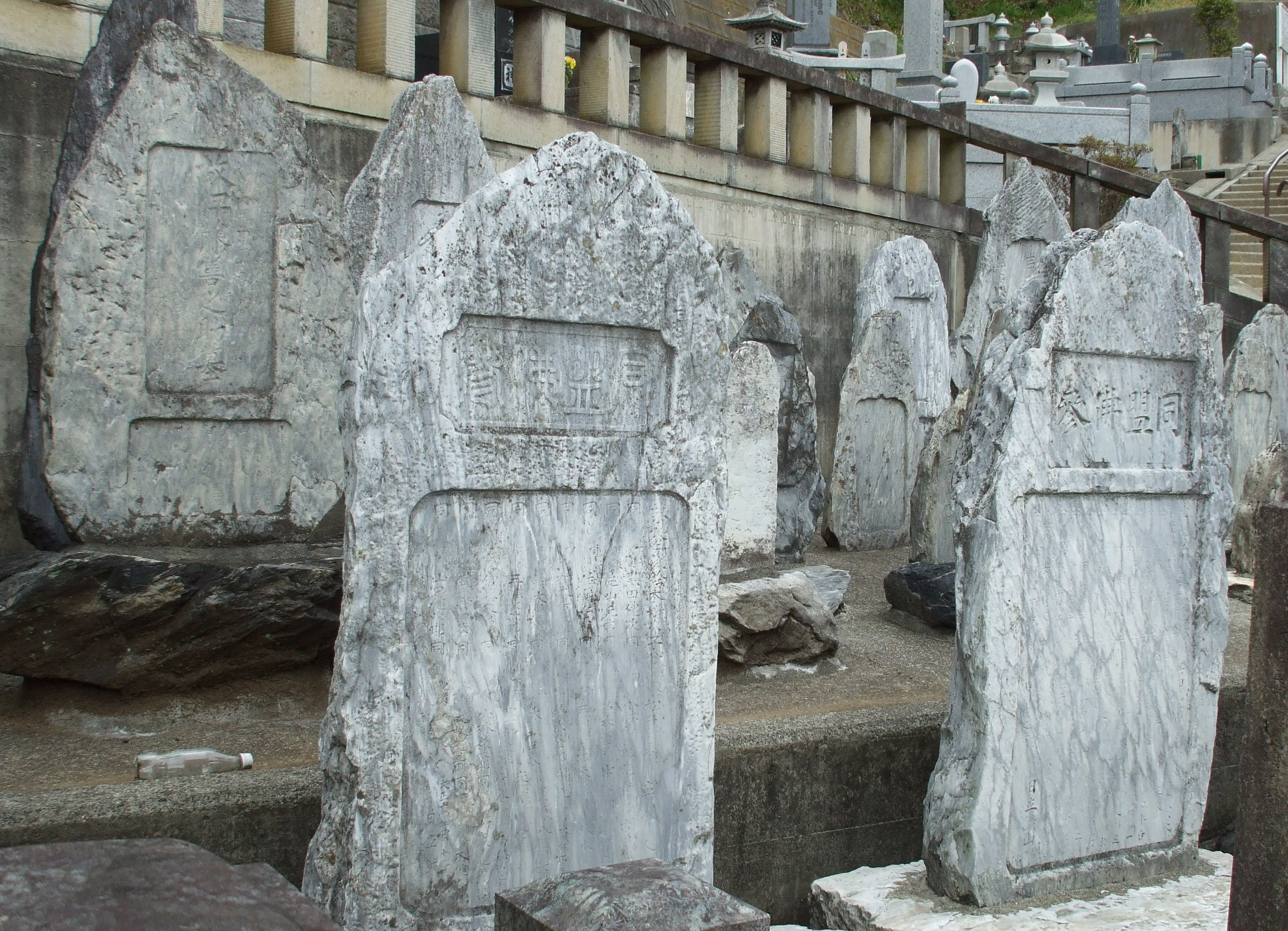
日立鉱山友子の墓、日立市内の寺院、大雄院境内にて撮影。

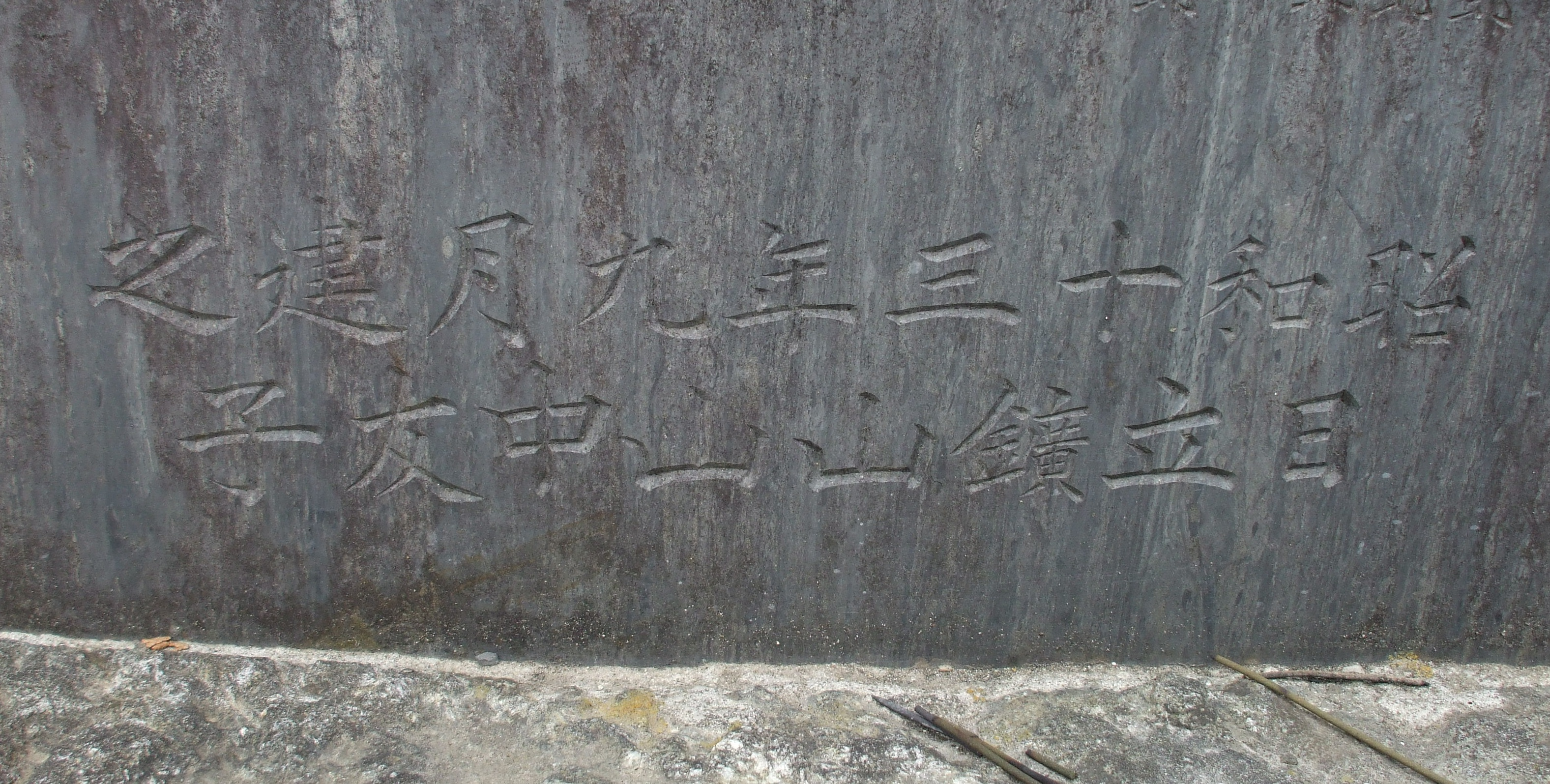
大雄院の日立鉱山友子の墓を一部拡大。日立鉱山山中友子の文字が読める。

日立鉱山の急速な発展は、久原ら鉱山経営陣に鉱山で働く労働者の確保と、急増した鉱山労働者たちに対する統制という大きな課題をもたらすことになった。久原らは鉱夫に対してかなり強引な使役を行い、また日本の鉱山で慣習的に行われてきた飯場制度や、鉱夫間で技能養成や相互扶助などの目的として存在した友子制度を利用して、鉱夫を日本各地から確保し、確保した鉱夫たちを統制していった。
日立鉱山創業直後、鉱山の事務所規則や勤務心得などを制定し、また日用品の供給を行なう供給所や附属医院の開設など、職員制度と労働環境の整備を行なった。しかし日立鉱山創業から半年足らずの1906年（明治39年）5月、赤沢銅山時代から鉱山で働いてきた鉱夫が、労働条件の改善を求めて同盟罷業を行なうという事態が発生した。これは小鉱山であった赤沢鉱山時代を遥かに上回る、一日10時間から12時間にも及ぶ坑内労働に鉱夫たちが強く反発したのが原因であった。この事態は久原が警官隊を導入し、争議の首謀者を解雇したことによって解決を見た。
争議解決後、久原は労務管理体制の強化を図った。1907年（明治40年）1月には「飯場規則」を制定し、採鉱部門に熟練鉱夫からなる坑夫飯場と、未熟練の鉱夫からなる雑夫飯場が置かれ、さく岩機を扱う鉱夫を除く全ての鉱夫が飯場に所属させられた。飯場はベテランの鉱夫の中から飯場頭が任命され、鉱夫の統制全般を担っていた。飯場制度は鉱山や坑夫のことを熟知した飯場頭に坑内の統制を委任する形を取るため、労務管理に関する手間や経費が節約できて、鉱夫の統制も容易であるなどという経営上の利点があった。飯場頭は所属する鉱夫が脱走したり解雇された場合、鉱山に弁償金を払うことになっており、勢い飯場頭は鉱山当局の意向に沿った坑夫統制を行なうようになっていた。飯場は鉱夫たちの給料を支払う他、単身者の鉱夫たちには食事の面倒を見たり、長屋で生活していた夫婦世帯の鉱夫には日用品の販売も行なうなど、鉱夫の生活全般に関わる存在であった。食事代や日用品代は鉱夫の給料から精算されたが、所属する鉱夫の頭数に応じて鉱山から手当が支給される以外、飯場頭の収入は鉱夫からの給料から精算されるお金のみであり、精算には鉱山の当局は一切タッチしなかったこともあり、飯場頭には不正の余地があることや、経営者側に立つ飯場頭が鉱夫の権利を阻害することも問題となっていた。
技能養成や相互扶助などの目的で鉱夫間に存在した友子制度も、久原の鉱山経営や労務管理に利用された。まず友子同士のネットワークを利用して、熟練鉱夫を全国各地から引き抜きを図った。特に久原がかつて所長を勤めた小坂鉱山からは、大勢の鉱夫が日立鉱山にやってきた。そして日立鉱山創業直後に発生した、3人の飯場頭が殺害されるという事件の後、友子の有力者を新たな飯場頭に指名して鉱夫たちの統制を図った。しかし鉱山の管理組織に完全に組み込まれた飯場制度とは異なり、日立鉱山の場合多くの場面では鉱山当局に従順であったが、元来が鉱夫間の組織であった友子は全て鉱山当局の言いなりとなったわけではなく、最後まで企業内の組織と融合することはなかった。
久原は労務管理体制の強化以外にも従業員の福利厚生制度の充実を図り、職員住宅の建設と生活必需品の供給について努力した。1906年（明治39年）7月には単身者のために本山所員合宿所を建設し、その後も鉱山の拡大に伴って宮田川沿いに職員用の社宅を次々と建設していった。鉱山従業員は社員と鉱員に区分されていて、鉱員の住宅は長屋であった。そして日立鉱山では創業直後に衣食の確保のために日用品の供給を担う供給所が設けられ、順次拡大していった。供給所では食料品、衣料、薪炭などの生活必需品から文房具や雑誌など、460品目もの品を扱っており、それらは市価よりも1割から3割程度安く供給された。特に主食である米の供給には配慮していて、市価の半値程度で一定量を販売し、その分量を超えた場合は市価での販売を行い、安価で販売する米の市価との差額は日立鉱山が補償した。この制度は1918年（大正7年）の米騒動の際に有効に機能し、鉱山従業員の生活を守ることに大きく貢献した。
供給所で供給される物品は、鉱夫の場合給料の中で利用可能な割合が定められていて、各自が持つ通帳に供給所の利用可能額が明記され、その中で購入が出来た。そして供給所で購入した代金はそれぞれの給料から差し引かれる仕組みになっていた。また市価よりも安価に物品を供給していた関係上、購入した物品の鉱山外部との転売や交換は固く禁じられていた。
また日立鉱山では1913年（大正2年）に本山劇場を建設し、1917年（大正6年）には収容人員3000人といわれる、東京の歌舞伎座の建築様式を取り入れた共楽館を建設し、従業員たちの娯楽の充実を図った。
このように様々な施策を用いて、久原ら日立鉱山の経営陣は鉱山労働者たちの労務管理を実施していった。久原の日立鉱山での労務管理は、「事業と従業員が渾然一体とし、愛山の精神を中核とした」いわゆる一山一家主義という日本的な理念に基づくものであった。
1935年（昭和10年）9月25日、暴風雨により石灰山が崩壊。住宅8戸が埋没して26人が死亡する災害が起きている。

### 社員と鉱員との差別

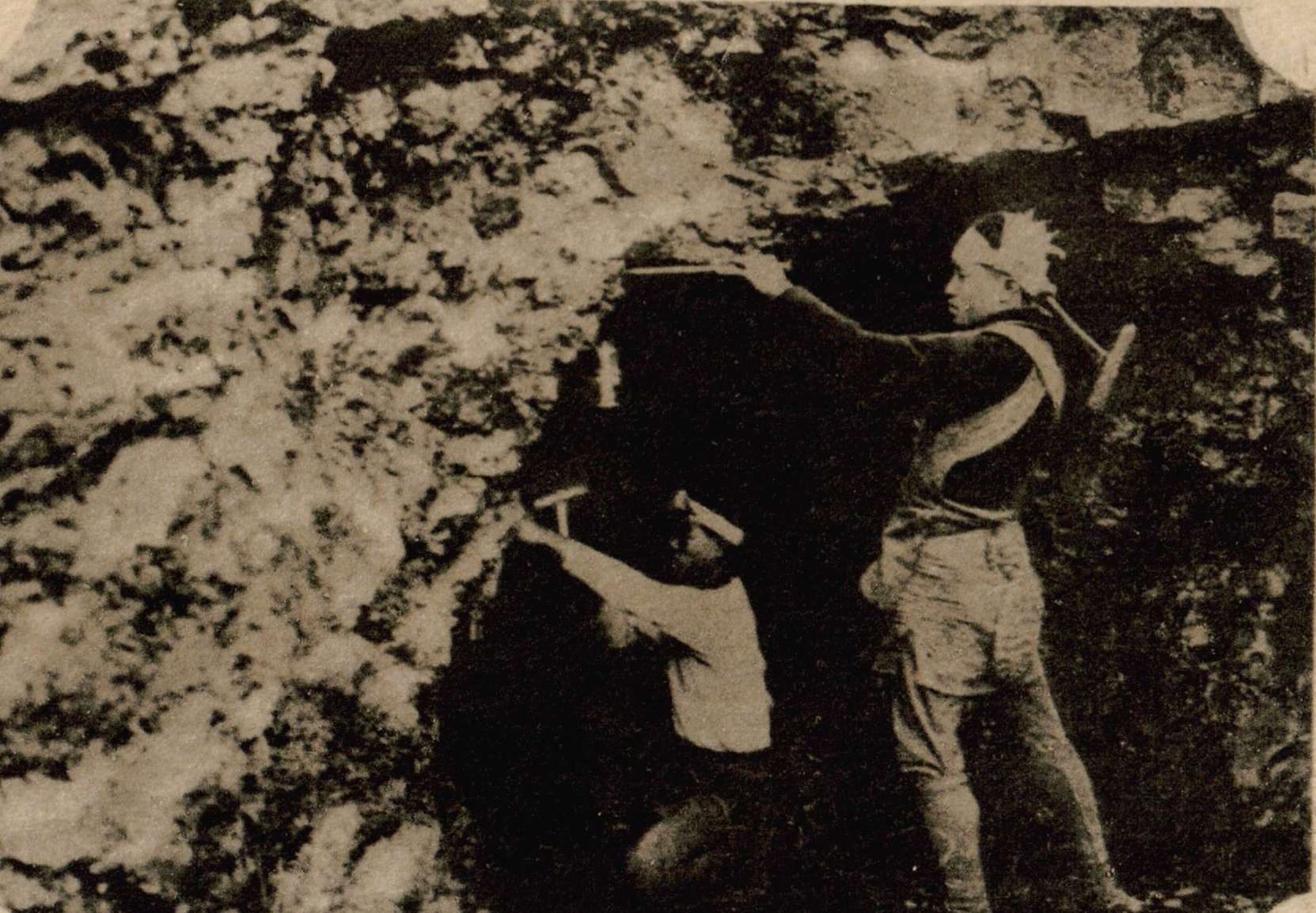
日立鉱山坑内での手掘りでの採鉱光景。明治末から大正初年の絵葉書より。

戦前の日立鉱山では、鉱山で働く労働者は社員と鉱員に大きく二分されていた。社員は地質や工学、冶金などの技術を持っているか経営の知識や実務経験がある人々を指し、鉱山の企業経営を担った人材だった。日立鉱山の創成期、経営の地固めのために各種の人材が求められ、その結果社員の構成比が全従業員の10パーセントを越えた時期もあったが、おおむね社員は全従業員の5-6パーセントの割合で推移した。
鉱員は日立鉱山の労働者のほとんどを占め、社員との待遇には明確な格差が存在した。まず賃金については、社員は基本的に月給制であったのに対して鉱員は日給制であった。また労働時間や休暇、諸手当にも大きな格差が存在した。また社宅や供給所などの福利厚生面でも大きな格差が設けられていた。社宅は社員の住宅については役宅、鉱員は長屋と呼ばれ、役宅は水道、トイレ、風呂付であったのに対して、鉱員は全て共同であった。そして役宅と長屋は違う地区に建設され、双方が混在することはなかった。供給所での購入についても鉱員は限度額が決められていたのに対して社員は制限額がなく、しかも社員の役宅には供給所の従業員が「御用聞き」に日参し配達も行っていた。鉱山電車でも社員と鉱員は乗車する車両が区別されていた。
そして社員、鉱員の内部にも階級が存在した。社員は職員、雇員、見習生の三つに区分され、鉱員は職頭、小頭、鉱夫のやはり三階級であった。つまり日立鉱山ではピラミッド型の階級社会が形成されていた。時代が下るに従って上下の格差は幾分縮小するが、結局戦後になるまで社員と鉱員の区別は続けられた。
このような階級制度は、鉱山と鉱山社会の秩序維持に貢献したと考えられる。しかしあまりにも明確な格差は緊張感を生み出すため、それを緩和する手段として日立鉱山の一山一家主義が持ち出されることになった。また1909年（明治42年）に創立した日立鉱山夜学校に3年間通い、卒業した鉱員は見習生に採用されることとした。夜学校は1919年（大正8年）日立鉱山甲種夜学校と改称され、鉱山の中で優秀な鉱員を対象に中学校卒業程度の教育を行ったが、授業内容は厳しく入学者の10分の1程度しか卒業できなかった。そして夜学校を優秀な成績で卒業した場合、大学で専門教育を受ける本社留学生制度が1915年（大正4年）に設けられた。これは東京の本社に勤務しながら夜間大学に通う制度であり、鉱山での中堅幹部職員の養成を図った制度であった。つまり狭き門であるとはいえ鉱員から社員になる道は設けられていて、これは社員全てを鉱山外から雇用することが困難となったために内部登用の道を開き、向上心を持つ若い鉱員を社員採用して労務管理策の一環を担うようにするといった目的とともに、鉱山の階級社会への不満を幾分なりとも和らげる効果があった。
そして1919年（大正8年）、鉱夫の中でも小学校を卒業していなかったり高等小学校に通わなかった人々の中で、希望者を対象に教育を行う日立鉱山乙種夜学校が創立された。ここでは基本的な読み書きや算数とともに修身の時間が設けられ、基本的な学問とともに日立鉱山の従業員教育の場としても活用された。そのため鉱山当局は誰でも年齢に関係なく乙種夜学校の通学を認め、入学の勧誘にも努めている。なお、日立鉱山乙種夜学校を卒業すれば日立鉱山甲種夜学校に進学することが可能であり、理屈の上では全く無学の鉱員でも努力次第で社員や中堅幹部職員になる道は閉ざされていなかった。日立鉱山乙種夜学校の存在は日立鉱山の標榜する一山一家主義を強化するものであったとも言える。

## 鉱山の発展と鉱害問題の発生
急速な鉱山の発展によって鉱害問題が深刻化した。特に精錬所から出される排煙による鉱害は深刻で、一時期鉱山経営が危ぶまれるほどであった。

### 鉱毒水被害と土地の占有
赤沢銅山時代、鉱山の排出する鉱毒水による住民被害が最も深刻な鉱害問題であった。久原房之助の前経営者であった大橋真六と松村清吉、常二親子は、鉱毒水被害の対応が困難になったことが事業撤退の一因になった。つまり久原房之助が日立鉱山の経営を開始した時点で、効果的な鉱毒水の予防措置は取られていない状態であった。そのような中で日立鉱山の大躍進が始まったため、鉱山下流域の鉱毒被害はますます激化した。
こうした事態を受けて、日立鉱山側が取った施策はまず被害を蒙った田畑の所有者に金銭補償を行うことであった。そして鉱毒水による被害が続く中、日立鉱山側は被害の著しい地区の被害者から、半永久的に土地を借り受ける契約を結んだり土地の買収に乗り出すようになり、1917年（大正6年）頃までには鉱毒被害地の買収・借地は完了し、鉱毒水問題は一応の解決を見た。日立鉱山の発展によって、鉱山施設の相次ぐ増設、鉱山で働く労働者たちの住宅建設、そして鉱山労働者が利用する供給所や病院、学校などの生活関連施設の建設が必要となっていて、鉱毒水のため荒れ果てて放棄された宮田川流域の農地の多くは、鉱山関連施設や鉱山で働く労働者たちの住宅、そして生活関連施設へと変わっていくことになる。やがて日立鉱山や日立製作所の発展に伴い日立市街地が形成されていく中、残った農地も次々と買収されていった。
日立鉱山は、渡良瀬川の上流部にあって流域の広い範囲に鉱毒被害を広げることになった足尾銅山と異なり、わずか8キロの長さしかない宮田川流域の鉱山であった。このため鉱毒の被害を蒙った土地を半永久的に借り受けたり、土地を購入するという手段を取ることが可能であった。つまり鉱山が鉱毒の被害地を占有するという方法で鉱毒被害をある意味、解決に導くことになった。そして鉱毒被害地は日立鉱山や日立製作所の施設や、鉱山や工場で働く労働者たちの住宅や生活関連施設、そして産業の発展に伴い拡大していった日立市街地となっていった。
また、日立鉱山から排出される鉱毒水は磯焼けを発生させ、日立沿岸の漁業に打撃を与えた。日立鉱山はこの問題でも漁業組合に補償金を支払うことで解決を図った。土地の占有によって鉱毒水問題が一応の解決をみた後も、選鉱時の廃滓など鉱山廃棄物の宮田川への投棄は継続されていたため、宮田川の汚染と日立沿岸の漁業への悪影響はなかなか改善せず、戦後も日立鉱山から漁業関係者に対する補償は行われた。宮田川と日立沿岸の水質汚染問題が改善を見せるのは、1970年代に入って環境保護への意識が高まり、選鉱時の廃滓の投棄中止など汚染防止の具体策が取られるようになってからである。

### 煙害の発生と深刻化

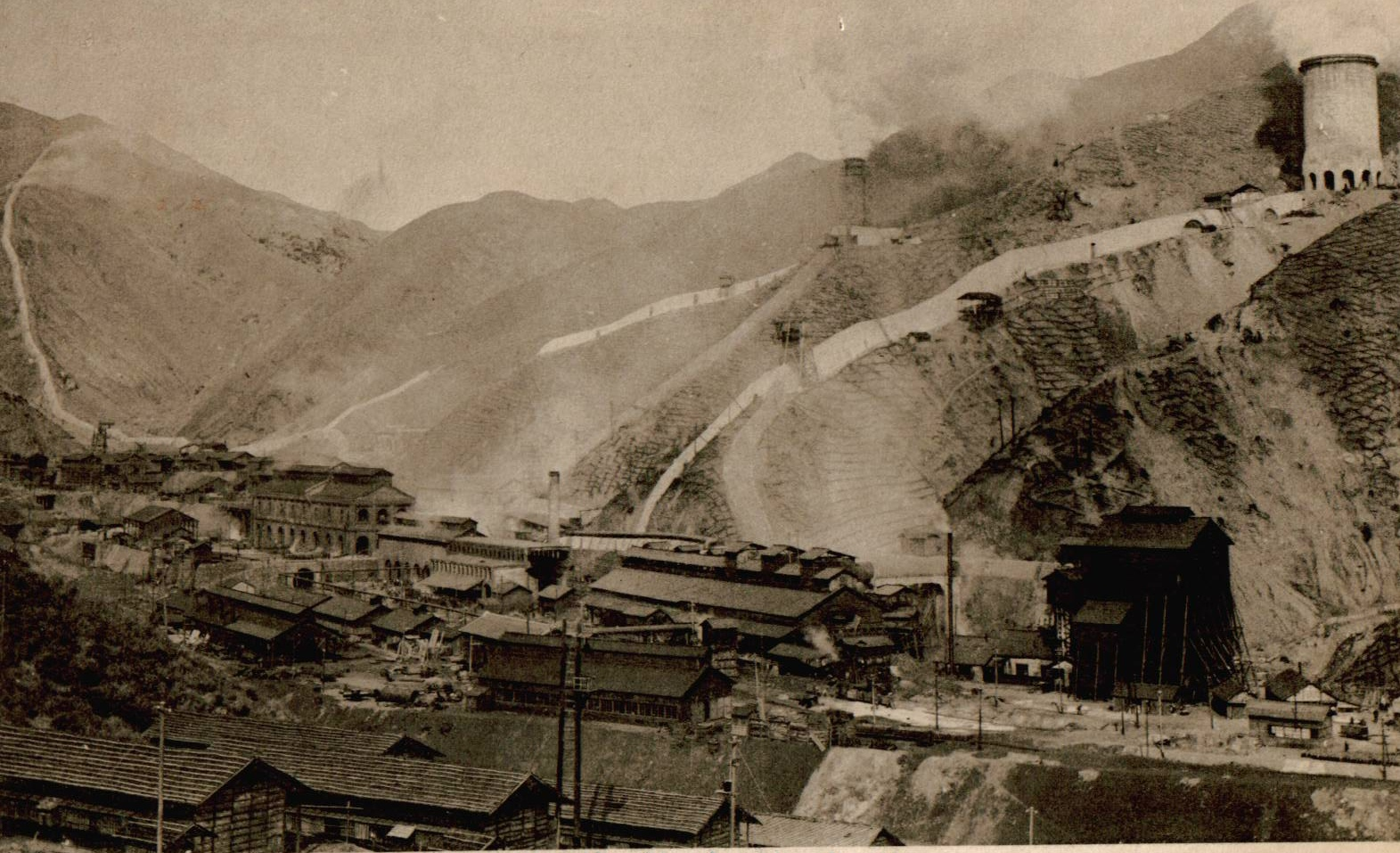
1915年の大煙突完成前、煙害がひどかった時期の大雄院製錬所。神峰煙道と通称阿呆煙突から排煙が排出されている。大正初期の絵葉書より。

まだ赤沢銅山時代の1904年（明治37年)4月、日立村民が農商務省に提出した陳情書に鉱山の煙害について触れているが、日立鉱山となって銅の生産高が急上昇する中で、製錬時に発生する亜硫酸ガスの煙害が深刻化した。鉱山の裏手にある中里村入四間では早くも1906年（明治39年）に煙害が発生し、1907年（明治40年）5月には農作物の被害に対して損害賠償を求める運動に発展し、8月には実際損害賠償が支払われることになった。入四間住民の中で煙害被害の交渉役となったのが関右馬允で、関の持つ鉱山と地域住民の共存共栄という考え方は、鉱山側の一山一家という家族主義的な経営思想と結びつき、加害者である日立鉱山と被害者側が第三者の介入や政治的解決を避け、当事者間の直接交渉で平和的な問題解決に当たることにつながった。これは煙害被害地全体の運動の方向性と日立鉱山の煙害対策に大きな影響をもたらした。
日立鉱山側は煙害問題の解決に補償をする方針を採った。これは赤沢銅山時代から鉱毒水問題で被害補償を行った前例があるなど、鉱毒被害者と鉱山側との間で補償による問題解決が慣例化されていたこと、当初被害農民たちの要求が鉱山の操業停止ではなく被害の補償であったこと、久原房之助が小坂鉱山で煙害被害の補償について経験していたこと、鉱毒水問題で支払った補償額が比較的少額であったこと。そして当時、足尾銅山など他の鉱山で発生していた鉱害問題が大きな社会問題となっていたことなどが理由であった。1908年（明治41年）に被害農民と直接交渉し、煙害の被害基準を定めてその基準に従って補償金を支払うという契約を煙害の被害者である農民の代表者と結ぶ方式を開始し、翌年には日立鉱山内に地所係が設置され、煙害被害と補償金支払いを専門に担当するようになった。日立鉱山の煙害補償の特徴としては、鉱山近隣には手厚くかつ交渉内容も丁寧で、鉱山から距離が離れた地区には対応もぞんざいであり、鉱山近隣とそれ以外の地域では対応を変化させていたと考えられる。これは一山一家主義を唱える日立鉱山としては、鉱山の近隣を重視する考え方に傾きがちであったことが理由として考えられる。
1908年（明治41年）の大雄院製錬所の開設によって煙害被害は著しく拡大する。まず鉱山近隣のみならず被害が周辺の町村に拡大し始めた。1915年（大正3年）には茨城県北部の4町30村に被害が拡大した。被害の拡大と深刻化は補償金額の不満と補償の遅れを招き、被害農民と鉱山側との対立が激化することになった。農民たちは帝国議会への請願や郡や県に対して煙害被害の救済を求める運動を始めた。また1911年（明治44年）9月には被害農民600名が日立鉱山に押しかけ、保証金の増額を要求する事態も発生した。
1912年（大正元年）と1913年（大正2年）、茨城県北部で産する葉たばこに大きな被害が出た。葉たばこは当時、国税収入の中で大きなウエイトを占めていたため、この事態に水戸専売支局長が遺憾の意を表明する事態となり、葉たばこ農家たちは煙害予防工事の早急な実現か葉たばこ成育時の製錬中止を要求した。この頃には製錬所のある大雄院から鉱山の本拠地である本山付近にかけて樹木が全く枯れたはげ山と化し、土砂の崩壊が相次ぐ事態となった。そして製錬所の西北の集落では林業や農業が不可能な状態に追い込まれ集落移転が話題となった。実際、入四間地区は栃木県那須野への集団移転が真剣に検討された。
日立鉱山側は激化する煙害反対運動に対して補償金を支払うことで対応を続けていたが、その結果として補償金が膨れ上がることになって、増大する補償金は鉱山経営を圧迫するようになった。そして日立鉱山近隣は、はげ山となったために土砂崩れが頻発して鉱山の操業に障害を与えるようになっていた。煙害は鉱山労働者やその家族の健康にも悪影響をもたらしており、鉱山経営上からも煙害問題の抜本的な解決方法が求められることになった。

### 制限溶鉱と大煙突の建設

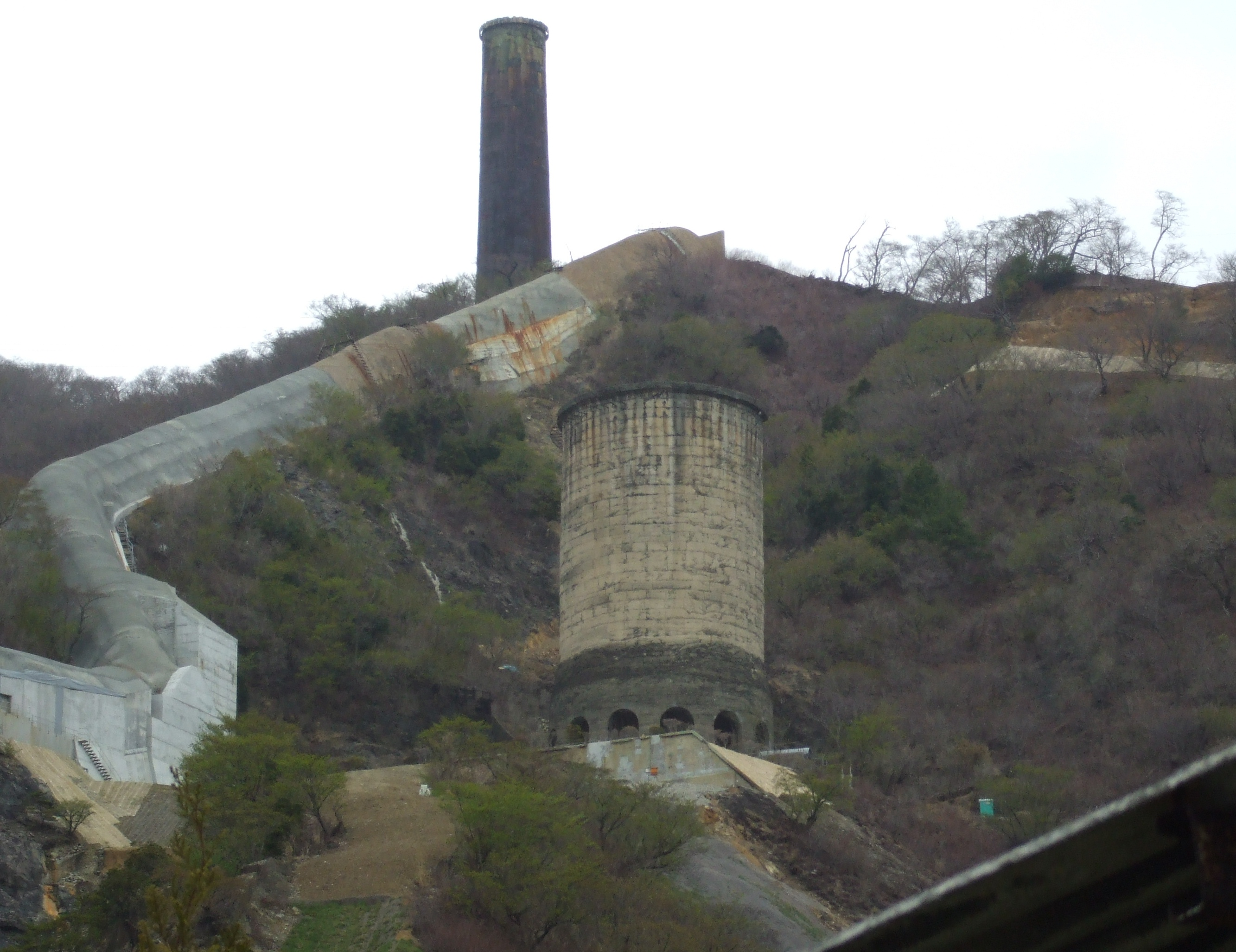
画面中央の太くて短い煙突が通称阿呆煙突。画面上方の煙突は崩壊によって短くなった大煙突

日立鉱山側としても煙害に対してただ手をこまぬいていたわけではなく、煙害が深刻化した1911年（明治44年）には神峰煙道を建設し、大雄院製錬所からの排煙は神峰煙道から排出されるようになった。神峰煙道は製錬所から神峰山山頂に向けて総延長1630メートルの煙道を海抜400メートルの地点まで延ばし、煙道の途中に十数か所の排煙口を設け、送風機で煙を排出して有毒な亜硫酸ガスを拡散させて濃度を下げることをもくろんだ。しかし排出された煙は空気より重たいために沈み、谷間に再び集められ集落方向に下りていくために目立った効果がなく、神峰煙道が入四間地区に近い場所であったこともあって、入四間地区ではかえって被害が激化した。
また、排煙中に含まれる亜硫酸ガスを除去するアイデアも試みられた。1911年（明治44年）に排煙から硫酸を製造する工場を設立したが、肝心の排煙からの亜硫酸ガスの除去は上手くいかず、しかも化学工業が未発達であった当時、せっかく製造した硫酸はあまり売れず、結局1915年（大正4年）末に閉鎖されることになった。
続いて神峰山の山頂付近まで神峰煙道を延伸させる計画も立てられた。そのような中、1912年（明治45年）6月に政府から排煙中の亜硫酸ガス濃度を下げるように命令された。この命令に基づき、低くて太い煙突を用いて亜硫酸ガスを希釈して放出する計画が実現された。計画では煙突を三基建設する計画であったが、神峰煙道の結果から日立鉱山側では効果を疑問視しており、まず一基を先行して建造し、効果を試すことになった。そのずんぐりした形状からダルマ煙突と呼ばれた政府の命令によって建設された煙突は、1913年（大正2年）6月に完成して使用が開始された。煙突から排出される亜硫酸ガスの濃度は政府の命令を満たす濃度にまで低下していた。しかし空気よりも重い亜硫酸ガスは煙突から排出された後は拡散せず地上に広がるため、全く煙害防止の役に立たなかった。このためダルマ煙突はいつしか阿呆煙突とも呼ばれるようになってしまった。
そのような中、ようやく煙害被害の拡大に効果的な対策が講じられるようになった。制限溶鉱の開始である。これは気象条件上農業被害が生じやすい時に溶鉱炉の運転を調整して、排出される亜硫酸ガスを押さえるという対策であった。しかし当時、煙害の範囲は広域化かつ深刻化しており、より抜本的な解決策が強く求められた。

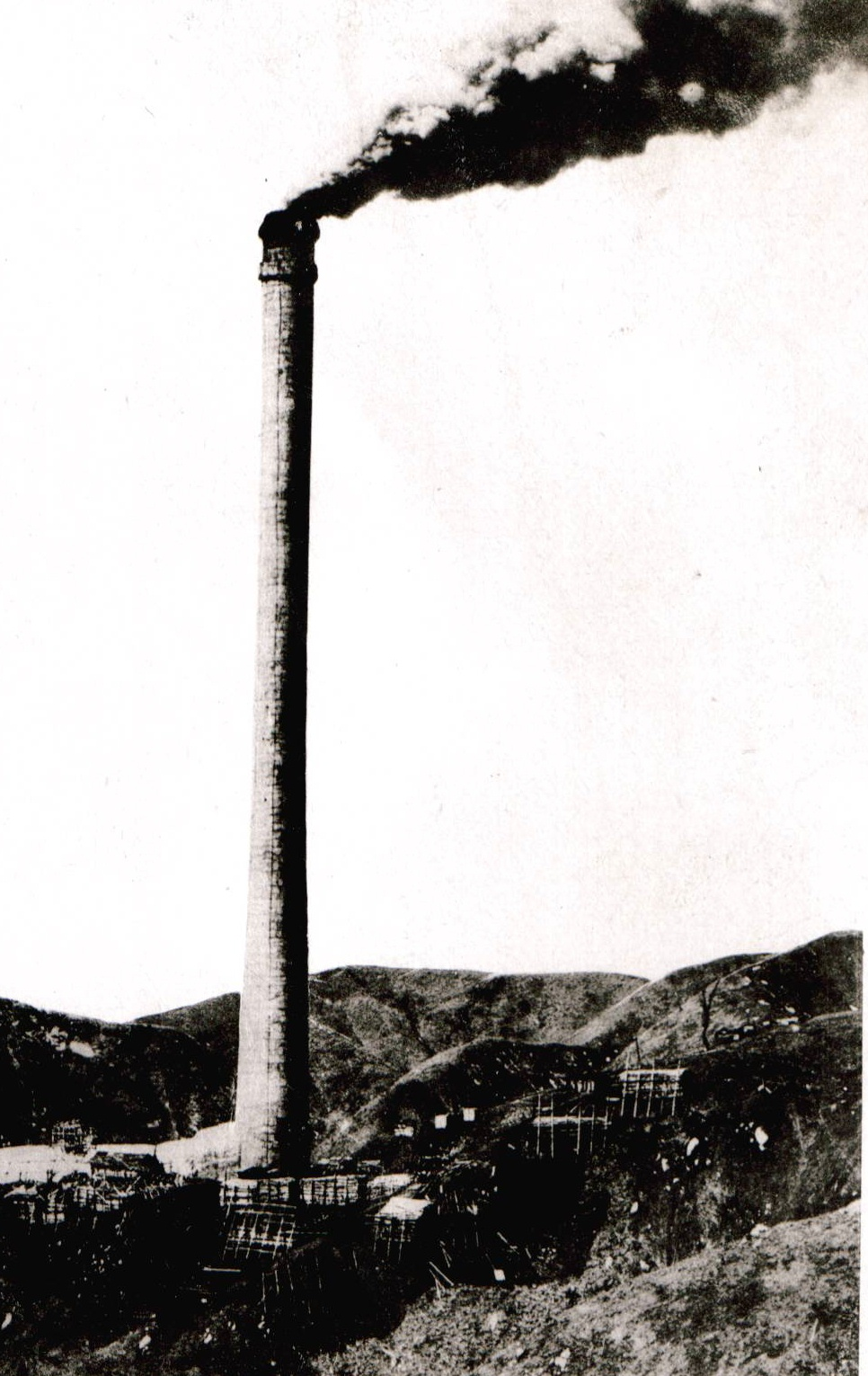
大煙突、大正初期の絵葉書より。

煙害に対する有効な対策法が見つからず苦悩する中、久原房之助は大煙突の建設を提唱した。久原のアイデアは「煙はまっすぐ上に昇るものなので、高い煙突から煙を排出すれば高層気流に乗って拡散して煙害は軽減される」というものであった。大煙突による煙害問題の解決案は賛否両論を巻き起こしたが、神峰山山頂で上層の気流について観測を行い、更に風洞での実験を踏まえ、大煙突建設計画は固められていった。
当初、久原は350フィート（約106メートル）程度の高さの煙突を想定していたが、大煙突建設のために集めた上層の気流観測データなどから、500フィート（約152メートル）の高さにすることが決定された。500フィートの煙突は標高約380メートルの丘に建設されることになったため、標高500メートルを越える高所から製錬所の排煙を放出する計画となった。実際には当時アメリカにあった世界最長の煙突が505フィートであったため、その長さを越える511フィート（約155.7メートル）の煙突が建設されることになった。
大煙突は1914年（大正3年）4月に農商務省に対して建設の許可を申請し、同月中に建設許可が下りて建設が開始された。大煙突の設計は石岡第一発電所の建設時に活躍した宮長平作が当たった。鉄筋コンクリートで造られた大煙突は同年12月末には完成し、大煙突の付帯工事も翌1915年（大正4年）2月末に完成、3月1日から使用開始されることになった。

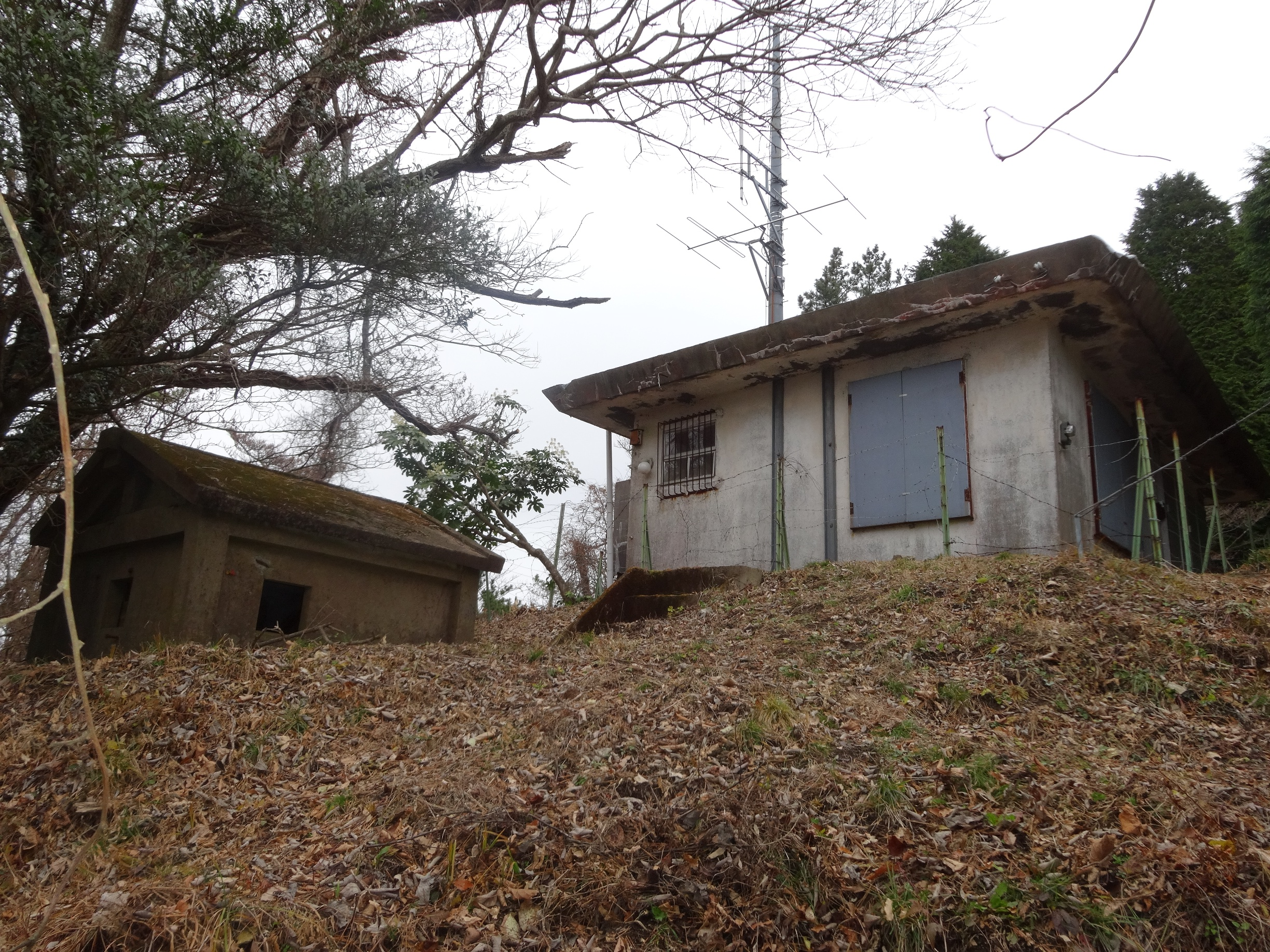
神峰山山頂の気象観測所。現在、観測業務は日立市天気相談所に引き継がれている

大煙突の完成によって特に日立鉱山近隣の煙害は激減した。しかし梅雨時に多く見られる北東側からの風が吹くときは排煙が風下に流れて被害が発生し、また大煙突の上に逆転層が形成されるような時も排煙は上昇することなく地表に下り、被害が発生した。そこで日立鉱山は神峰山山頂を始め各地に気象観測所や観測見張所を設置して気象観測を行い、観測データをもとに煙害発生が予報されると制限溶鉱を実施して排煙の量を減らした。大煙突と気象観測に基づく制限溶鉱の組み合わせによる煙害防止策は着実な成果をもたらし、煙害は減少して日立鉱山が支払う補償金の額は減少していった。
大煙突完成後の1915年（大正4年）末から、久原房之助の命令によって高層気象観測を本格的に開始した。これは第一次世界大戦による好景気を背景に銅の生産量が増大したのを受けて、久原は1000フィートの新たな大煙突建設の構想を抱いたことによる。しかし戦争終了後の不況によって銅の生産量は減少し、新しい大煙突を建設する理由が失われたため、高層気象観測も1919年（大正8年）をもって中断された。
煙害は結局、排煙に含まれる亜硫酸ガスなどの有毒物質の除去技術の発達によって最終的な解決がなされた。まず1936年（昭和11年）にはコットレルという排煙中の煙塵を除去する装置が取り付けられ、続いて1939年（昭和14年）には亜硫酸ガスから硫酸を製造する硫酸工場が完成し、1951年（昭和26年）には硫酸工場増設が行われて亜硫酸ガス濃度は低下した。そして鉱石自体を燃料とする自溶炉による製錬が1972年（昭和47年）に開始され、製錬時に発生する亜硫酸ガスはほぼ全量回収して硫酸にすることが可能となり、日立鉱山での煙害問題は終結した。

### 試験農場と植林事業

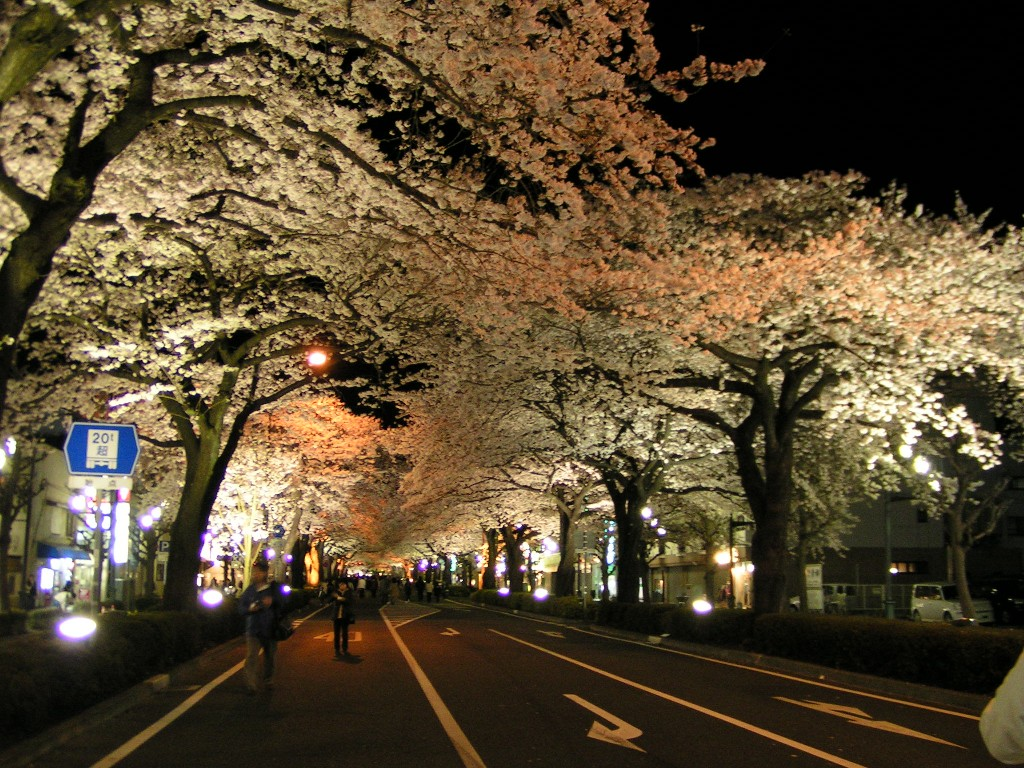
日立市平和通りの桜

日立鉱山での煙害対策で特徴的なのが、煙害について研究する試験農場を設けたことと煙害によって荒れ果てた山林に積極的な植林事業を展開したことである。
まず試験農場は1909年（明治42年）に設置され、日立鉱山の煙害による植物への影響を研究した。これは煙害による補償を行う際、作物の受けた被害が本当に煙害によるものかどうかや補償額の算定基準で被害農民との間で多くの場合論争になったため、煙害の認定と賠償の基準を作るためのデータを得るために試験農場が必要とされた。そして試験農場では排煙による植物への影響を研究するばかりでなく、煙害に強い品種を選び出し、その種子を煙害被害地の農民たちに有償ないし無償で配布した。また試験農場での研究によって、煙害は施肥の工夫によってかなり防ぐことができることが判明したため、1911年（明治44年）、日立鉱山は被害農家に対して補償として肥料を支給することになった。また試験農場は地域の農民に対して農業経営の改善のために農場の施設を利用するように勧めていて、農場の技術者から直接助言や指導を受けることが可能であり、新品種の導入や栽培技術の研修のために試験農場を利用した地域の農民もいた。
激しい煙害のため、鉱山付近の山林は完全にはげ山になっていた。1910年（明治43年）には東京大林区署から煙害による荒廃地に緑化を行うよう通達があり、鉱山の直接監督官庁である東京鉱務署からも同様の命令が出されたことをきっかけに、日立鉱山は植林事業を開始した。伊豆大島の三原山からの噴煙の中で成長する樹木が煙害に強いのではないかとの想定のもと、試験農場で調査を行った結果、オオシマザクラが煙害に強いことが判明し、まずオオシマザクラの植樹が進められた。また土砂崩壊を防止するために効果があるとされたヤシャブシの植樹も試み、最初は上手く行かなかったが近隣の山に自生するヤシャブシから苗木を育成して植樹を行い好成績を挙げた。大煙突と制限溶鉱によって煙害対策が軌道に乗ると、日立鉱山は植林事業を大々的に取り組んだ。当初、オオシマザクラを大量に植林したが、単一の植物を大量に植えたことにより、昭和初期に大虫害が発生したためにその後は多種の植物をバランス良く植えることとなった。日立鉱山の植林は鉱山の所有林ばかりではなく国有林にも及び、更に特徴的なこととして煙害の被害を受けた山林所有者に対して、日立鉱山が無償で苗木を頒布したことが挙げられる。鉱山の苗木の無償配布は1937年（昭和12年）まで続けられ、合計約513万本もの苗木が配布された。そしてオオシマザクラの植樹に始まった桜の植樹は、やはり日立鉱山の試験農場で苗木の育成が行われるようになったソメイヨシノが学校や社宅の近隣に植えられ、やがて日立市の各地に桜が植えられるようになった。日立市は桜の名所として知られるようになり、現在、桜は日立市の花とされている。

## 第一次世界大戦後の日本銅産業の不振とその影響

### 不況突入と久原財閥の苦境
第一次世界大戦の終結後、いったん戦後の好景気となるものの、ほどなく深刻な不況が世界全体を覆うようになった。1920年（大正9年）には恐慌が発生し、その後関東大震災、昭和金融恐慌、昭和恐慌と、景気好転の糸口がつかめないまま日本は不況状態が継続することになる。そのような中、銅の価格は第一次世界大戦中の高値と打って変わって暴落する。ニューヨークの電気銅市場価格は1917年（大正6年）3月の最高値と比べると、1930年（昭和5年）には四分の一にまで下落した。
第一次世界大戦中の銅の増産は必然的に労働者の賃金上昇をもたらし、また物価の上昇もあって日本の銅山の生産費は割高となっており、技術革新や合理化の面で立ち遅れていた日本産の銅は国際競争力を失っていた。日本の銅鉱山での銅生産高は1917年（大正6年）をピークに減少を始め、安価なアメリカ産の銅の輸入によって日本国内の銅価格も下落し始めた。1919年（大正8年）以降、日本の銅の生産者は採算割れに陥り、1920年（大正9年）からの不況下では銅の生産に要する物資や人件費も下落したが、銅価格の下落はそれらの下げ幅を上廻った。従業員解雇や賃金カットなどにも限度があり、日本の産銅界は窮地に追い込まれた。
当時、アメリカでは技術革新や合理化の進展によって銅の生産コストの軽減が進んでおり、更に1910年代半ば以降、アメリカの産銅企業はメキシコやチリの銅山を買収して大規模な開発に着手していた。中南米の銅山は規模が大きく、また現地の労働力を用いての生産コストも低廉であり、銅の世界市場ではアメリカが圧倒的な力を持つに至った。当時、輸入されたアメリカ産の銅は日本で生産される銅よりも1割程度割安であり、その結果割安のアメリカ産銅が1919年（大正8年）から大量に輸入されるようになった。日本の銅業界は大量の在庫を抱えるようになって投売りが相次ぐ惨状を呈し、国内の中小の銅鉱山は閉山するところが相次ぎ、大手の銅鉱山も大規模な減産を余儀なくされた。その結果、1921年（大正10年）には日本の産銅量は1917年（大正6年）の約半分にまで落ち込んだ。そして生産の低下と不況対策の合理化のため、1918年（大正8年）から1922年（大正11年）までの間に、日本の金属鉱山の労働者数は約四分の一にまで激減することになる。
そういう状況下、日本の大手産銅業者である、住友、古河、藤田、久原の四財閥は、1920年（大正9年）6月、産銅カルテルである日本産銅販売組合を組織した。しかし尾去沢鉱山を擁する三菱がこのカルテルには参加しておらず、大規模な銅の加工業があって銅価格の低落で恩恵を蒙る面もあった住友、古河と、銅の加工業が小さいため銅価格低落の影響がより大きくなる藤田、久原との利害が衝突し、1921年（大正10年）6月、住友が日本産銅販売組合を脱退しカルテルはいったん崩壊した。しかし業界の苦境を打開するために、ただちに古河、藤田、久原、三菱は新カルテルである水曜会を組織し、住友も水曜会に協力することとなった。水曜会は銅の価格カルテルとともにアメリカ産の銅輸入を抑えるために関税の引き上げ運動を行った。銅加工業者などの反対を押し切り、1921年（大正10年）3月に銅の関税引き上げが実施され、アメリカからの銅輸入は大きく減少した。
久原財閥は住友、古河などの他の財閥よりも銅の価格低下によって大きな打撃を蒙った。これはまず先にも説明したように、藤田財閥と久原財閥は大きな銅の加工部門を持たず、銅価格低下による恩恵を受ける面が少なかったことによる。また久原財閥の主力銅鉱山である日立鉱山は、他の日本の主要銅鉱山よりも銅鉱石の品位が低く銅の生産性が低かったために、銅価格の低下による悪影響がより大きくなった。
久原財閥は新興財閥であり、金融資本が中核となっている以前からの財閥のような組織となっていなかった。財閥としての組織の弱さは、人材の不足と鉱業部門以外の弱さを露呈し、久原財閥を支えていた鉱業部門、とりわけ日立鉱山を主力とする産銅部門の失速と、久原商事の破綻によって久原財閥全体が著しい苦境に追い込まれることになった。

### 友愛会と温交会
1918年（大正7年）、鈴木文治らが主になって結成した労働組合である友愛会の組織が日立鉱山と日立製作所内に出来た。日立の友愛会組織はまたたく間のうちに拡大し、同年10月には会員が1000人を突破した。
1919年（大正8年）8月から、日立鉱山と日立製作所の友愛会は賃上げ闘争を中心とする争議を開始した。当時まだ第一次世界戦終了後の戦後景気が続いていたが、前述のアメリカ産の安い銅の輸入によって銅価格は低下する中、好景気の中で物価は上昇しており、労働者たちは解雇による失業と物価の上昇による生活への不安が増大していた。実際、日立鉱山では1917年(大正6年）に約7500人いた従業員が、1921年（大正10年）には3000人台にまで減少する。一方やはり銅価格の低下による経営難に陥っていた鉱山当局であったが、賃金の増額と臨時手当の支給を決めた。しかし労働者側は賃上げ額の不満から再引き上げを要求した。鉱山当局は再度の引き上げには応ずることなく、争議の中心人物の解雇を行った。この時にはそれ以上の事態の悪化はなかったが、鉱山側と友愛会とのにらみ合いが続き、鉱山側は飯場頭や友子などを利用して友愛会の活動の妨害を続けた。同年11月14日、日立製作所が大火に遭い、復旧活動に友愛会側があまり協力的でなかったことがきっかけとなり、日立製作所日立工場と日立鉱山は友愛会の人員の大量解雇を発表した。反発した友愛会は12月はじめ、鈴木文治、麻生久、片山哲らが参加する解雇反対争議演説会を開いた。会場を監視していた警官が演説会の解散命令を出した直後、会場は混乱に陥り、その中で麻生久らとともに日立鉱山の友愛会幹部らも検挙された、いわゆる友愛会事件である。
友愛会事件の後、日立鉱山の友愛会組織は崩壊した。日立鉱山では鉱山経営者側が労使協調の従業員団体である温交会を1920年（大正9年）2月に組織した。温交会は労使双方が構成員となり、日立鉱山が掲げてきた一山一家主義をより強力に推進する組織として機能した。会の事業としては病気、退職などの際に共済金を給付するといった共済事業が中核であり、その他に劇場経営や講演会の開催、そして人事相談所も運営した。温交会は1920年（大正9年）4月の鉱夫賃金の引き上げ実施や、同時期に採用された8時間労働制を通して徐々に鉱山労働者たちに浸透していき、戦前の日立鉱山の労使関係を支えた。
なお、日立鉱山では1920年（大正9年）以降の景気悪化により賃金の引き下げや従業員解雇が行われる。同じような状況に置かれた足尾銅山、別子銅山、小坂鉱山、尾去沢鉱山などでは1920年（大正9年）以降に大きな争議が発生したが、日立鉱山では温交会による労使関係の安定が功を奏し、鉱山外からの労働組合や労働運動などの働きかけを防ぎ、目だった労働運動は起こらなかった。
また、友愛会事件後の1920年（大正9年）には飯場制度が廃止された。これは飯場頭を通しての鉱夫の統制に限界が見えていたことによるもので、同時期、足尾銅山や小坂鉱山などでも飯場制度が廃止されており、日立鉱山では庶務係が鉱夫たちの人事機能を担い、労使の意思疎通は温交会が行っていくようになった。しかし飯場制度がなくなったとはいえ飯場が完全に消えたわけではなく、鉱夫の世話方という機能は残った。そして友愛会事件後も友子制度は鉱夫たちの中に根強く残った。友子の有力者には旧飯場頭であった人物など鉱山経営者に近い人物が選ばれ、経営者寄りの従業員組織として温存されることになった。

### 技術革新と合理化の推進

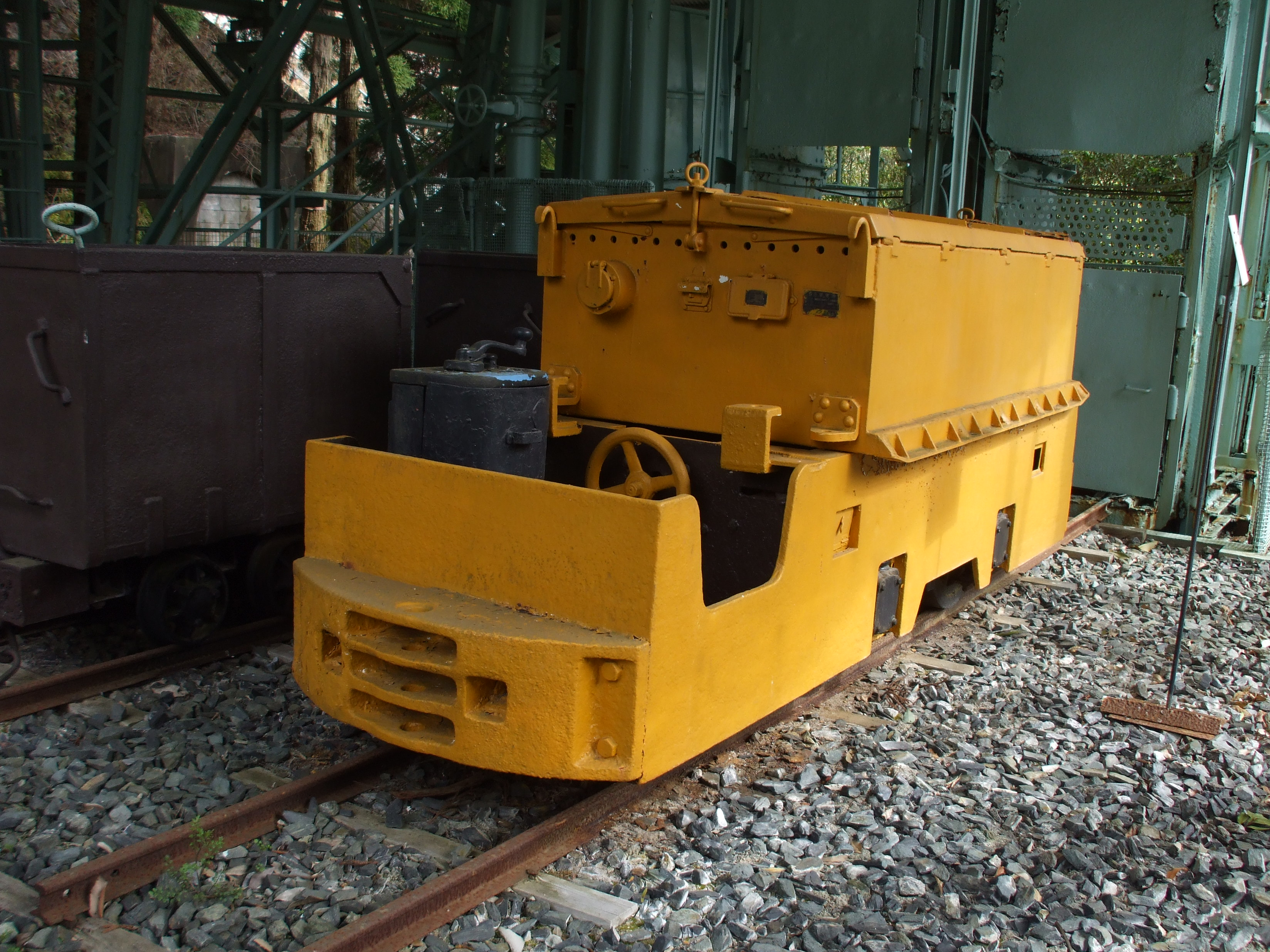
日立鉱山で使用された蓄電池式機関車。日鉱記念館敷地内で撮影。

国際競争力を失い、国内需要もアメリカ産の安い銅におびやかされるようになった日本の産銅業は、1921年（大正10年）3月の銅の関税引き下げによって当面の危機を脱することが出来たが、高コストの原因となっている人件費の高騰と生産性の低さを改善するための技術革新と合理化が急務となった。
日立鉱山では採鉱時のさく岩機の使用率が上昇し、1932年（昭和7年）には手掘りは全廃されることになる。当初、外国から導入されたさく岩機は日本の鉱山での採鉱に適したものではなかったため、1910年代まではさく岩機使用による採鉱よりも手掘の方が経済的に有利となる場合があり、手掘とさく岩機が併用されていた。しかし日本の鉱山の実情に合ったさく岩機が製作されるようになって、さく岩機による採鉱は広まっていった。日立鉱山でも日立式小型さく岩機が開発され、採鉱に威力を発揮することになる。
その他、坑内に湧出する湧き水を排水するポンプの増設や、鉱石を竪坑から巻き上げる巻き上げ機の改修などが進められた。そして1932年（昭和7年）には坑内で採掘された鉱石を運搬する蓄電池式機関車が導入され、採鉱した鉱石の運搬も改良が進んだ。
また、この時期に大きく進歩したのが選鉱の技術であった。採鉱された鉱石の品位を高める選鉱の改良は銅の生産費圧縮に貢献するため、各鉱山で研究が続けられていた。また化学工業の発達に伴って1920年代以降硫化鉄鉱の商品価値が高まっており、含銅硫化鉄鉱と硫化鉄鉱を産出する日立鉱山の場合、硫化鉄鉱の選鉱法を確立することが望まれた。そのため浮遊選鉱の導入に向けた研究が進められたが、硫化鉱床で産出される鉱石に適した油剤の開発が思うように進まず、1920年（大正9年）に浮遊選鉱の試験工場が開設された後、1926年（大正15年）に低品位の鉱石を処理する浮遊選鉱場が設立され、本格的な浮遊選鉱場の開設は1932年（昭和7年）のことであった。浮遊選鉱採用の遅れには、油剤の開発が困難であった以外に日立鉱山独自の理由もあった。これは日立鉱山で採掘される銅鉱石と、買鉱された金、銀を含有する鉱石を同時に精錬して銅とともに金、銀を生産する精錬を行っていたため、全面的な浮遊選鉱の採用は1950年（昭和25年）まで遅れることになった。
精錬方法はこの時代大きな技術的な進歩は見られなかったが、精錬時に用いる燃料使用率の軽減などが図られていった。
これら技術革新や合理化の努力によって、日立銅山の1917年（大正6年）から1923年（大正12年）頃まで選鉱と採鉱の労働生産性は上昇し、その後一時停滞するが、1925年（大正14年）以降、再び労働生産性は上昇するようになった。

### 日立製作所の独立
1912年（明治45年）1月1日に誕生した久原鉱業所日立製作所は、1914年（大正3年）に開戦した第一次世界大戦の影響で1915年（大正4年）から注文が増え、発展をした。これは戦場となったヨーロッパからの電気機器の輸入が止まったため、国内メーカーに注文が殺到したためである。この頃、創業間もない日立製作所はまだまだ技術的に未熟な面が多く、顧客から苦情が出されることも少なくなかったが、着々と地歩を固めていった。
第一次世界大戦時の好景気によって、電気機器の材料である鋳物や銅線などの外注品の調達も困難となった。特に日立製作所での銅線の需要は多く、日立鉱山は日本を代表する銅山であるのにもかかわらず、当初銅線は外注であった。そこで銅線製造に乗り出すこととなり、1918年（大正7年）には銅線工場を設立して生産を開始した。このように日立製作所では原料から製品まで一貫した生産体制を固めていった。
また久原鉱業所の所属工場であった佃島製作所は1918年（大正7年）に、小平浪平の意見によって日立製作所の傘下に入った。1919年（大正8年）11月の大火や同じ時期に起きた友愛会事件を乗り切った日立製作所は、一次世界大戦後に苦境に陥った日立鉱山や久原鉱業と異なり好調な経営を続け、日本を代表する電気機器製造会社に発展した。そのような中1920年（大正9年）2月、久原鉱業株式会社から独立して株式会社日立製作所となった。

### 鮎川義介の登場と日本鉱業の発足

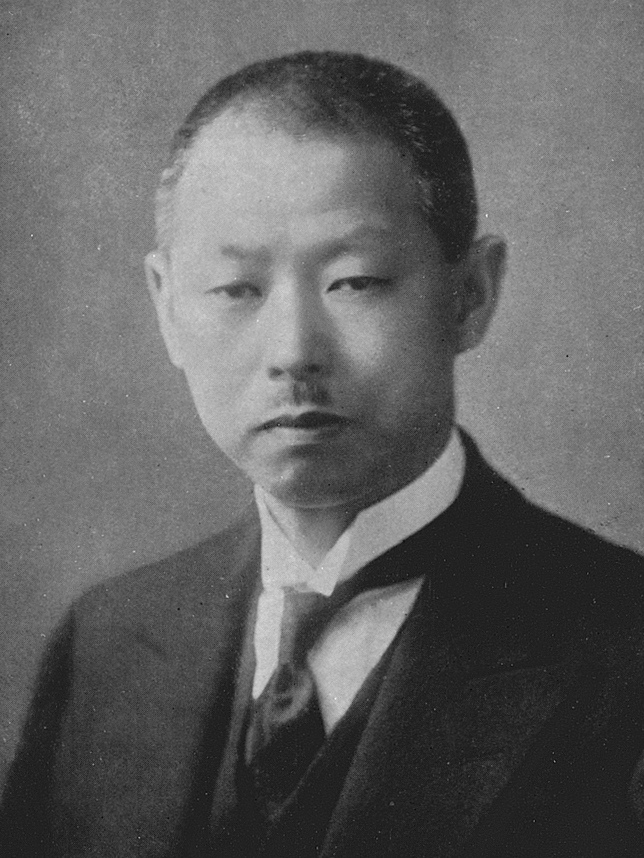
鮎川義介

1920年（大正9年）の恐慌以後、久原鉱業は経営難が続いていた。そして1926年（大正15年）末の配当直前になって、公表した株式配当金の支払いが困難になるという危機を迎えた。この時久原房之助は病気療養中で対応は困難を極めたが、何とか配当金の支払いを行うことが出来たため危機は回避された。このことがきっかけとなって、久原房之助は義兄の鮎川義介に久原鉱業の再建を委ねることになった。
久原鉱業の経営を担うことになった鮎川は、まず久原鉱業の債務整理に取り掛かった。久原鉱業の多額の債務は、久原と鮎川の所有資産ではどうにもならないくらい巨額であったため、久原房之助の実家である藤田家や日立製作所の小平浪平らに援助を願い、その結果何とか債務を処理することに成功し、久原鉱業は破綻を免れた。債務処理終了直後の1927年（昭和2年）3月には昭和金融恐慌が発生しており、時期的に見ても綱渡りの債務整理であった。会社経営の一切を鮎川に委ねた久原は実業界を引退し、旧知の田中義一が総裁を務める政友会に入党し、政治家の道を歩むようになる。
鮎川は1928年（昭和3年）末の久原鉱業株主総会で、久原鉱業を持株会社として社名も日本産業株式会社に変更し、株式も公開する方針を打ち出した。この方針は了承され、まず久原鉱業は日本産業（日産）となり、翌1929年（昭和4年）4月、日本産業から鉱山とその関連部門が独立して日本鉱業株式会社が設立され、以後、日立鉱山は日本鉱業の主力鉱山となった。

## 大恐慌から戦時体制化の日立鉱山

### 大恐慌の影響と日立鉱山の立ち直り
創立間もない日本鉱業を1929年（昭和4年）10月、大恐慌が襲い、立ち直りを見せていた日本鉱業は再び厳しい状況に追い込まれた。深刻な不況下で銅の需要は低迷し、銅価格は急落した。やはり経営難に陥った日立鉱山では従業員解雇と賃金の切り下げを行った。まず大恐慌前の1928年（昭和3年）7月に219人の鉱夫を解雇したのを皮切りに、同年9月には職員の一部を休職とした。1930年（昭和5年）6月に鉱夫246名を解雇し、続いて同年9月には鉱夫の皆勤、勤続手当を半減した。皆勤手当は1931年（昭和6年）4月に廃止となり、同年10月には全職員の給与を平均8パーセント引き下げた。
1932年（昭和7年）3月には181人の従業員を解雇した。これには同時期に小学校卒業生100名を新規採用したため、労働力の更新という意味合いもあった。この頃には日立鉱山を巡る情勢は好転し始めており、いったん全廃されていた皆勤手当が復活された。
このような解雇や合理化が続く中、労働組合の組織化を図り解雇や合理化に抵抗する動きも水面下で進められたが、大きな動きとなる前の段階で運動の中核となっていた人物が検挙されてしまい、温交会がしっかりと機能していたこともあって日立鉱山では労働運動は大きな動きとはならなかった。
苦境に立たされていた日立鉱山の経営が立ち直りを見せるようになった理由としては、人員の整理と新技術の導入による労働生産性の向上とともに、1931年（昭和6年）の満州事変以降の戦時体制強化の中で銅の需要が伸びたこと、そして金の生産が好調であったことと硫化鉄鉱の需要が伸びたことが挙げられる。日立鉱山では買鉱によって入手した金、銀を含有する珪酸鉱を銅鉱石とともに精錬し、銅以外に金、銀を生産する生産方式を採っていたが、世界全体が深刻な不況に陥る中、不況に強い金の需要が高まり、日本政府も国際収支の改善のために金の生産を奨励する政策を取ったため、産金ブームが起きていた。日立鉱山では日本国内の約1-2割の金を生産するようになり、1932年（昭和7年）からしばらくの間、金が銅の売上高を越えるに至った。
また硫安が化学肥料として広く使用されるようになったため、原料となる硫化鉄鉱の消費量は増加して、銅鉱石以外にも硫化鉄鉱を産出する日立鉱山の経営を助けた。

### 戦時下の増産
1931年（昭和6年）、満州事変が起こり、以後日本は戦時体制が色濃くなっていく。そのような中、軍需物資でもある銅の需要が増加するようになった。1937年（昭和12年）に日中戦争が始まり、軍需部門の銅消費量はますます増加し、日本国内の鉱山のみではその急激な需要増に対応できなくなり、銅鉱石の輸入や銅の輸入が盛んに行われるようになった。
銅の需要の増加によって日立鉱山は活況を見せるようになった。鮎川義介率いる日産コンツェルンの中で最大の子会社であった日本鉱業は、主力鉱山である日立鉱山の活性化によって大きな利益を挙げるようになった。鮎川は事業の多角化を積極的に進め、日産コンツェルンは1937年（昭和12年）には三井財閥に次ぐ日本二位の財閥にまで成長した。日立鉱山は日産コンツェルン全体の躍進に貢献したことになる。
日立鉱山ではこの時期探鉱を積極的に進め、発見された鉱脈の開発に必要な竪坑の開鑿、選鉱所や精錬設備の増設が盛んに行われ、増産に拍車がかかった。1936年（昭和11年）には日立銅山の銅生産高が1万トンを越えた。また戦時体制の強化による軍需物資の生産増は必然的に原材料の輸入増加を招き、国際収支決済のために金の増産がますます求められるようになった。日立鉱山の金の生産体制は更に強化され、大きな利益をもたらすことになった。
1941年（昭和16年）、日本が第二次世界大戦に参戦し、銅の増産体制は更に拍車がかかった。1943年（昭和18年）には銅生産高が戦前最高の1.6万トンに達した。日立鉱山の戦時体制化での銅生産高の上昇は、他の銅鉱山を上回るものがあった。しかしその一方で1941年（昭和16年）12月の日本の第二次世界大戦参戦によって、日本にとって金は国際収支決済手段としての意味をほぼ失い、金生産はふるわなくなっていった。
また、日立鉱山では銅と金以外にも、1939年（昭和14年）に精錬時に排出される亜硫酸ガスから爆薬の原料にもなる硫酸を製造する硫酸工場が稼動を始め、また船底の塗料として使用された亜ヒ酸など、軍需物資となる物資を生産していた。

### 深刻化する労働力と燃料の不足

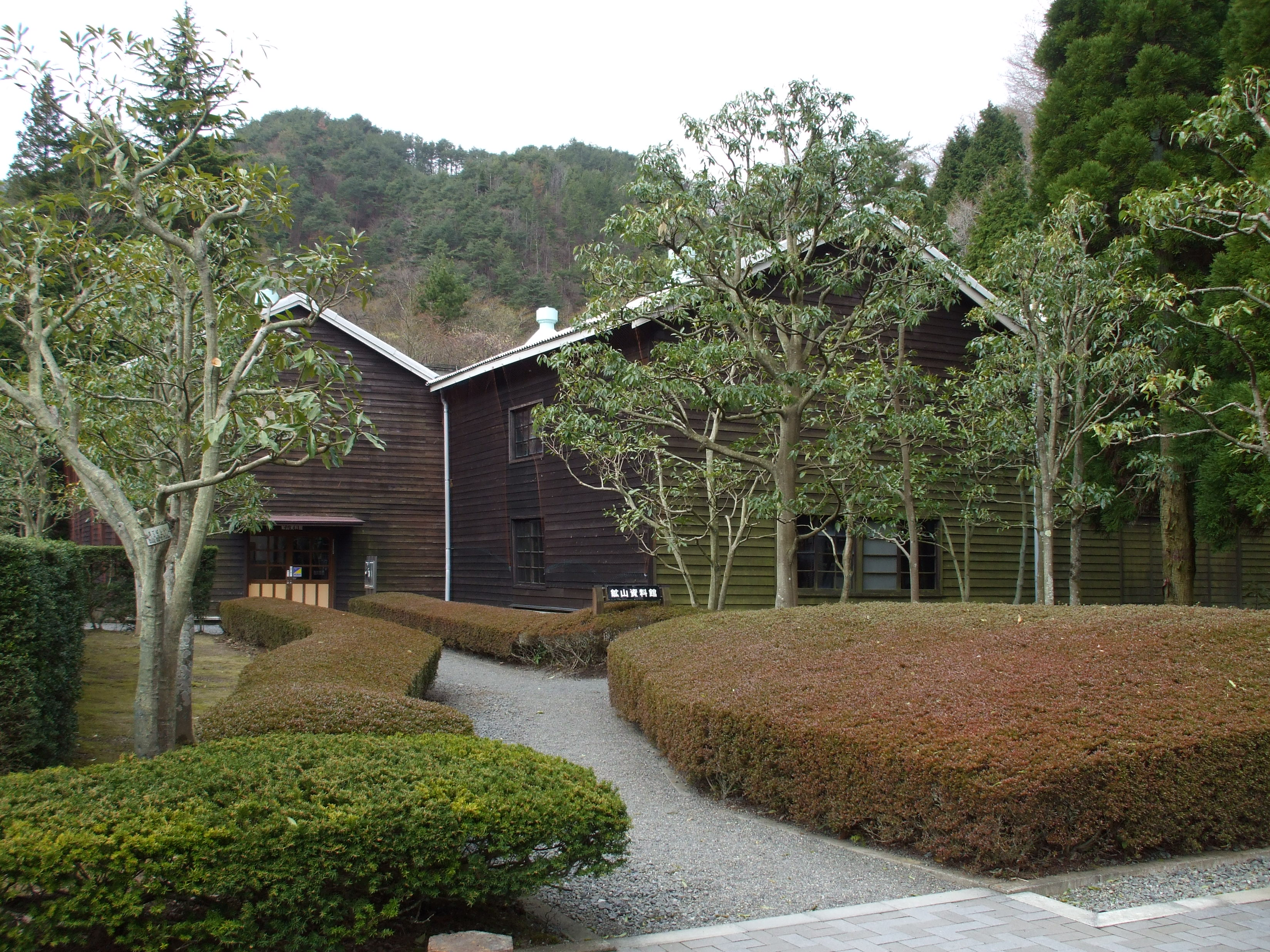
1944年に建造された木造のコンプレッサー室を転用した日立鉱山の鉱山資料館。

戦時体制強化に伴う増産は、日立鉱山で働く労働者の増加を招いた。1932年（昭和7年）には約3000人にまで減少した従業員は、1937年（昭和12年）には4435人、1941年（昭和16年）は6283人、そして1944年（昭和19年）には7835人に達した。
そのような中、日中戦争が始まった1937年（昭和12年）頃から、鉱山労働者一人当たりの生産性の低下が見られるようになった。これは応召により戦場に向かうことになった労働者が現れるようになって、熟練労働者の不足が始まったことによる。戦時体制が強化される中、日立鉱山から応召される労働者はますます増加し、そして軍需工場が多くの新規労働力の受け皿となり、日立鉱山の労働者募集に応ずる人は少なく、その結果として労働力不足が顕著になった。
日立鉱山の状況を悪化させたもう一つの要因は、精錬に必要な石炭とコークスの不足であった。日立鉱山の場合、石炭は鉱山近隣にある常磐炭田で採掘されたものを利用しており、またコークスは東京ガスから供給を受けていた。特に問題となったのが日立鉱山に供給された石炭の質が第二次世界大戦時に入って急落したことである。1944年（昭和19年）頃からは石炭とコークスの供給量自体も減少を始め、銅生産に大きな支障となった。
銅生産に必要な他の物資も、銅の増産体制強化の中で優先的に供給されていたが、戦時中の物資不足の中で次第に供給が滞るようになり、1942年（昭和17年）頃からは日立鉱山では物資の節約や社内で必要物資の融通体制を強化してしのぐ状態となっていた。このような中で日立鉱山の銅生産量は1943年(昭和18年）にピークを迎え、1944年（昭和19年）には生産量は減少し、終戦の1945年（昭和20年）には激減することになった。

### 勤労動員と朝鮮人、中国人労務者、連合軍捕虜

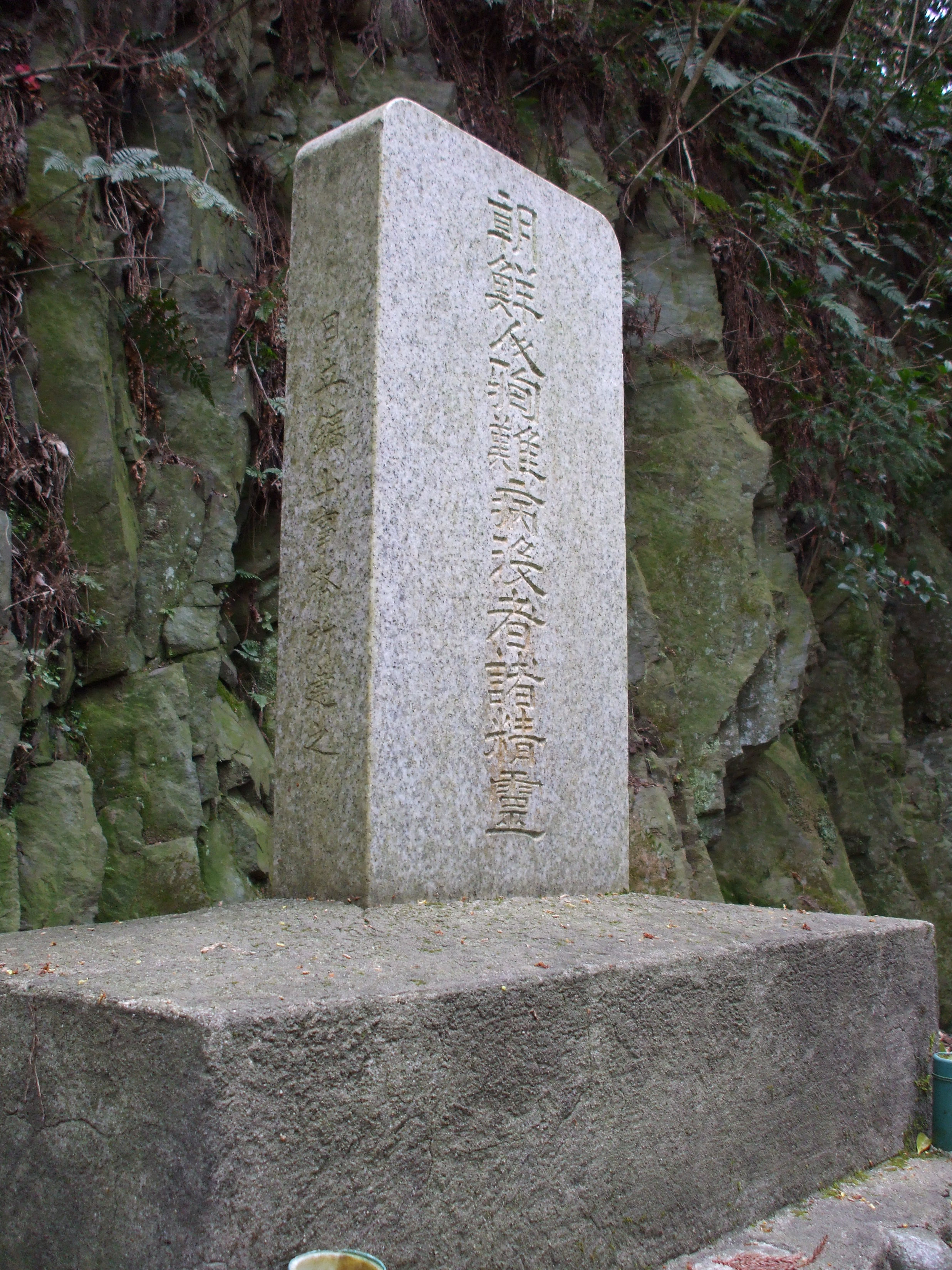
日立鉱山事務所が建立した朝鮮人慰霊碑。隣には同じ形をした中国人慰霊碑もある。日立市の本山寺にて撮影。

戦時体制化での鉱山労働者不足を解消するために、まず国家総動員法に基づく労働者の確保が図られた。これは学校卒業者や求職希望者の職業選択の自由を制限し、深刻な人手不足に悩む鉱山などに採用を割り当てたり、鉱山従業員の転職を制限するなどの措置を講じた。続いて1939年（昭和14年）以降、労務動員計画が立てられるようになり、その中で徴用制度、勤労報国隊などが実施に移された。
徴用制度は1939年（昭和14年）に公布された国民徴用令に基づく強制力を伴う労働者充足方法で、当初は農村から労働力を徴用していたが、後には戦争が激しくなったことで廃業を余儀なくされた中小の商工業者も対象となっていった。
日立鉱山では主に勤労報国隊と朝鮮人によって労働者不足を補っていった。まず勤労報国隊は日本国民に半強制された勤労奉仕を日立鉱山で行うようにしたもので、1942年（昭和17年）から茨城県下から動員された勤労報国隊が次々と日立鉱山で勤労奉仕を行うようになった。勤労報国隊は短期では1-3日、長いものでは3ヶ月程度の期間、鉱山内での各種作業を行ったが、戦況の悪化につれて動員が困難になり、また勤労奉仕の重点も軍需工場に向けられるようになったため、日立鉱山での勤労報国隊の受け入れは次第に減っていった。
戦時中の日立鉱山は朝鮮人労働者の比率が高く、1944年（昭和19年）7月の日立鉱山採鉱部門で働く鉱員の約四分の一にあたる1355人が朝鮮人であり、朝鮮人と同じように日立鉱山で働いていた中国人、連合国の捕虜を含めると全体の約三分の一に達する。特に坑内労働者の比率では朝鮮人、中国人、連合軍捕虜の比率が60パーセントを越えていた。また日立鉱山の支山であった諏訪鉱山でも朝鮮人坑内労働者の比率が5割を超えた。戦時下の日立鉱山の生産体制は朝鮮人や中国人、連合軍捕虜に支えられた面が大きい。
日立鉱山での朝鮮人労働力の大量採用は1940年（昭和15年）2月から始まり、15次にわたって行われた。また日本鉱業が経営する宮城県の大谷鉱山、福島県の高玉鉱山などからも朝鮮人労働者が集められた。朝鮮人労働者は当初、募集によって本人の意志もあって日立鉱山で働くようになったが、やがて官による斡旋、続いて徴用によって日立鉱山で働くようになり、そして労働力不足が深刻化する中で強権的な強制連行のような形で日立鉱山で働くようになった。日立鉱山で働いた朝鮮人は延べ4000人を越えたと考えられ、鉱山当局も大人数の朝鮮人労働者のための慰安会を開催したり、日立鉱山の友子も1941年（昭和16年）に9名、1942年（昭和17年）には5名の朝鮮人鉱夫を友子に取り立てるなど懐柔に努めたが、劣悪な労働条件などによって逃亡が相次ぎ、朝鮮人労働者の定着率は5割に満たなかった。そして鉱山内では待遇改善を求めるトラブルが相次いだ。
日立鉱山で働く中国人労働者は1944年（昭和19年）から導入された。これは朝鮮人労働者の定着率が5割に満たない状態で、また朝鮮人労働者の不足も目立つようになり、その結果鉱山の生産に支障をきたすようになったため、新たに中国人を労働力として導入することにした。中国人労働者は1944年（昭和19年）2月から1945年（昭和20年）5月までの間に4次に渡って導入され、また静岡県の峰之沢鉱山からも中国人労働者が転入しており、延べ901名の中国人労働者が日立鉱山で働くことになった。中国人労働者たちは強制連行によって中国から日立鉱山へやって来たが、劣悪な労働条件の中で死亡者も多く、逃亡事件も発生した。
1943年（昭和18年）9月、日立鉱山は陸軍大臣に捕虜を鉱山労働力として派遣をするよう申請した。この申請が認められたため、日立鉱山内に捕虜収容所が設けられ、1944年（昭和19年）4月からアメリカ、イギリス、オランダ国籍のインドネシア人の計約600名が鉱山内と精錬所で使役された。
このように日立鉱山では不足する労働力を確保するために様々な手段を取り、1943年（昭和18年）までは増産を進めることが出来たが労働者一人当たりの生産性は低下を続け、前述の物資不足も相まって1944年（昭和19年）からは生産量も低下するようになった。また非熟練労働者による無理な増産は日立鉱山の坑内を荒廃させ、戦後の復興の妨げとなった。

### 空襲と艦砲射撃による被害
第二次世界大戦末期、1944年（昭和19年）よりアメリカ軍による日本本土空襲が本格化し、硫黄島と沖縄の陥落によって空襲は日本の地方都市にまで広がった。日立鉱山と日立製作所を擁する鉱工業都市である日立市も空襲と艦砲射撃に遭い、日立鉱山は大きな被害を受けた。
1945年（昭和20年）6月10日、日立に最初の空襲が行われた。この時はB29が日立製作所の工場を爆撃して大きな被害を出したが、日立鉱山には目立った被害はなかった。7月17日から18日にかけて、今度は艦載機による空襲と戦艦5隻、軽巡洋艦2隻、駆逐艦9隻からなるアメリカ・イギリスの連合艦隊からなる艦砲射撃が行われた。特に艦砲射撃は激しかったが、折からの悪天候のために多くの砲弾が目標を外れ、鉱山の被害は比較的軽微であった。
7月19日から20日にかけて、B29の127機からなる編隊が焼夷弾を用いて日立に絨毯爆撃を行った。この攻撃で日立市の多くが焼け野原となり、日立鉱山でも電気銅を精錬する電錬工場が破壊されるなど大きな被害を受けた。鉱山の坑内までは空襲の被害を受けることはなかったが、送電設備や水道など、鉱山の稼動に欠かせない施設も大きな被害を受け、3度の空襲と艦砲射撃のために従業員123名が死傷したこともあって、日立鉱山の生産はほぼ休止状態に陥った。

## 日立鉱山と地域社会

### 日立の発展と商業

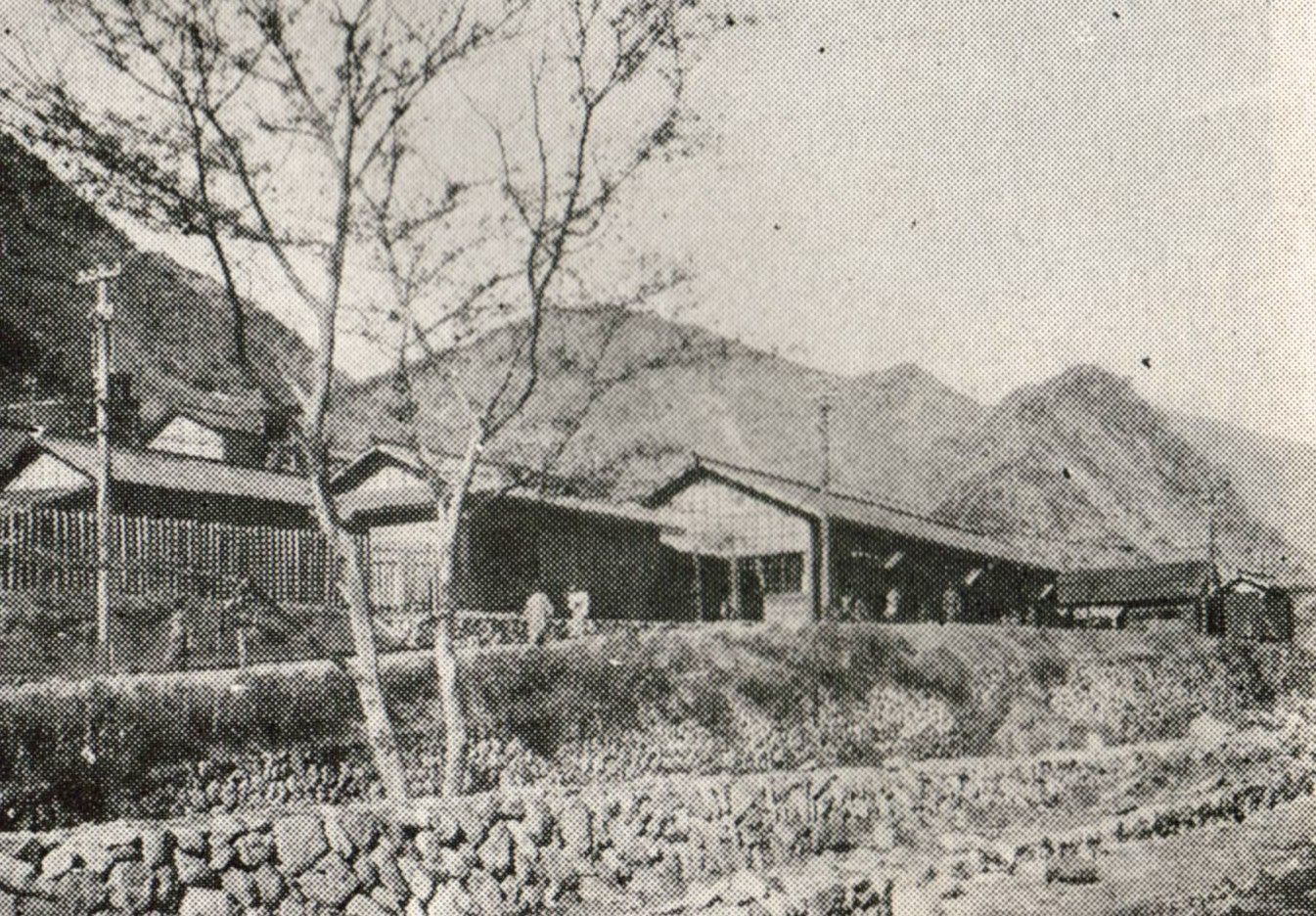
日立鉱山の大雄院供給所

日立鉱山の発展にともない、多くの労働者とその家族が流入してきた。また日立鉱山から独立し発展した日立製作所も第一次世界大戦時期の好景気を背景に規模を拡大させており、茨城県北部の一寒村であった日立は鉱工業労働者が集まる町として発展した。1920年（大正9年）の日立村の人口は約2万5000人で、これは1905年（明治38年）の約20倍になる。日立村は1924年（大正13年）に町制が施行され、常磐線助川駅近辺の高鈴村も1925年（大正14年）に助川町として町制を施行した。
日立鉱山の発展にともない、鉱山の中心部である本山と精錬所がある大雄院付近に商店街が発達し始める。特に大雄院の精錬所から宮田川を下った付近の新町近辺には多くの商店、酒屋や料理店が集まり、1917年（大正6年）に建設された大劇場である共楽館周辺は、明治末から大正にかけて日立一の繁華街となり、大いに栄えた。
やがて日立鉱山と日立製作所の発展によって社宅や工場が次々に建設されていく中、新町より東南側にある栄町に料理店や酒場などの歓楽街が形成されていく。そして日立製作所の発展に伴い、商店街は南東方向へ発展を続けた。中には日本有数の鉱山へと発展した日立鉱山を抱える日立にビジネスチャンスを見出だし、積極的な事業展開を行った商人たちもいたが、第一次世界大戦後の不況とそれに続く昭和金融恐慌、昭和恐慌によって事業の拡大に失敗して廃業していった。また日立鉱山では供給所が鉱山労働者たちに日用品などを安価で供給しており、これは日立での商業の発展を阻害することになった。このため日立の商工会議所では鉱山に対して供給所の廃止を陳情することもあった。戦後になって供給所の販売品目拡大と日立製作所の供給所数の増加により、日立の商業はより大きな影響を受けることになった。

### 花街の誕生
日立鉱山と日立製作所の発展により、戦前の日立には花街が形成されるようになった。花街は早くも1913年（大正2年）に、栄町に劇場である栄座が建設された頃から形成されるようになり、1915年（大正4年）頃からは本格的な花町となった。日立の花街は栄町の他に助川駅の山側に当たる助川栄町、そして助川駅の海側になる助川旭町の3ヵ所に形成された。
第一次世界大戦中の好景気時、日立鉱山と日立製作所の業績も好調でこれら花街も大いに賑わった。しかしその後の不況時には花街も客足が途絶え、転廃業が相次いだ。しかし1933年（昭和8年）以降の軍需景気の到来によって日立鉱山と日立製作所の業績も好調となり、日立の花街は大いに賑わうことになる。各花街には揚屋、置屋などが立ち並び、茨城県内有数の歓楽街となった。
しかし戦時体制の強化に伴い、生活必需品の配給が行われるようになると花街に行く余裕もなくなっていったために日立の花街は衰退していった。そして1945年（昭和20年）7月の戦災によって花街は壊滅的な打撃を受けて消滅し、戦後に復活することはなかった。

### 伝染病の流行問題
日立鉱山創業二ヵ月後の1906年（明治39年）2月には、早くも鉱山附属の診療所が開設され、その後1909年（明治42年）には鉱山附属病院となり、日立鉱山としても従業員やその家族の健康管理に早い時期から注意を払ってきた。しかし戦前の日立は茨城県内で伝染病の流行地として知られ、毎年のように赤痢、腸チフスなどの流行に襲われた。
戦前の日立に伝染病の流行が多かったのは、日立鉱山と日立製作所の急速な発展の結果、助川駅周辺の助川町の人口増加率は1929年（昭和4年）から1938年（昭和13年）までの間、全国一位を記録するなど人口が急増したのにもかかわらず都市基盤の整備が後手に廻り、とりわけ上下水道などの衛生設備の整備が追いつかないことに主な原因があった。例えば上水道は大正時代に日立鉱山や日立製作所の社宅には簡易水道が引かれたが、一般住民は沢水や井戸水を利用する状態が続き、1940年（昭和15年）になって日立製作所が久慈川から取水して飲料水を日立市に給水するようになった。
伝染病の流行に対しては、1930年代にはネズミやハエの駆除を大々的に行い、地域住民に衛生思想の普及に努めるなど官民一体の対策が進められた。そのような中、日立鉱山病院も鉱山労働者のみならず地域医療の充実に力を注ぎ、伝染病隔離病棟の整備など伝染病対策も行っていった。しかし日立の伝染病問題の解決は戦後のアメリカ軍による防疫対策の実施まで持ち越されることになった。

### 日立市の誕生
1924年（大正13年）に町制を施行した日立町と、1925年（大正14年）に町制を施行した助川町はともにその後も発展を続け、都市基盤の整備を進めるに当たって、昭和に入ると隣接する両町の間に合併が持ち上がるようになった。幾度となく持ち上がった合併話は、当初日立鉱山を抱える日立町が助川町と比較しての財政的に豊かであったことが主な原因で流産を繰り返したが、日立製作所が助川町域で工場を拡大させていく中で両者の格差は縮小し、1939年（昭和14年）7月、両町は合併して日立市が誕生した。日立市の成立時、市の役員選出に当たり旧日立町と旧助川町、そして日立鉱山と日立製作所の間でバランスを取った人事が行われた。
日立発展の礎を築いたのは日立鉱山であったが、日立鉱山から独立した日立製作所が規模を拡大するにつれて地域での影響力を増し、やがて両者はその影響力を競い合うようになった。20年代以降の日立製作所が久原鉱業＝日本鉱業の子会社から完全独立し、日産コンツェルンには加わったものの日本鉱業とは親子ではなく持ち株会社日本産業にぶら下がる兄弟関係となった（戦後の日産コンツェルン解体後は形式的に春光懇話会の一員として日本鉱業→ENEOSホールディングスとの縁は続いているものの、資本関係はほとんどない）ことも影響している。また、日本鉱業の内部においても佐賀関、倉敷などへの全国展開、石油事業への多角化によって日立鉱山の比重は低下していた。1920年代から1930年代にかけてはまだ日立鉱山の影響力が日立製作所を上回っていたと考えられるが、1940年代に入ると日立製作所の影響力が日立鉱山を上回るようになった。そのような中、1939年（昭和14年）の日立市成立時の初代市長は、市会の満場一致の推薦によって日立鉱山副所長だった福田重清が選出されたが約1年後に辞任した。その後後任市長の選出を巡り日立鉱山側と日立製作所側との激しい対立が起こり、後任市長が決められないまま日立市会は機能停止に陥った。この事態を重く見て茨城県が後任市長候補について日立鉱山と日立製作所の関係者に対して同意取り付けを行い、市長選出問題が勃発してから約1年後の1941年（昭和16年）9月にようやく福岡県八幡市長を務めた内務官僚の新開渧観を市長に選出した。第二次世界大戦終結後に新開市長は辞任し、1945年（昭和20年）9月に日立製作所の関係者である高島秀吉を市長に選出。高島は1947年（昭和22年）の地方自治法施行後の市長選挙でも引き続き市長に選ばれ、日立製作所は市政でも主導的な役割を握るに至った。
戦時中から戦後にかけて日立製作所の発展に伴い旧市の区域を越えて工場や住宅が立地し、更には港湾などの関連インフラの建設が必要となったことから事業推進の円滑化を図る目的で、1955年（昭和30年）に日立市は多賀町・久慈町などを合併して大きく広がった。この頃になると日立での日立製作所の優位は完全に確立しており、1959年（昭和34年）の日立市市長選挙では、日立製作所出身の高島市長の対抗馬として日立鉱山出身の福田元市長が立候補し、市を二分する激しい選挙戦が行われた結果、現職市長の圧勝に終わった。そして1962年（昭和37年）には日立鉱山で大規模な人員削減が行われ、日立鉱山の地域への影響力はさらに低下することになった。この時点では日本鉱業と日立製作所はもはや兄弟会社ですらない。

## 戦後の日立鉱山

### 戦災からの復興

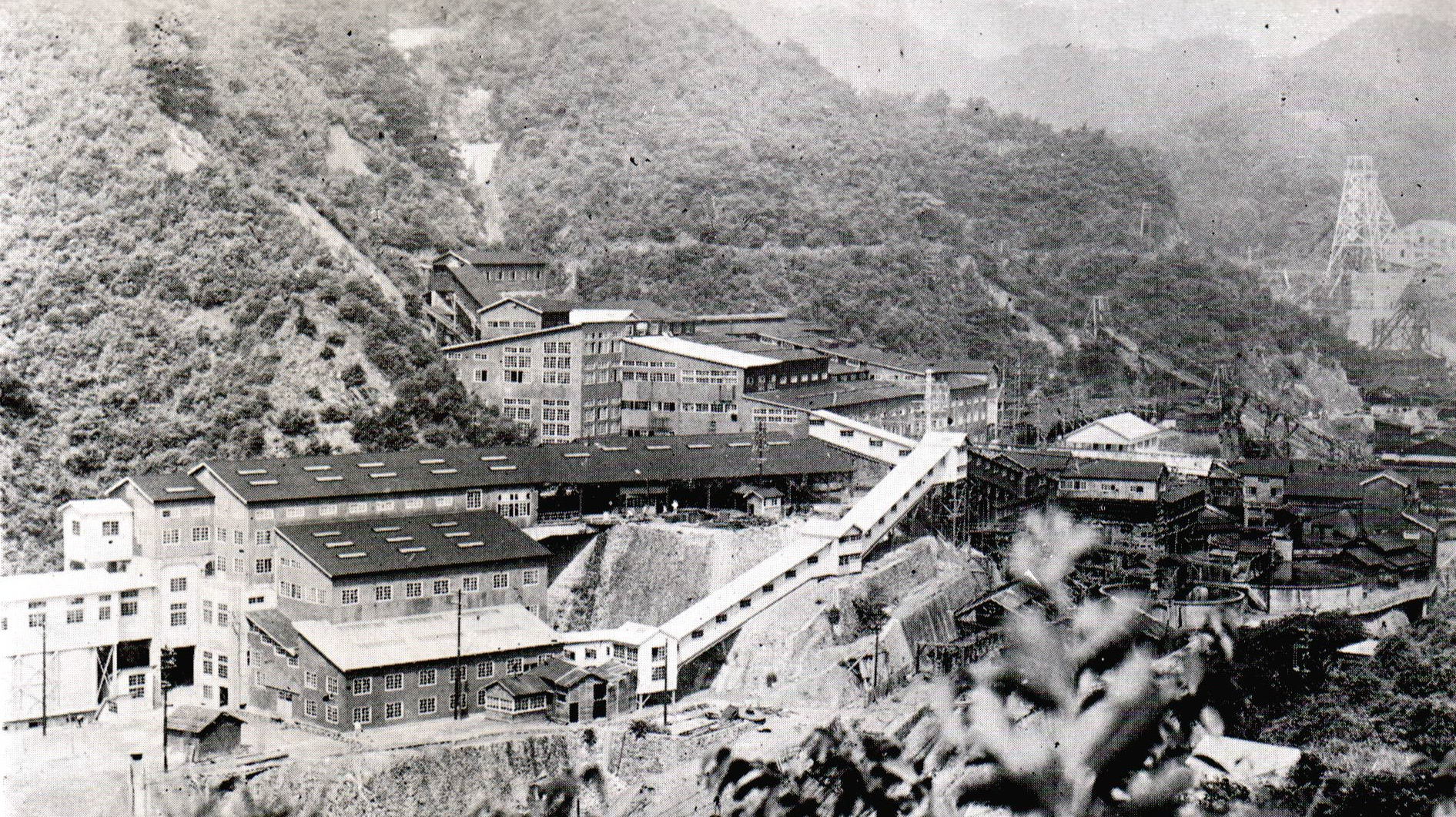
1952年頃の本山選鉱所

1945年（昭和20年）7月17日から20日にかけて艦砲射撃と空襲により大きな被害を受け、生産がストップした日立鉱山であったが、鉱山当局は復旧作業を急ぎ、8月4日には精錬所の一部が稼動を再開した。そのような中、8月15日の終戦を迎えた。終戦後、中国人労働者と連合軍捕虜は全く仕事に出ず、朝鮮人労働者もほとんど仕事に出なくなった。また日本人労働者の勤労意欲低下も目立ち、精錬部門では9月の出勤率が4割台にまで低下した。
戦災以外の面でも日立鉱山の状況は困難を極めていた。まず戦時中の非熟練労働者による無理な増産によって坑内は荒れていて、坑内の排水ポンプの故障が相次ぎ、ポンプ修繕に熟練した労働者と修理部品不足の結果、坑内の多くが水没してしまった。その他の部門でも物資不足や食料不足、そして熟練労働者不足より復興はなかなかはかどらなかった。
鉱山側は従業員の動揺を防ぐ目的で、早くも8月16日に全労働者を共楽館に集めて従業員大会を開催し、戦時、平時を問わない鉱業の重要性を説き、鉱山業務に専念するように訴えた。そして9月30日より3次に渡って出勤不良者や老朽者などの従業員整理を行い、1000人あまりの従業員を削減した。また朝鮮人労働者、中国人労働者、連合軍捕虜の引き揚げを実施していった。1946年（昭和21年）7月には最も戦災で大きな打撃を受けた電錬工場の一部が復旧するなど、日立鉱山の再建は次第に軌道に乗ってきた。また鉱山従業員が居住する住宅の再建も進められていった。
1947年（昭和22年）9月、カスリーン台風によって宮田川が氾濫し、日立鉱山は大きな被害を蒙った。しかし茨城県、日立市、日立鉱山が一体となった復旧計画が進められ、復旧工事が行われた結果、水害からの復旧は比較的順調に進んだ。

### 労働組合の結成と戦後の友子
1946年（昭和21年）1月、日立鉱山本山労働組合と日立鉱山労働組合（大雄院労働組合）が結成された。日立鉱山の場合、鉱山本体の本山労働組合と精錬所のある大雄院労働組合という2つの単位組合が組織されたという特徴があり、これは地区的に大雄院から離れていて、事業的にも鉱業を行う本山は大雄院とは異っていたため、一つの事業所に二つの単位組合が組織されることになった。また日立鉱山での労組結成は共産党系の影響は少なく、会社側に近い立場の職長クラスの鉱夫や友子の有力者が中心となって結成され、待遇改善を主に要求する労使協調を基本とした穏健な組合活動を行うことになった。
1946年（昭和21年）4月、日本鉱業経営の各鉱山などの労働組合からなる日本鉱業労働組合連合会が結成され、日立鉱山本山で結成大会が開催された。日本鉱業労働組合連合会は日本鉱業側との間に労使間の経営協議会の設置や労働条件、賃金アップなどの要求を行い、7月には労使間で労働協約が妥結した。労使間で問題となった事柄の一つに、社員と鉱員との身分差別の問題があった。労働協約でも解決に向けての努力を行っていくことが確認されていたが、同年10月に行われた第一回の経営協議会でも身分差別撤廃が大きな議題となり、1947年（昭和22年）9月には要求書が組合側から日本鉱業に提出され、11月から労使双方で身分差別撤廃に向けての話し合いが進められ、結局1948年（昭和23年）9月1日、職員と鉱員との身分差別の撤廃が実施された。
また終戦直後の混乱期であったこともあり、組合は生活の安定を図るために給与面などでの待遇の改善と生活物資の確保についての要求を出していった。そのような中、1947年（昭和22年）7月、日立鉱山の労使間の経営協議会で復興会議の設置が提案された。復興会議は同年9月のカスリーン台風による風水害の後、正式に発足し、水害と戦災や戦中・戦後の混乱からの復興に、労使一体となった取り組みを行う体制作りに貢献し、日立鉱山の復興に大きく寄与することになった。
多くの鉱山では終戦前後に友子は消滅するが、日立鉱山の友子は戦後もしばらくの間、鉱山労働者間の組織として強固な団結力を保った。これは戦後、鉱山での増産が求められていた時代、日立鉱山内では採鉱夫の発言力が強く、友子組織が採鉱に従事する採鉱夫たちの組織として団結力を保っていたことによると考えられている。日立鉱山の労働組合が友子の有力者などによって結成されたことからも、戦後の日立鉱山の友子は労働組合と敵対することなく、共存しながら労働組合の穏健かつ企業寄りの立場を支えていった。
1960年（昭和35年）以降、技術革新に伴う採鉱現場の変化や貿易自由化に伴う人員削減によって、日立鉱山でも友子の存在意義は失われていった。1968年（昭和43年）5月、日立鉱山で最後の友子の取立式が行われ、その後解散式を行うことなく日立鉱山の友子は自然消滅していった。日立鉱山の友子は1972年（昭和47年）まで存在していた石狩炭田の登川炭坑とともに、最後まで残った友子組織である。

### ドッジラインと朝鮮戦争特需
日立鉱山は終戦後、戦災や風水害から復興していったが、これは鉱業の復興のために日本政府が実施した価格差補給金の恩恵が大きかった。これは日本の復興にとって重要な物資の生産を上げるため、1947年（昭和22年）から支給されるようになった一種の補助金であり、銅もその対象となっていた。しかし1949年（昭和24年）、ドッジ・ラインによって価格差補給金が打ち切られることになり、鉱山経営は困難に追い込まれた。
1950年（昭和25年）6月の朝鮮戦争勃発による特需によって、銅など非鉄金属の需要が増大し、価格が急騰した。非鉄金属業界はこれまでとはうって変わって好況となり、増産を進めることになった。日立鉱山でも1952年（昭和27年）には粗鉱産出量が40万トンを越え、精銅約1万8000トンを生産した。精銅の生産量は戦前最高記録である1942年（昭和17年）を上回った。

### 技術革新と鉱山の隆盛

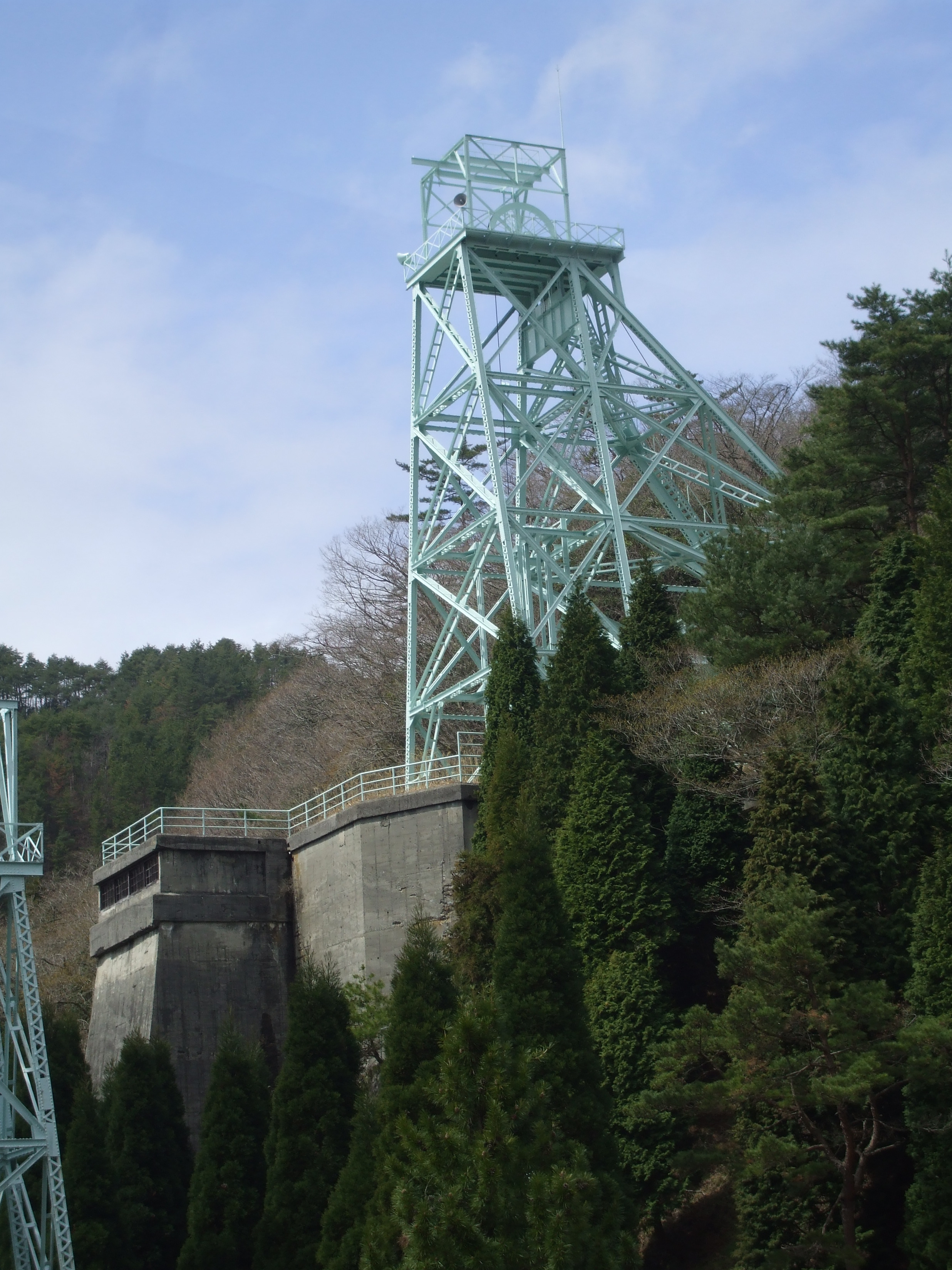
1953年に完成した日立鉱山第11立坑。

戦後の日立鉱山では技術革新に伴う新設備の建設が盛んに行われ、それに伴い生産高も上がっていった。まず1950年（昭和25年）には手選鉱、比重選鉱が廃止され、オールスライムによる浮遊選鉱に一本化された。これは日立鉱山では買鉱した他鉱山の金・銀を含有する珪酸鉱と日立鉱山の鉱石を一緒に精錬することにより、銅とともに金・銀を同時に生産する精練方法を採っていたために全面採用が遅れていたもので、日立鉱山で採掘される銅鉱石の品位が低下し、採掘される鉱石の多くが硫化鉄鉱となっていた状況ではこれまでの精練方法の採用が困難となったため、硫化鉄鉱の分離が容易で鉱石内の銅品位向上にも効果的な浮遊選鉱を全面的に採用することになった。
続いて1951年（昭和26年）には、精錬時の排煙から硫酸を製造する硫酸工場の増設が行われた。また精練部門では1957年（昭和32年）より銅鉱石を直接転炉に投入し、酸素濃度を高めた空気を吹き込むことによって鉱石中の硫黄分と鉄分を酸化させ、その際に発生する酸化熱で粗銅を生産する酸素精練が行われるようになった。酸素精練では石炭やコークスの使用量が大幅に低下するなど精練のコストダウンが可能になるとともに、鉱石中の硫黄分は高濃度の亜硫酸ガスとなるため硫酸の生産量も増え、亜硫酸ガスの回収率も向上するために煙害の軽減を図ることが出来るなどの数多くの利点があった。
採鉱部門では日立鉱山の採掘が半世紀近くなるに従って、深部からの鉱石採掘が増加してきたため、1953年（昭和28年）に第11立坑が完成し、月間出鉱3万トン体制が整った。1958年（昭和33年）には4万トン出鉱計画、1960年（昭和35年）には4万5000トン出鉱計画を達成し、最終的には1964年（昭和39年）の月間5万トン出鉱体制が確立された。この増産体制を支えたのが探鉱により1956年（昭和31年）に発見され、1958年（昭和33年）に藤見鉱床と命名された新鉱床である。藤見鉱床は1981年（昭和56年）の閉山まで日立鉱山を支えることになる。
鉱石の輸送面でも大きな変化があった。1958年（昭和33年）には銅精鉱をこれまでの鉄索輸送からパイプによる流送に転換した。支山である諏訪鉱山からの鉱石輸送を担っていた鉄索は1960年（昭和35年）にトラック輸送に切り替えられ、硫化鉄鉱の精鉱輸送も1966年（昭和41年）にはパイプによる流送となり、その結果、1909年（明治42年）から鉱山中心部の本山と精錬所がある大雄院との間の輸送を担っていた鉄索は撤去されることになった。そして1908年（明治41年）から鉱山への物資や人員の輸送に大きな貢献をしてきた専用電気鉄道も、1960年（昭和35年）に廃止となり、物資の輸送はトラック輸送、そして人員の輸送はバスへと切り替えられた。

### 合理化の開始

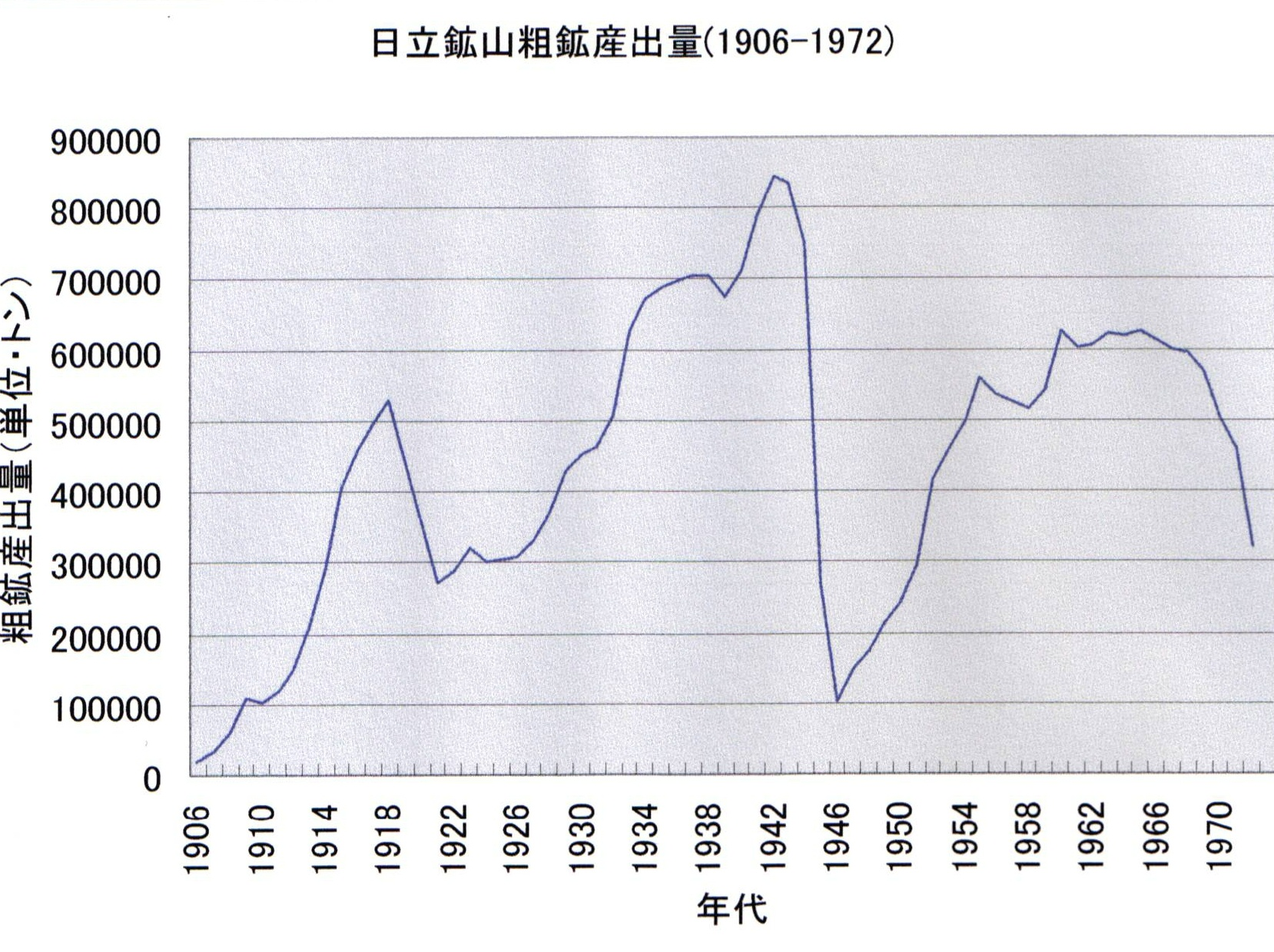
1906年から1973年の日本鉱業からの分離までの日立鉱山で産出された粗鉱産出量の変遷。創業当初から1910年代半ばまでの急速な発展、戦時体制化での増産、第一次世界大戦後と終戦前後の顕著な落ち込み、そして1960年代末からの産出量の減少が読み取れる。

戦後の日立鉱山は積極的な新技術の導入により、1958年（昭和33年）には月産4万トン、1960年（昭和35年）には月産4万5000トン出鉱と順調に生産を伸ばしてきた。これは戦後の目覚しい経済成長に支えられた面が大きかったが、経済成長の結果、日本は諸外国から貿易自由化を求められることとなり、1960年（昭和35年）以降、貿易の自由化が進められることになった。
貿易自由化によって大きな打撃を受けた業界の一つが国際競争力が弱い非鉄金属業界であった。銅を始めとする非鉄金属の価格自由化は1963年（昭和38年）4月に実施されることになったが、それに先立ち1962年（昭和37年）5月末、日立鉱山では大規模な合理化案が提案された。労働組合は合理化案に強く反発し、ストライキが行われるなど約3ヶ月間争議が続いたが、結局、52歳での繰上げ退職、希望退職者の募集、供給所などの運営の分離などで709名の職員が日立鉱山を去る大規模な合理化が実施された。
日立鉱山では1964年（昭和39年）には月産5万トン体制が整い、以後、1965年（昭和40年）に年産約62万6600トンのピークに達し、1968年（昭和43年）まではほぼ月産5万トン、年産60万トン出鉱を維持したが、その後は鉱石の採掘場所が深部となったことによる影響で操業規模が縮小され、生産量の低下が目立つようになった。そのような中、外国産の安価な鉱石を輸入することを目的の一つとして日立港の整備が進められ、1972年（昭和47年）、整備工事が完了した日立港を通してペルー産の銅鉱石が輸入され、その後日立での粗銅生産が中止される1976年（昭和51年）までの間に延べ12カ国から鉱石の輸入を行った。また1967年（昭和42年）から日本鉱業はザイール政府の許可を受け探鉱を開始した。その結果、1969年（昭和44年）からムソシ鉱山を開発することになり、日立鉱山からも多くの従業員が派遣された。そしてムソシ鉱山から1973年（昭和48年）1月以降、日立港を通して鉱石が輸入されるようになった。
ムソシ鉱山などの外国からの鉱石受け入れ増加、設備の大型化と最新化によるコスト削減、そして亜硫酸ガスの回収率の向上によって公害防止を図ることを目的として、1972年（昭和47年）12月には自溶炉の稼動が開始された。その結果銅の生産量は大きく増加し、鉱害防止にも成果を発揮したが、外国からの輸入鉱石の精錬を行う場合、臨海部に立地する佐賀関精錬所が日立精錬所よりも有利な条件にあるのは否めず、日立精錬所の役割は低下し、1976年（昭和51年）には日立での粗銅生産が中止されるに至る。
日本の非鉄金属業界に更なる打撃を与えたのが1971年（昭和46年）のニクソンショックによる円高の進行であった。円高によって日本国内の銅価格は下落し、鉱山経営は困難となった。日立鉱山と並ぶ日本有数の銅山であった足尾銅山、別子銅山ともこの時期に閉山に追い込まれた。そのような中、1973年（昭和48年）6月、日本鉱業は日立鉱山など5つの鉱山の経営を分離することとし、日立鉱山は日本鉱業の子会社である日立鉱山株式会社となった。

## 日立鉱山と文化・スポーツ
日立鉱山の特徴の一つとして文化、スポーツ活動が盛んであったことが挙げられる。鉱山内では明治末から大正時代にかけて俳句会や吹奏楽団、野球部などが活動を開始した。鉱山当局は一般社会から隔絶されがちな鉱山社会の改善のために文化体育活動の充実に積極的であり、特に1921年（大正10年）に発足した労使協調の従業員団体である温交会の中で各種の文化体育事業が行われるようになった。そのような中で発展した日立鉱山の文化体育事業のうち吹奏楽団、野球部、ラグビーは全国レベルの大会で好成績を挙げるようになり、その他、軟式テニスや剣道なども戦前を中心に盛んに行われていた。
このように日立鉱山では盛んに文化、スポーツ活動が行われていて、日立鉱山の文化、スポーツでの活躍は鉱山内のみならず多くの地域住民の共感を呼んでいた。また新田次郎によって、1969年（昭和44年）に日立鉱山の大煙突をモデルとした小説、「ある町の高い煙突」が出版されたことも日立鉱山に関わる文化の出来事の一つといえる。

### 文化活動
日立鉱山では早くも明治末期には鉱山職員の間で句会が開かれ、句会で発表された俳句が地元紙に掲載された。
鉱山での文化活動の中で特に大きな活躍を見せたのが吹奏楽団で、1922年（大正11年）に発足した本山楽団はやがて本山マンドリンソサエティーに再編成され、1937年（昭和12年）には演奏がNHKラジオから放映されるまでになる。戦時体制が強化されつつあった1939年（昭和14年）には正式な吹奏楽団「日鉱吹奏楽団」となり、戦意高揚や生産向上を鼓舞する諸行事に欠かせない存在となった。しかし戦争の激化に伴い1944年（昭和19年）には活動停止した。戦後は1949年（昭和24年）に活動を再開し、1951年（昭和26年）から吹奏楽コンクールに出場するようになり、関東吹奏楽連盟吹奏楽コンクール関東大会に1952年（昭和27年）から3年連続優勝、1956年（昭和31年）に再開された全日本吹奏楽コンクールでも1956年（昭和31年）、1958年（昭和33年）、1960年（昭和35年）の3回準優勝、そして1959年（昭和34年）は全国優勝を成し遂げるなど、全国レベルの吹奏楽団として活躍を続けた。しかし1962年（昭和37年）以降の合理化によって吹奏楽団の維持が困難となり、1974年（昭和49年）に楽団が所有する楽器を日立市に貸与することとなり、その結果日立市民吹奏楽団が結成されることになった。その後、日立市民吹奏楽団は現在に至るまで定期演奏会等の市民文化活動を継続している。

### スポーツ活動
日立鉱山のスポーツで大きな活躍をしたのが野球とラグビーである。
野球部
野球は1915年（大正4年）に日立鉱山と日立製作所の野球愛好家が親善試合を行ったのが野球部結成のきっかけで、1919年（大正8年）に正式に『日立鉱山硬式野球部』が発足した。野球部では大正末期以降実力のある選手を集めるようになって実力がつき、同じように野球部の強化を図った日立製作所との間に1924年（大正13年）頃から行われるようになった定期戦は「日立の早慶戦」、「お山の早慶戦」とも呼ばれ、日立を二分する熱狂的な応援合戦が繰り広げられることになった。
日立鉱山の野球部は1937年（昭和12年）には都市対抗野球大会に初出場を果たした。その後戦争の影響で野球部の活動は一時停止されたが、戦後になって復活し、1955年（昭和30年）にはチーム名を『日本鉱業日立硬式野球部』と改称し、長嶋茂雄や杉浦忠を育て、立教大学野球部の黄金時代の基礎を築いた砂押邦信を監督として招聘した。1956年（昭和31年）、19年ぶりに都市対抗野球大会への出場を果たし、このときの大会での活躍によって日鉱日立は第一回目の小野賞を受賞した。その後都市対抗野球大会の常連出場チームとなり、1967年（昭和42年）にはJABA東京スポニチ大会で優勝するなど社会人野球の強豪チームの一つとなり、日立製作所硬式野球部との対抗戦は春の風物詩となっていた。しかしやはり日立鉱山をめぐる状況の悪化によって野球部の存続も困難となり、1972年（昭和47年）12月、戦前戦後を通して10回の都市対抗野球大会への出場を果たした日鉱日立野球部は休部に追い込まれた。
社会人野球の強豪チームであった日本鉱業日立からは、嵯峨健四郎、三平晴樹、高畠導宏、鈴木康二朗など、合計12名のプロ野球選手が生まれた。1980年にはヤクルトスワローズのエース格であった鈴木康二朗投手と、日本鉱業佐賀関硬式野球部から前年に中日ドラゴンズ入りして新人王を獲得した藤沢公也投手との間で、日本鉱業出身投手同士の先発によるプロ野球開幕戦が実現した。
ラグビー部
日立鉱山のラグビー部は1951年（昭和26年）頃から本格的な活動を開始し、1953年（昭和28年）からは公式戦に参加をするようになった。1956年度には全国社会人ラグビーフットボール大会に初出場し、準決勝に進出した。その後1960年度、1961年度と全国社会人ラグビーフットボール大会に出場したが、1962年（昭和37年）からの合理化によって多くのラグビー部員が転出し、全国レベルの大会への出場は途絶えた。しかし野球とは異なり、ラグビー部は1981年（昭和56年）の閉山直前まで存続した。
全国社会人大会戦績
| 回 | 年度 | 地区 | 成績      | 試 | 勝 | 分 | 敗 | 得 | 失 | 差  | 備考 |
| -- | ---- | ---- | --------- | -- | -- | -- | -- | -- | -- | --- | ---- |
| 9  | 1956 | 関東 | ベスト4   | 3  | 2  | 0  | 1  | 29 | 31 | -2  |      |
| 13 | 1960 | 関東 | 1回戦敗退 | 1  | 0  | 0  | 1  | 3  | 20 | -17 |      |
| 14 | 1961 | 関東 | 1回戦敗退 | 1  | 0  | 0  | 1  | 3  | 25 | -22 |      |

## 諏訪鉱山について
諏訪鉱山は日立鉱山の中心部から約4キロ南にあり、長さ約1キロ、幅約200メートルの鉱体から黄鉄鉱などの硫化鉄鉱や含銅硫化鉄鉱を産出した鉱山であった。諏訪鉱山は1897年（明治30年）に北の沢鉱山として開発が始まり、その後数人の所有を経て1917年（大正6年）4月に久原鉱業が買収した。この当時、化学工業の発展によって硫酸の消費量が伸びつつあり、ようやく硫化鉄鉱の需要が見られるようになっていた。なお鉱夫たちの間に存在した友子は、1929年（昭和4年）まで諏訪鉱山は独立組織であったが、同年日立鉱山の友子組織に編入された。
久原鉱業の所有となり、日立鉱山の支山となった諏訪鉱山であったが、久原鉱業以前から働いていた鉱夫たちが久原鉱業の鉱山経営に反発し、当初生産は上がらなかった。1919年（大正8年）に、諏訪鉱山から日立鉱山の精錬所がある大雄院まで鉄索が完成して鉱石の輸送体制が整い、本格的な生産に乗り出そうとした矢先、1920年（大正9年）の恐慌によって、1921年（大正10年）3月から約一年間、休山に追い込まれた。
低迷する銅市場と比べて、需要が伸びていた硫化鉄鉱の価格は上昇するようになったため、久原鉱業は硫化鉄鉱の採掘に力を入れる方針を固めた。1922年（大正11年）には諏訪鉱山は採掘を再開し、その後、積極的な設備投資と化学鉱業の発展による硫化鉄鉱の需要急増の後押しを受けて、諏訪鉱山は1933年（昭和8年）には年産5万トンを越える硫化鉄鉱を採掘する鉱山へと成長し、最盛期には鉱山従業員とその家族の1000人近い人々が諏訪鉱山周辺で生活するようになった。また戦時中、日立鉱山と同じく諏訪鉱山でも朝鮮人労働者が多く働いており、1941年（昭和16年）の段階で朝鮮人坑内労働者の比率が5割を越え、朝鮮人労働者と日本人側との間にトラブルも発生した。
戦後も諏訪鉱山は硫化鉄鉱の採掘を続けていたが、諏訪鉱山で採掘される硫化鉄鉱の品位が低いために市場で販売が困難となり、また日立鉱山全体の合理化が進み、日立鉱山本体の採鉱に集中する必要性も高まっており、1961年（昭和36年）、諏訪鉱山での硫化鉄鉱の採掘を中止して含銅硫化鉄鉱の採掘のみを継続し、余剰人員は日立鉱山本体で雇用することとなった。そして1965年（昭和40年）10月、鉱量枯渇などのため諏訪鉱山は閉山となり、やがて諏訪鉱山があった周辺には数軒の家が残るのみとなった。

## 日立鉱山の閉山

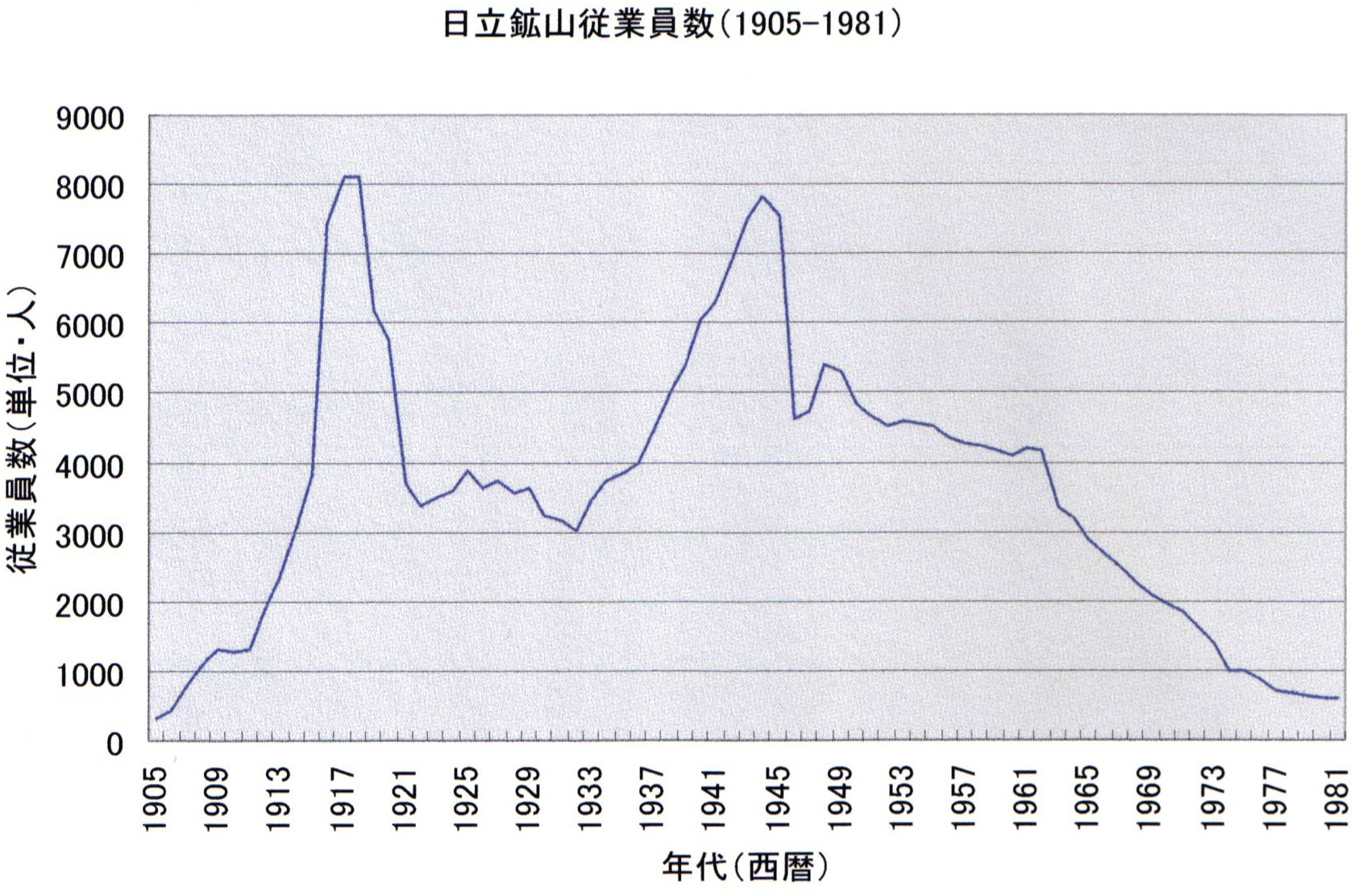
1905年から1981年の日立鉱山従業員数（鉱山と精錬所の従業員の合算）。創業から第一次世界大戦期までの急速な増加、その後昭和初期まで続く不況時の落ち込み、戦時体制化での従業員数の大幅な増加、そして1962年の合理化以降の従業員減少が読み取れる。

1973年（昭和48年）6月、日本鉱業から日立鉱山は経営分離され、日本鉱業の子会社である日立鉱山株式会社となった。ニクソンショック以降の円高によって銅価格が下落し、また石油精製時に水素化脱硫装置、硫黄回収装置を用いることによって副産物として生産されるようになった回収硫黄が急速に市場に出回るようになり、減反政策の影響で化学肥料の国内消費量が減少し、諸外国でも化学肥料の自給が進み輸出も減少したために、銅とともに日立鉱山の主要産物であり、収入の約4割を占めていた硫化鉄鉱の需要が急落したことが原因で、日立鉱山の経営状態は急速に悪化していた。しかし国内鉱山は、諸外国からの鉱石輸入が主流となっても政治情勢などに左右されることが少なく最も安定した資源確保が可能という点と、海外での資源確保のために必要な人材や技術を養成する場所として国内鉱山の存在が望ましいという点から子会社化して日立鉱山は存続されることになった。
日立鉱山の経営分理時、再び大きな人員削減と事業の見直しが行われた。鉱山の労働組合は1962年（昭和37年）の大規模合理化の時と同じく、約4ヶ月間に渡って激しく争議を繰り返したが、結局満53歳以上の技能職職員の繰上げ定年などが実施され、日立鉱山の技能職職員の約三分の二が退職することになった。また可能な限り鉱山の操業を続けることを目的として、粗鉱生産量を月産3万トンから1万2000トンとし、収支バランスを維持するために採鉱する粗鉱の品位を1.65パーセントから2.08パーセントに引き上げることとした。また探鉱を行い、新たな鉱脈の発見に努めることとした。しかし1973年（昭和48年）末からの第一次オイルショックによる不況は銅の需要の低迷と更なる価格の下落を招き、独立後の日立鉱山の経営も困難が続いた。
日立鉱山株式会社の設立後、最も重視されたのが探鉱による新鉱脈の発見と開発であった。この当時、日立鉱山を支えていたのは1956年（昭和31年）に発見された藤見鉱床で、日立鉱山株式会社時代は鉱石産出量の約7割を占めていた。探鉱の結果、いくつかの小鉱脈を発見し、1977年（昭和52年）下半期から1年半、特別探鉱を実施したが新たな鉱脈の発見には結びつかず、この時点で日立鉱山では新たな鉱脈発見の余地はないものと判断された。
1976年（昭和51年）には日立精錬所の自溶炉が操業停止して粗銅精練は佐賀関に一本化されることとなり、日立では佐賀関で精練された粗銅を電気銅にする電練工場中心の経営となった。また同年、中央病院を廃止して独立採算可能な日鉱日立病院を新たに創立し、1962年（昭和37年）の合理化時に供給所から改組された日立鉱業所購買会を解散して株式会社日立購買会とするなど、大規模な組織の改変が行われた。
日立鉱山では採鉱に要するコストを削減する様々な工夫を行い、採算を維持することが出来る鉱石の品位を下げて可採埋蔵量を増やす試みも行われたが、鉱山内で使用する資材の値上がりなどのため思うにまかせなかった。結局、銅品位2.08パーセント以上の鉱石を掘り尽くしたことにより、1981年（昭和56年）9月30日、日立鉱山は閉山となった。
1962年（昭和37年）以降の大規模な合理化、そして1981年（昭和56年）の閉山によって日立鉱山から離職した人々の多くは、日立市やその近隣で再就職して生活を続けた。特に閉山時の離職者の地元再就職率は80パーセントを越えた。これは日立製作所やその関連企業など、日立鉱山近隣には比較的恵まれた労働市場が存在したことが最大の原因であるが、一山一家主義に見られるように家族主義的な色彩が強い企業であった日立鉱山の伝統が、日立鉱山から独立した日立製作所や日立鉱山と日立製作所を抱えた日立市にも影響を及ぼし、地域全体に家族主義的な傾向が強いことによって血縁や地縁が根強いことも大きかった。そのため鉱山中心部であった本山地区は、最盛期には1万人を越えた人口が数十世帯にまで減少するという過疎化が進行したが、日立鉱山閉山によって鉱山で働いていた人々が完全に四散するという事態は起こらなかった。

## 閉山後の日立鉱山

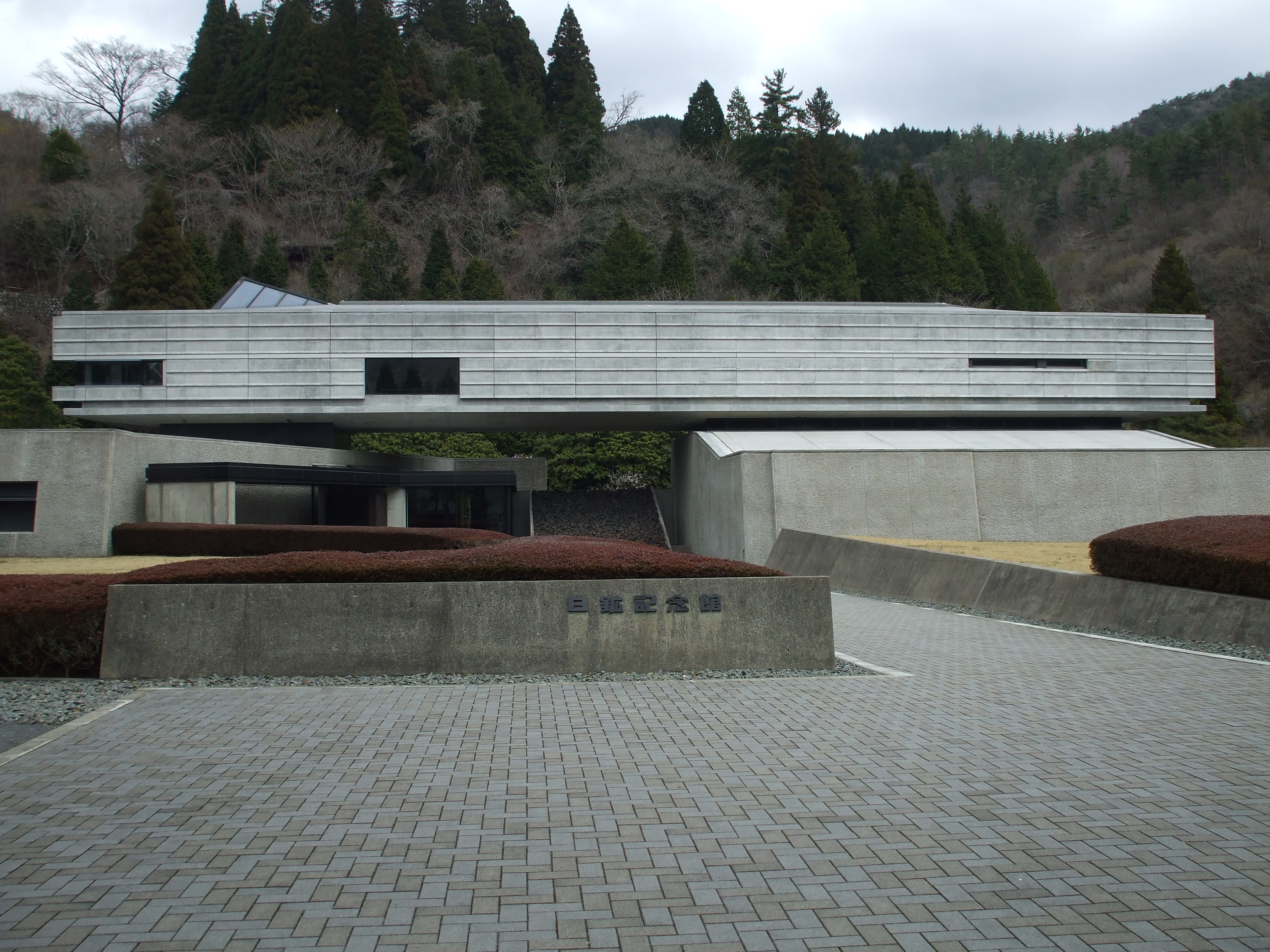
日鉱記念館

日立鉱山が閉山する前の1976年（昭和51年）からは日立で粗銅の精練は行われなくなり、佐賀関で生産された粗銅を電気銅にする電練部門の操業が続けられている。またJX金属関連の工場として、銅箔、銅粉、コバルト関連製品を製造する子会社事業所と、環境リサイクル関連の子会社事業所も現在日立地区で操業している。
また日立鉱山の創業直後の1906年（明治39年）2月に開設された附属診療所の流れを受け継ぐ日鉱記念病院が1982年（昭和57年）1月に開設され、現在も日立地域の地域医療を担っている。
日立鉱山創業から80年目にあたる1985年（昭和60年）、かつての日立鉱山の中心地であった本山に日鉱記念館が建設された。日鉱記念館では日立鉱山の展示や日立鉱山から発展していった日産コンツェルンと日立製作所について、そして日鉱グループの事業などの展示がされている。
日立鉱山で働く労働者たちの憩いの場であった共楽館は、1965年（昭和40年）に廃止となり、日立市に寄贈されて日立市武道館となった。この建物は1999年（平成11年）に登録有形文化財に登録された。また1913年（大正2年）に日立鉱山で使用する電気をまかなうために建設された石岡第二発電所は2006年（平成18年）に同じく登録有形文化財に登録された。そして1911年（明治44年）に完成した石岡第一発電所は、日本に現存する最も古い鉄筋コンクリート造建造物の一つであることと、日本の近代産業史に大きな役割を担った日立鉱山の代表的施設であることが評価され、2008年（平成20年）に重要文化財に指定された。
日立鉱山は、鉱工業都市日立の発展とともに京浜地区に近い特性を生かして金属の供給源として重工業の発展に貢献したことが評価され、2007年（平成19年）に経済産業省が認定した、近代化産業遺産群33の中の「京浜工業地帯の重工業化と地域の経済発展を支えた常磐地域の鉱工業の歩みを物語る近代化産業遺産群」に認定されている。

## 年表
江戸時代
- 1625年 この頃から赤沢銅山で銅の採掘が開始される。
- 1639年 赤沢銅山に銅山奉行が設置されるも、まもなく休山となる。その後数回操業再開が試みられるがいずれも失敗する。
- 1862年 大塚源吾衛門によって赤沢銅山の操業が再開される。
- 1864年 天狗党の乱の影響で施設焼失。操業休止。

戦前
- 1873年 副田欣一が赤沢銅山の操業を再開するも、休山となる。その後赤沢銅山は所有者が転々とする。
- 1894年 高橋元永と城野琢磨による操業再開とそれに伴う鉱毒水問題の発生。
- 1901年 ボイエス商会が赤沢鉱業合資会社を設立する。
- 1905年 久原房之助が赤沢銅山を買収し、日立鉱山と改称して開発に着手。
- 1906年 日立鉱山で煙害問題が発生する。
- 1908年 大雄院で新技術を生かした製錬所（現在のJX金属日立事業所）操業開始。日立鉱山電車営業開始。
- 1910年 小平浪平により、久原鉱業所日立製作所設立（現在の日立製作所）。
- 1911年 日立鉱山で用いる電力をまかなうために、当時日本で最大級の水路式水力発電所である石岡第一発電所の操業開始。
- 1912年 久原鉱業株式会社に改組。
- 1915年 製錬所の煙害対策として、大煙突完成（155.7m。当時世界最長）。
- 1917年 鉱山従業員や地域住民の厚生・慰安施設として共楽館建設。こけら落しは澤村源之助一行による歌舞伎公演。諏訪鉱山が日立鉱山の支山となる。
- 1918年 日立製作所内にて、鉱山採掘銅を利用した電線製造を開始（後の日立電線）。
- 1919年 友愛会事件が発生する。
- 1920年 日立製作所が日立鉱山から正式に独立する。労使協調の従業員団体である温交会の発足。
- 1928年 鮎川義介が社長就任。日本産業株式会社に社名変更。
- 1929年 日本産業の鉱業部門が分離独立、日本鉱業株式会社（後のジャパンエナジー）を設立。
- 1935年 9月25日、台風接近の暴風雨の中で山崩れが発生。鉱夫長屋の8戸が埋没し、死者26人以上[207]。
- 1939年 排煙内の亜硫酸ガスを利用した硫酸製造が開始される。
- 1940年 朝鮮人労務者の大量受け入れが開始される。
- 1945年 日立空襲により被害を受ける。

戦後
- 1946年 日立鉱山本山労働組合と日立鉱山労働組合（大雄院労働組合）の結成。
- 1947年 カスリーン台風による被害を受ける。
- 1950年 オールスライムによる浮遊選鉱を全面採用する。
- 1951年 排煙利用硫酸工場の増設完成。排煙中の亜硫酸ガス濃度が低下して煙害問題も減少する。
- 1956年 日鉱日立、都市対抗野球大会で小野賞を受賞。
- 1959年 日鉱吹奏楽団、全日本吹奏楽コンクールで優勝。
- 1960年 日立鉱山専用電車廃止。
- 1962年 貿易自由化を控え、大規模な人員削減が実施される。
- 1965年 諏訪鉱山が閉山する。
- 1967年 日立市に共楽館寄贈。日立市武道館となる。
- 1968年 日立鉱山で友子の最後の取立式行われる。その後友子は自然消滅する。
- 1969年 大煙突建設を書いた小説『ある町の高い煙突』出版（新田次郎執筆）。
- 1972年 自溶炉による粗銅精練が開始され、煙害問題は終結する。日鉱日立休部となる。
- 1973年 日本鉱業から経営分離され、日立鉱山株式会社の経営となる。
- 1976年 自溶炉が休止されて粗銅の精錬は佐賀関に一本化し、日立では精銅の電練を行うことになる。
- 1981年 閉山。

閉山後
- 1985年 鉱山跡地に日鉱記念館建設。
- 1992年 日本鉱業の金属資源・金属事業・金属加工事業部門を継承し、日鉱金属株式会社を設立。
- 1993年 大煙突倒壊。
- 1999年 旧共楽館（日立武道館）が登録有形文化財に登録。
- 2007年 経済産業省の近代化産業遺産群33に「京浜工業地帯の重工業化と地域の経済発展を支えた常磐地域の鉱工業の歩みを物語る近代化産業遺産群」の一つとして認定。
- 2008年 石岡第一発電所施設（本館、沈砂池、水路橋等）が重要文化財に指定される。